# Formula–1
A Formula–1 (rövidítve: F1, angolul: Formula One) a legrangosabb nemzetközi autóverseny-sorozat, melynek szabályait a Nemzetközi Automobil Szövetség (FIA) határozza meg. A Formula–1-es világbajnokságban nyitott karosszériájú, együléses versenyautók vehetnek részt. A versenyeket szilárd burkolatú, erre a célra kialakított zárt, vagy városi pályákon rendezik. Az eredmények alapján évente két világbajnokot avatnak, egy egyénit és egy konstruktőrit (csapat-világbajnokság). A versenyeket több százmillióan nézik televízión, a világ több mint kétszáz országában.
Az első Formula–1-es világbajnokságot 1950-ben rendezték. A Formula–1 történelmi központja Európa, ahonnan a dohányreklámok tilalma, valamint a feltörekvő ázsiai országok gazdasági nyomása miatt kezd kiszorulni. Ma már a világ számos pontján tartanak Formula–1-es nagydíjat, többek között Azerbajdzsánban, az Egyesült Államokban, Kínában, Bahreinben és Szingapúrban is. 2024-ben rekordszámú, huszonnégy versenyt rendeznek.1986 óta folyamatosan megrendezik a Formula–1 magyar nagydíjat, a versenysorozat sokáig egyetlen olyan futamát, amelyet volt szocialista országban rendeztek.
Az autók a körülbelül 1000 lóerős (a motor kb. 820-840 lóerős, plusz az elektromos motor által fejlesztett 160 lóerő), 14 000 percenkénti fordulatra korlátozott V6-os 1,6 literes turbómotorok (2014-től V6-os turbómotor, korábban V8-as) segítségével elérhetik a 380 km/órás sebességet, egyes kanyarokban 6-7 g-s erő is nehezülhet a versenyzőkre. A sportágban számos technikai újítás jelent meg története során. Az autókban a motor teljesítménye mellett sokat fejlődött az elektronika, az aerodinamika, a felfüggesztés és a gumiabroncsok.
A Formula–1 a világ egyik legdrágább sportága, a csapatok költségeit nagyrészt szponzorok fedezik. A legnagyobb befolyással a Formula–1-ben sokáig a brit Bernie Ecclestone, a Formula One Management (FOM) elnöke rendelkezett. 2017-ben viszont új tulajdonba került a sportág, a Liberty Media rengeteg változtatást hozhat és ígér az autósportnak.

## Világbajnokságok

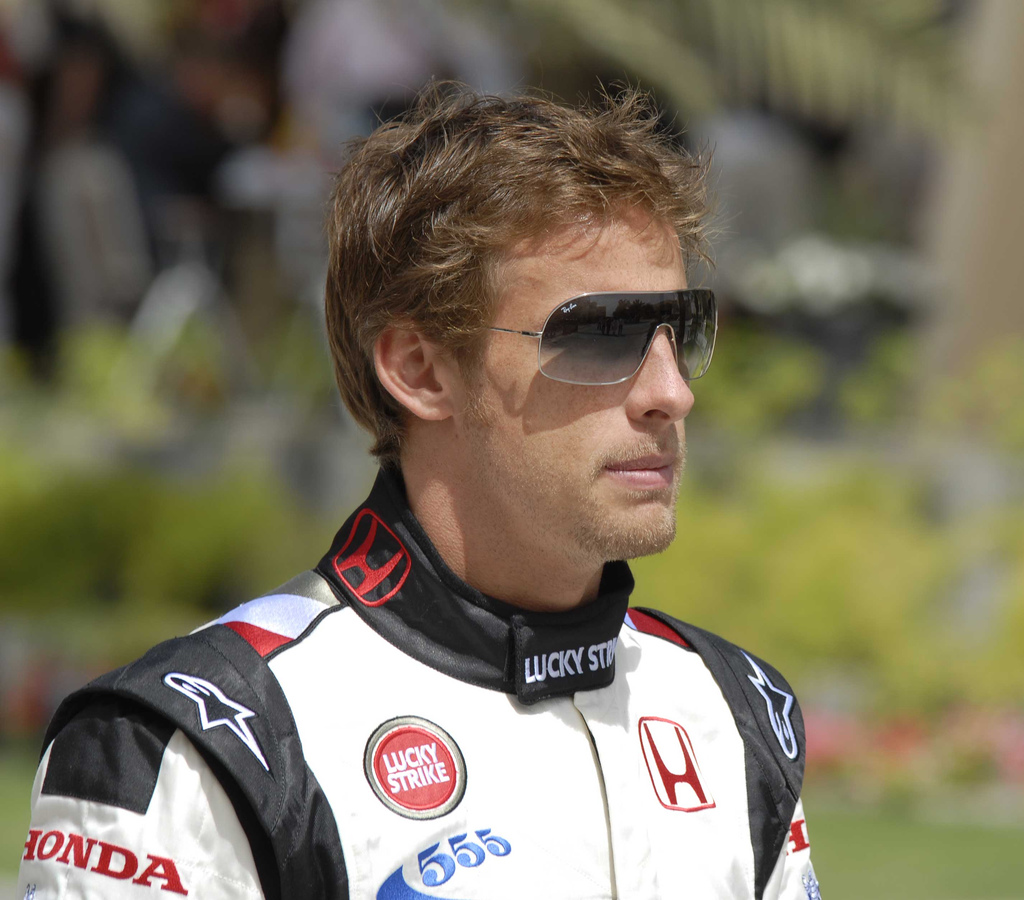
A 2009-es év világbajnoka, Jenson Button

A Formula–1-es világbajnokságot 1950 óta minden évben megrendezik, és több versenyből áll, amelyeket Grand Prix-nek, magyarul nagydíjaknak nevezünk. Minden futam után az első tíz helyezett a célba érkezés sorrendjétől függően meghatározott pontszámot kap. Abban az esetben, ha a versenyzők valamilyen okból nem teljesítik a versenytáv legalább 75%-át, akkor a pontokat csak fele annyi mértékben osztják ki, mint a teljes táv esetén.
A jelenlegi pontozási rendszer (2010 óta):
| Helyezés | Kapott pont |
| -------- | ----------- |
| 1.       | 25          |
| 2.       | 18          |
| 3.       | 15          |
| 4.       | 12          |
| 5.       | 10          |
| 6.       | 8           |
| 7.       | 6           |
| 8.       | 4           |
| 9.       | 2           |
| 10.      | 1           |

2014-ben ez a rendszer kiegészült azzal a módosítással, hogy a világbajnokság utolsó futamán kétszeres pontszám jár a helyezések után. Ezt a módosítást azonban visszavonták.
A világbajnoki címet annak a versenyzőnek adják, aki az év végén a legtöbb ponttal rendelkezik. Pontegyenlőség esetén a több jobb helyezés dönt (győzelmek száma, második helyek, harmadik helyek és így tovább), bár a bajnoki cím még nem dőlt el ilyen módon. Az eddigi legkisebb különbséggel, 0,5 ponttal Niki Lauda nyert világbajnokságot 1984-ben.
A pontozási rendszert 1950 óta többször változtatták, eleinte csak az első öt versenyzőt pontozták, ekkoriban a leggyorsabb kört megfutó versenyző is kapott egy pontot. Később az 1 pontot a 6. helyezett kapta. 2003-tól 2010-ig a futam első nyolc helyezettje kapott pontot. 2010-től újra változott a pontozás rendszere, az első tíz versenyző szerez pontot, a győztes 25 pontot kap. 2019-től visszatért a leggyorsabb körért járó pontrendszer. 2025-től a leggyorsabb körért járó plusz pontot megszűntetik.
A világbajnokságokon csapatok vesznek részt, amelyeknek két, ugyanolyan típusú autóba két versenyzőt kell ültetniük. Pilótaváltás bármikor történhet, ha egy csapat versenyzője megsérül vagy a vezetők nem elégedettek vele. Helyére legtöbbször a csapat tesztpilótáját ültetik be.
1958 óta az egyéni világbajnok mellett évente konstruktőri világbajnokot is avatnak. Az a csapat nyeri el ezt a címet, amelynek versenyzői együttvéve a legtöbb pontot szerezték. Az első kiírást a Vanwall nyerte.
2018 és 2024 között plusz pont járt annak a pilótának, aki a verseny leintésekor a leggyorsabb kört autózta a pályán. Viszont ez a pont csak annak volt odaadható, aki a TOP 10-ben végzett, ha a leggyorsabb kört birtokló pilóta a TOP 10-en kívül végzett, a pontot nem írták jóvá senkinek. 2025-től ezt a bónuszpont-szabályt eltörölték.

## Nagydíjak

Országok, melyek Formula–1-es nagydíjat rendeztek
A régebben futamot rendező országok sötétszürke, a jelenlegi versenyt rendezők zöld színnel vannak jelölve'

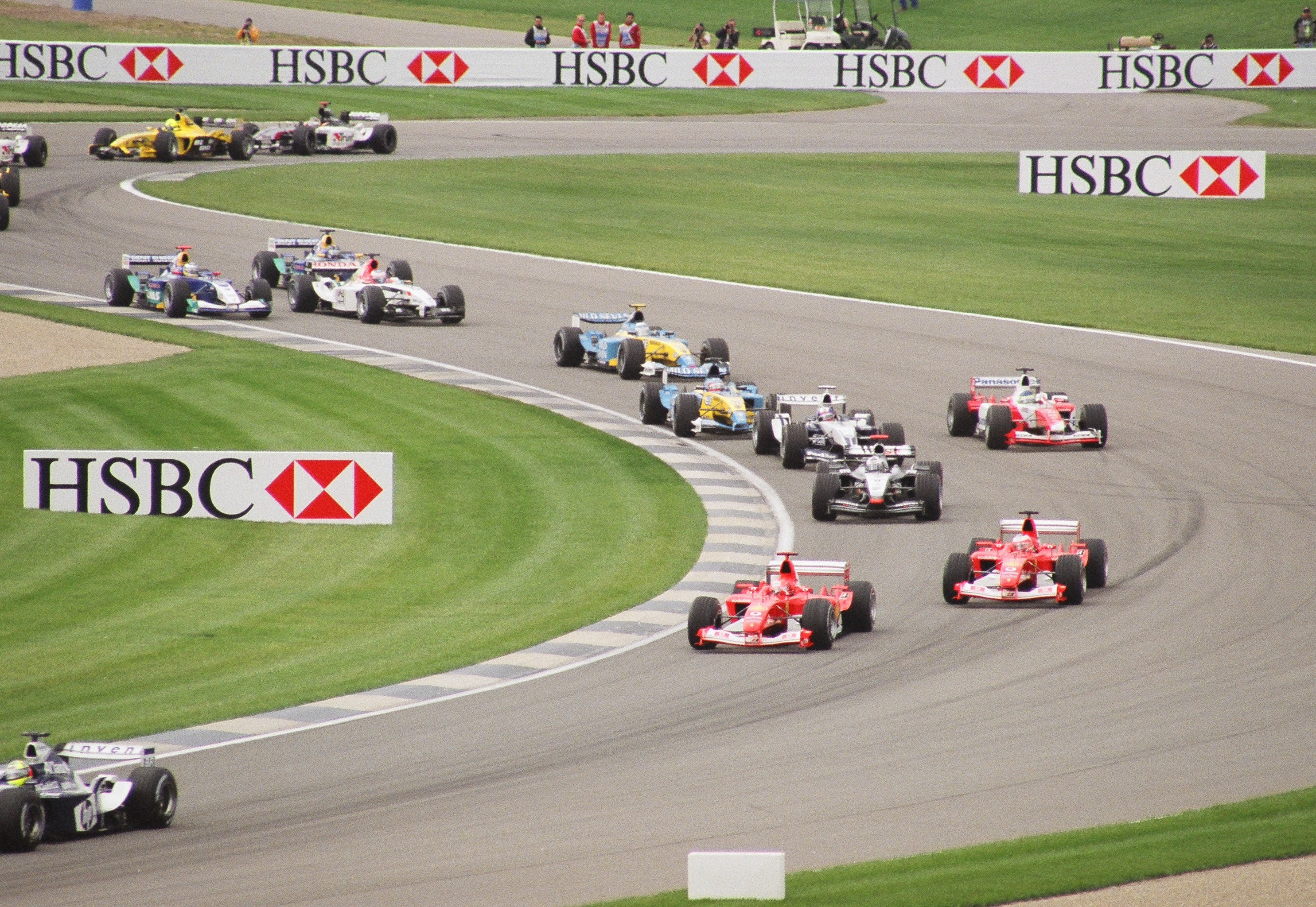
A 2003-as amerikai nagydíj

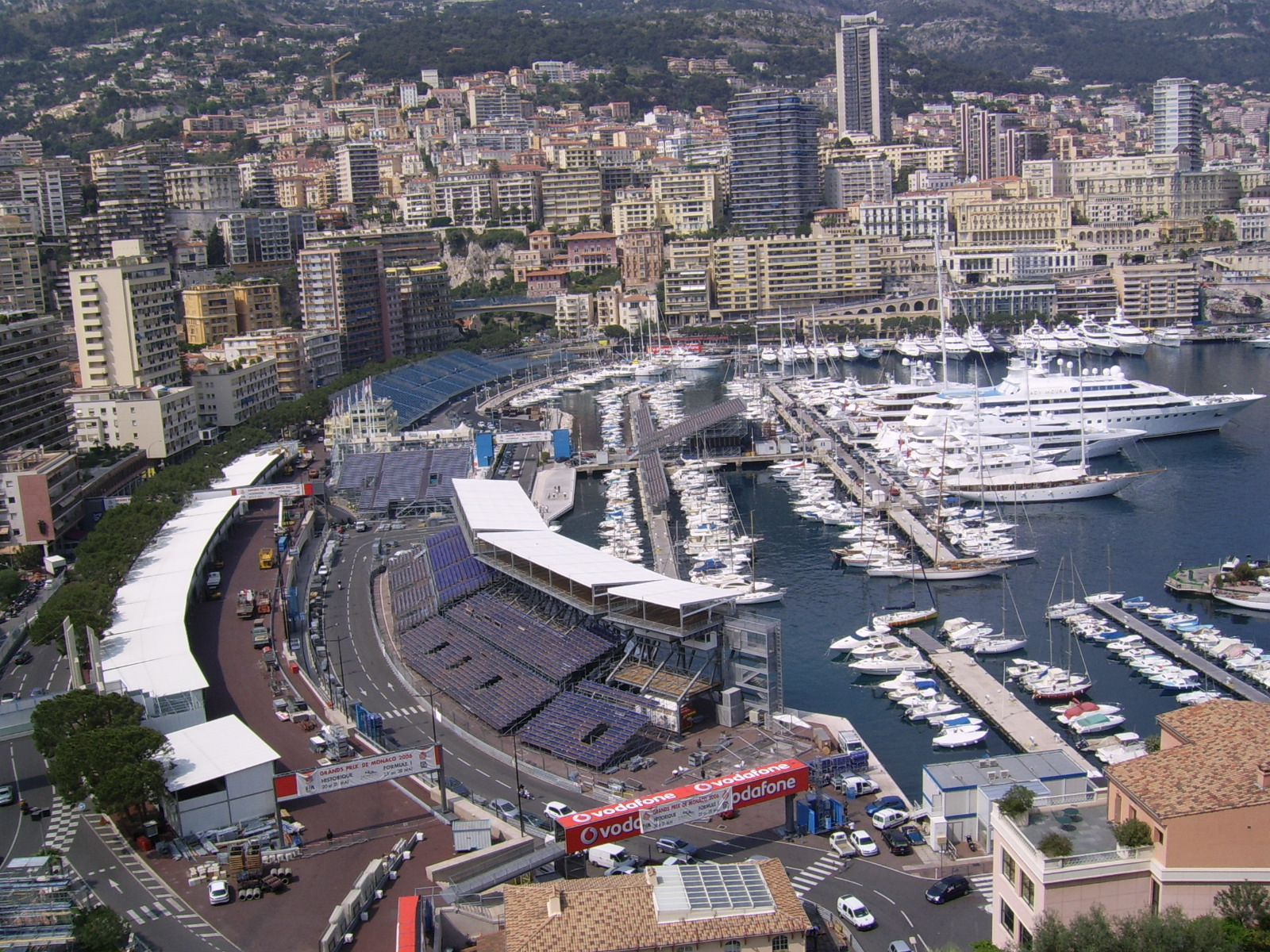
A monacói nagydíj hagyományos színhelye, Monte Carlo

Minden szezon több versenyből áll, amelyeket Grand Prix-nek, magyarul nagydíjnak neveznek. Egy nagydíj hivatalos nevét mindig a rendező ország nyelvén tüntetik fel, pl.: „magyar nagydíj”, „Grosser Preis von Deutschland”. Egy országban egy évben egyszerre több nagydíjat is rendezhetnek, de nem azonos névvel, pl.: német nagydíj, európai nagydíj. Nagy-Britannia, Olaszország, Franciaország, Spanyolország, Németország és az Amerikai Egyesült Államok is rendezett már két, nagyon ritkán három nagydíjat egy szezonban. Luxemburgi nagydíjat is tartottak már, azonban a versenyt nem a miniállamban, hanem a szomszédos Németországban, a Nürburgringen bonyolították le. Szintén nem San Marinó-ban, hanem Olaszországban, a Bologna melletti Imolában rendezték meg 1981 és 2006 között a San Marinó-i nagydíjat. 1950 és 1954 között a svájci nagydíjat valóban Svájcban, Bremgartenben rendezték meg, azonban a Le Mans-i tragédia következtében betiltották Svájcban a versenyzést, és az nem is tért vissza a Formula–1 versenynaptárába. Az 1982-es szezonban azonban rendeztek Dijonban egy futamot, svájci nagydíj néven.
Az első szezon, 1950 óta 35 különböző nevű nagydíjat rendeztek 26 országban, 63 Formula–1-es pályán. A legtöbbet Európában, de ma már számos versenyt tartanak Észak-és Dél-Amerikában, Ázsiában és Ausztráliában.
Afrikában egy alkalommal rendeztek marokkói nagydíjat és huszonháromszor dél-afrikai nagydíjat.
A Formula–1 történetében legtöbbször az olasz és a brit nagydíjat rendezték meg, amelyek eddig minden évadban szerepeltek. Szintén nagy hagyományokkal rendelkezik a monacói, a belga, a francia és a német nagydíj. A magyar nagydíjat 1986 óta rendezik meg, megszakítás nélkül.
Az első évben a világbajnokság hét versenyből állt, az indianapolisi 500 mérföldes verseny kivételével mindegyiket Európában rendezték. (Az Indy 500 1950-től 1960-ig beleszámított a világbajnokságba, bár nem Formula–1-es szabályok szerint rendezték és szinte kizárólag helyi versenyzők vettek rajta részt, akik a többi Formula–1-es versenyen nem is indultak.) A versenyek száma mára jelentősen megnőtt: huszonegyet 2016-ban és 2018-ban rendezték, 22-őt 2023-ban és 2024-ben 24-et rendeztek meg. A 2025-ös szezonban is 24 versenypályán lesz tartva nagydíj.
A világbajnokság bővülésének egyik oka, hogy 1946 óta sok olyan versenyt tartottak Formula–1-es szabályok szerint, amelyek nem számítottak bele a világbajnokság végeredményébe. Mivel a legtöbb versenyző ezeken a nagydíjakon is elindult, kézenfekvő volt, hogy az ott elért eredmény is számítson a világbajnokságban. Másik oka az, hogy egyre több új ország is szeretett volna nagydíjat rendezni, különösen, amióta a sportágban megjelentek a szponzorok és rendszeressé váltak a tv-közvetítések. 1973-ban már 15 versenyt tartottak az egy évvel korábbi 12-höz képest, 1984 óta pedig sosem csökkent a nagydíjak száma 16 alá. Mivel egy idényben húsznál több versenyt nem lehet tartani, az új helyszínek megjelenése egyúttal azt is jelenti, hogy néhány ország elveszítheti a nagydíját, ha nem tudja vagy nem akarja modernizálni a pályáját (Hollandia, Argentína, Portugália), vagy ha nem sikerül megfelelő szponzori hátteret biztosítani az eseménynek (Amerikai Egyesült Államok).
2008-ban a szingapúri nagydíj volt a sportág első éjszakai versenye. Több új versenyt is terveznek a közeljövőben, az európai nagydíjat pedig 2008 óta Valenciában rendezték, de 2013-tól nem hosszabbították meg a pálya szerződését, ezért azóta nincs Európa Nagydíj.
A rendező országon belül is változhat a nagydíj helyszíne, ha új, biztonságosabb, nagyobb befogadóképességű pálya épül. Nagy-Britanniában 1963 és 1986 között rotációt alkalmaztak a brit nagydíj két tradicionális helyszíne, Silverstone és Brands Hatch között. A német nagydíjat ennek mintájára a Hockenheimringen (2006, 2008, 2010, 2012) és a Nürburgringen (2007, 2009, 2011) felváltva rendezték, de anyagi gondok miatt 2013-tól csak a Hockenheimring rendez futamot.

## Versenypályák

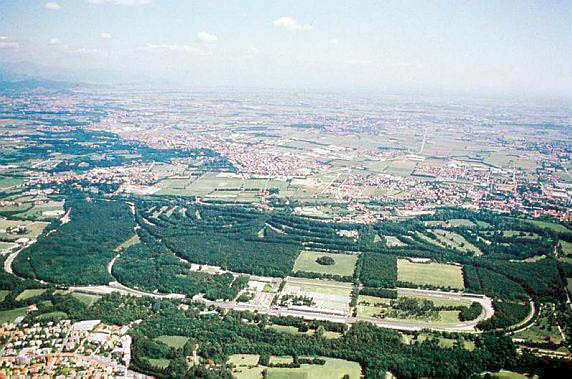
A monzai pályán rendezték meg a legtöbb Formula–1-es versenyt

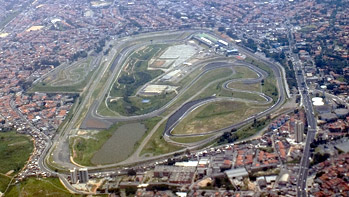
Az Autódromo José Carlos Pace, a brazil nagydíj színhelye

A Formula–1-es versenyeket zárt, szilárd burkolatú, külön erre a célra épített pályákon tartják. Egyes helyszíneket részben vagy egészben országúton, városi utcákon, parkokban, ritkán repülőterek kifutópályáján jelölik ki. Az országúti pályák jellemző képviselője Spa-Francorchamps, aminek egy részét közútként is használták egészen 2007-ig, amikor a buszmegálló-sikán átépítésével már a pálya egyik részét sem használják közútként. A leghíresebb városi pálya monacói, ahol 1955 óta minden évben rendeznek Formula–1-es nagydíjat. Az osztrák nagydíj zeltwegi, 1964-es futama a kevés repülőtéren tartott versenyek egyike.

Az első állandó, de ma már nem üzemelő pálya 1907-ben épült Angliában, Brooklandsben, London délnyugati részén. A legrégibb, ma is működő épített versenypályát, az Indianapolis Motor Speedwayt 1909-ben adták át az Egyesült Államokban. A versenynaptárban jelenleg is szereplő pályák közül az olaszországi Milánótól nem messze található, 1922-ben épült Autodromo Nazionale di Monza a legrégibb.
Egy tipikus versenypálya általános jellemzője a rajt-célegyenes, amelyen felsorakoznak a versenyzők a starthoz, és ahol a kockás zászlóval leintik a versenyt. A célegyenes nem feltétlenül egyenes, előfordul, hogy enyhe íve van, mint például Monacóban. Spa-Francorchampsban is volt enyhe íve a célegyenesnek, de a 2007-es átépítések során teljesen egyenes lett. A bokszutca, ahova a versenyzők kiállnak a futam alatt gumicserére, rövid karbantartásra vagy régebben üzemanyagtöltésre (ezt jelenleg biztonsági okokból nem engedélyezik), általában a célegyenes mentén helyezkedik el. A pálya többi része széles körben változik; a legtöbb versenypályán az óramutató járásával megegyezően haladnak a versenyzők (az ezeken lévő kanyarok nagy része jobbkanyar). A kevés óramutató járásával ellenkező irányú pálya egyike például az interlagosi pálya, vagy az Isztambul Park. A pályák egyik elsődleges tervezési szempontja a biztonság, ilyen például a Bahrain International Circuit, amelyen az első versenyt 2004-ben rendezték. A monacói pálya környezete és történelme az elsődleges ok, amiért a mai napig szerepel a versenynaptárban, pedig sok olyan biztonsági követelménynek nem felel meg, amelyek más versenyhelyszínre vonatkoznak.

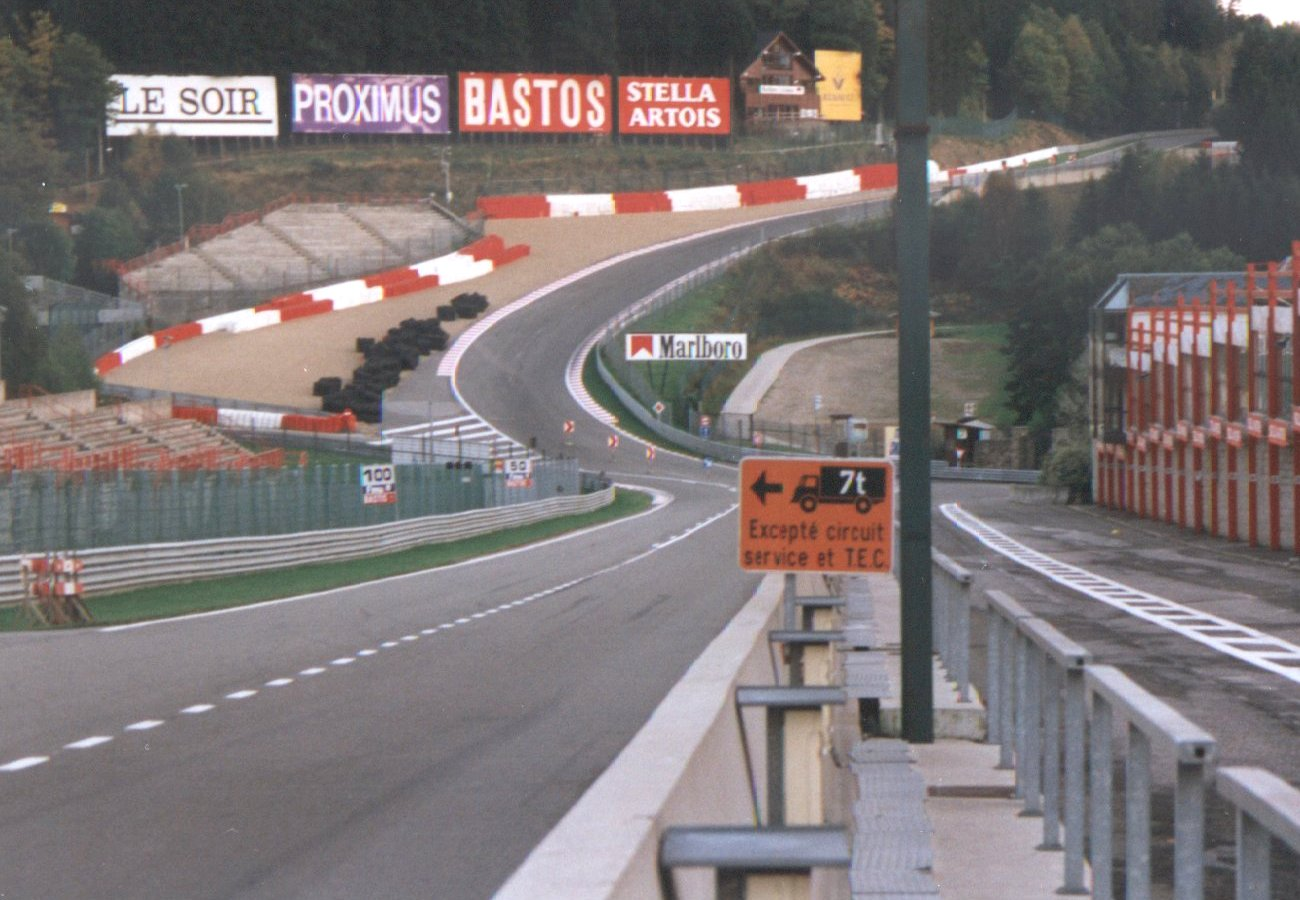
Az Eau Rouge kanyar 1997-ben (Circuit de Spa-Francorchamps)

1999 óta számos új pálya készült el vagy épült át, főleg Ázsiában: Sepang, Malajzia (1999), Szakhír, Bahrein (2004), Losail, Katar (2004), Sanghaj, Kína (2005), Fuji Speedway, Japán (2005 – átépítés), Szingapúr (2008). A legtöbb új versenypályát a német Hermann Tilke tervezi. Ő alakította át a korábban hosszú, veszélyes egyenesekkel teli Hockenheimringet is. Ezek az új pályák jobban megfelelnek a modern Formula–1 biztonsági szabályainak, mint a régiek. Az aszfaltcsík szélessége sehol sem kisebb mint 10 méter, a kanyarok mellett kellően széles biztonsági terek vannak, a bokszutcában van elég garázs az összes csapat számára.

## Versenyzők

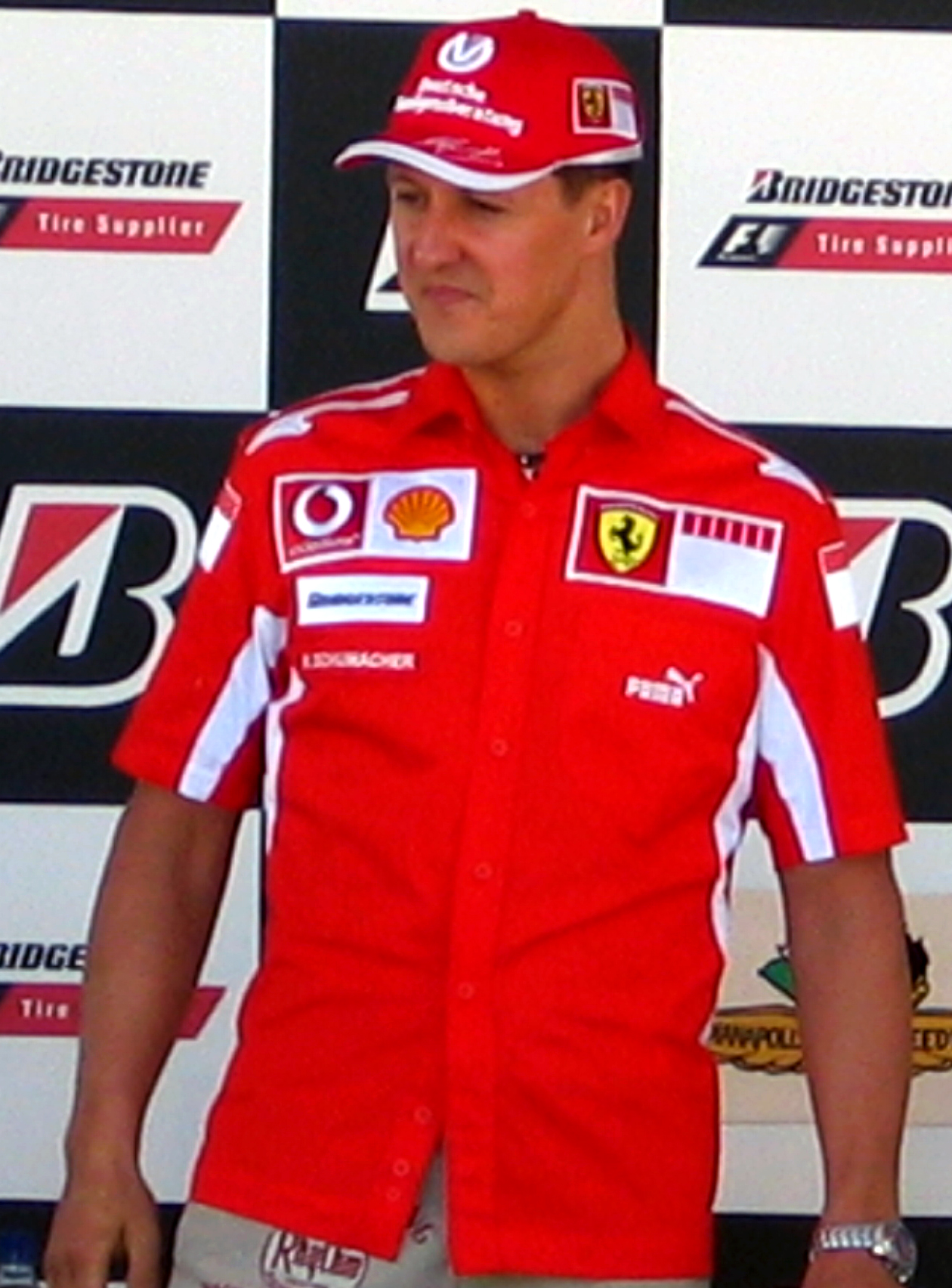
A hétszeres világbajnok Michael Schumacher 2005-ben

A Formula–1 történetének legeredményesebb versenyzője Lewis Hamilton. 360 nagydíjából 105-öt megnyert.
A sportág első évtizedének legsikeresebb versenyzői Giuseppe Farina, Juan Manuel Fangio és Alberto Ascari voltak, akik már a II. világháború előtt is indultak nagydíjakon. A fiatalabb generáció legjobbjai Mike Hawthorn, Stirling Moss, Tony Brooks és Jack Brabham voltak. Fangio öt világbajnoki címével a kor legsikeresebb versenyzője volt. Rekordját csak 2003-ban tudta megdönteni Michael Schumacher.

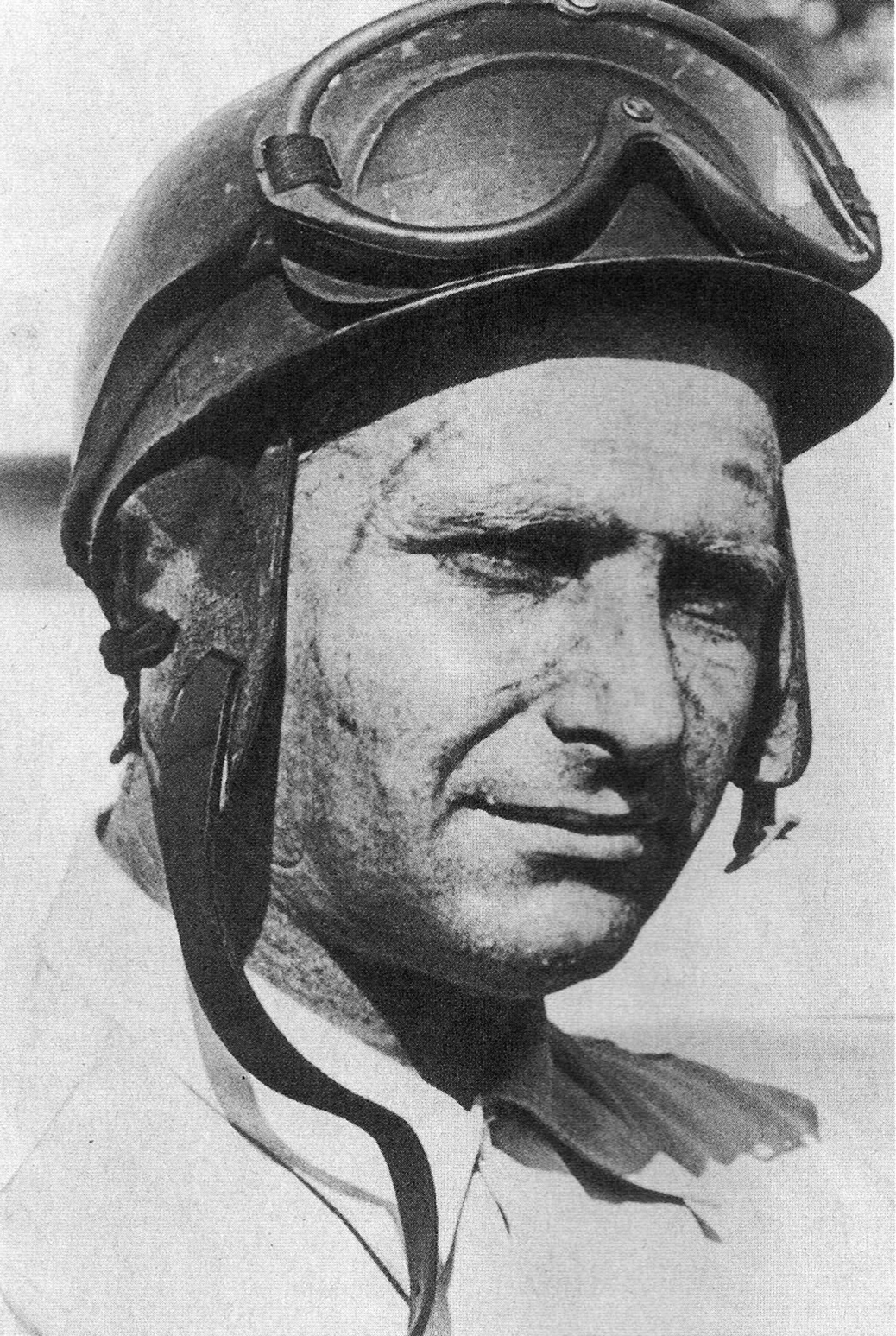
Az ötszörös világbajnok Juan Manuel Fangio

Ezután, a '60-as években elsősorban Phil Hill, Graham Hill, Jim Clark, John Surtees, Denny Hulme, Jackie Stewart, Jochen Rindt, Bruce McLaren, Jacky Ickx, Clay Regazzoni határozták meg az élmezőnyt.
Az 1970-es években Ronnie Peterson, Emerson Fittipaldi, Niki Lauda, Mario Andretti, Jody Scheckter, Carlos Reutemann, Gilles Villeneuve és Didier Pironi voltak kiemelkedően sikeresek. Az első pontszerző hölgy a Formula–1-ben Lella Lombardi volt.
A '80-as években Alan Jones, Nelson Piquet, Alain Prost, Ayrton Senna, Nigel Mansell voltak meghatározóak. Mellettük Gerhard Berger, Michele Alboreto és Riccardo Patrese is jó eredményeket értek el, bár világbajnokok nem lettek.
A '90-es években a tragikusan bekövetkezett haláláig, 1994-ig Ayrton Senna volt a legsikeresebb. Ezután Michael Schumacher és Mika Häkkinen volt a legkiemelkedőbb versenyző, de rajtuk kívül még Damon Hill (Graham Hill fia) és Jacques Villeneuve (Gilles Villeneuve fia) is világbajnok lett. Ebben a korszakban megemlíthetők még mellettük David Coulthard, Giancarlo Fisichella, Ralf Schumacher (Michael Schumacher öccse), Juan Pablo Montoya és Rubens Barrichello.
A 2000-es években csúcsosodott ki igazából Schumacher dominanciája, ugyanis 2000-2004 között, zsinórban ötször sikerült elnyernie az egyéni világbajnoki címet. Ezt a szériát csak 2005-ben sikerült megállítani, 2005-ben és 2006-ban Fernando Alonso lett a világbajnok, a spanyol sikersorozatát 2007-ben a finn Kimi Räikkönen törte meg a Ferrari színeiben, míg 2008-ban Lewis Hamilton, 2009-ben Jenson Button nyert.
A 2010-es években 2010-től 2013-ig Sebastian Vettel nyerte a világbajnoki címeket a Red Bull Racing színeiben, majd a hibridkorszak beköszönte, 2014-től 2020-ig a Mercedes és vele együtt Lewis Hamilton dominálta a sportágat. A sikerlistájukat  Max Verstappen törte meg, 2021 és 2024 között az összes világbajnoki címet ő nyerte meg

### Karrierjük a Formula–1 előtt és után

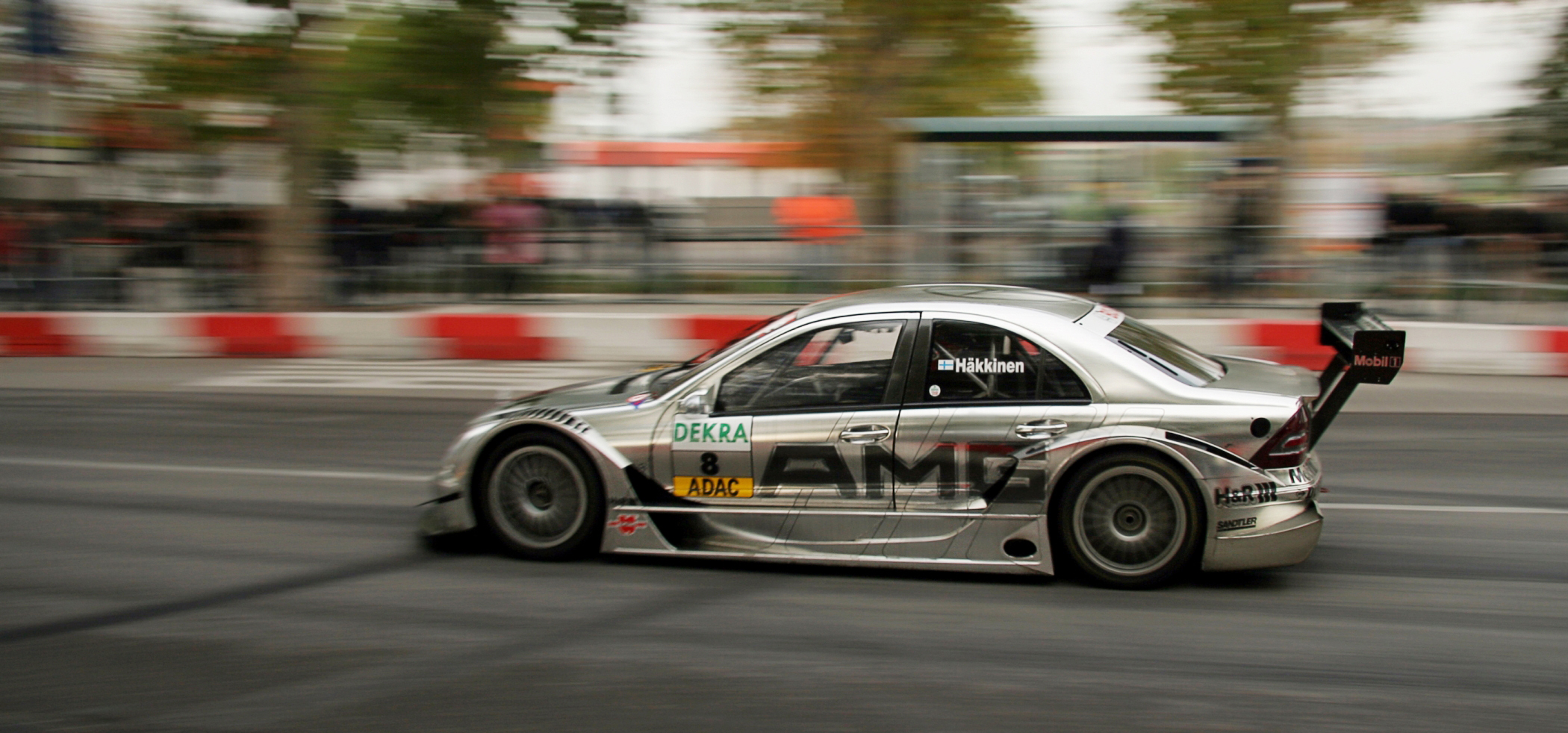
Mika Häkkinen a DTM-ben, 2006-ban

A legtöbb Formula–1-es versenyző a gokartozással kezdte versenyzői pályafutását. Ezután általában versenyzőiskolába iratkoztak, vagy valamilyen európai Formula szériában indultak. Ilyen például Formula Ford, Formula Renault, Formula–3, vagy a GP2. Az utóbbi sorozat 2005-ben indult, és eddigi három világbajnoka már mind a Formula–1-ben versenyez. A GP2 előtt a Formula–3000 volt az F1-be jutás előtti legjelentősebb versenysorozat, ami az 1984-ben megszűnt Formula–2-t váltotta fel. A Formula–1 eddigi történelmében csak kettő világbajnok, Lewis Hamilton és Nico Rosberg nyert világbajnoki címet a "Formula–1 előszobájában", a GP2-ben is. Egy másik népszerű sorozat a Brit Formula–3, melyen keresztül sokáig jó eséllyel be lehetett kerülni a Formula–1-be. Nigel Mansell, Ayrton Senna és Mika Häkkinen is versenyzett ebben a bajnokságban. 1998-ban saját versenysorozatot indított Spanyolországban a Nissan, amelynek 1999-ben Fernando Alonso lett a bajnoka. A kategória szerepét 2005-től a World Series by Renault vette át, ennek első bajnoka Robert Kubica volt. Ázsiában szintén működnek hasonló versenysorozatok, a GP2 Ázsia, a japán Formula-3000-ként is emlegetett Formula–Nippon és a Japán Formula–3. Utóbbiakban versenyzett például Eddie Irvine. Egyes versenyzők amerikai bajnokságokban indultak a Formula–1 előtt, például Mario Andretti, Jacques Villeneuve, Juan Pablo Montoya és Sébastien Bourdais. Néhányan a versenyzés más szakágaiból jutottak az F1-be: Damon Hill motor-, Michael Schumacher sportautóversenyeken vett részt F1-es pályafutása előtt.

Mára minden Formula–1-es csapat felismerte a versenyzőképzés jelentőségét, és többen utánpótlás-nevelő programot működtetnek. A McLaren saját nevelésű versenyzője Lewis Hamilton, ifjabb Nelson Piquet pedig pedig a Renault felügyelete alatt készült föl a Formula–1-re. 
Ilyen szempontból ma a Ferrari patronáltja Charles Leclerc és Santino Ferrucci, a McLarené Lando Norris, a Mercedesé George Russell, de a legjelentősebb a Red Bull pilótanevelő programja, amely már számos versenyzőt adott a sportnak (Christian Klien,Vitantonio Liuzzi, Scott Speed, Sebastian Vettel, Sébastien Buemi, Jaime Alguersuari, Daniel Ricciardo, Danyiil Kvjat, Max Verstappen,Carlos Sainz Jr., Pierre Gasly, Brendon Hartley) Ahhoz, hogy valaki a Formula–1-ben versenyezhessen, rendelkeznie kell a szuperlicenccel, amelyet az FIA ad ki.
A legtöbb versenyző manapság harmincas évei közepén-végén fejezi be a pályafutását, bár az ötvenes években nem voltak ritkák a negyven, ötvenéves versenyzők sem. A legnépszerűbb versenysorozat az F1 után a Német Túraautó-bajnokság (DTM), itt versenyzett például Mika Häkkinen, Jean Alesi és Ralf Schumacher. Az amerikai sorozatok is vonzóak a korábbi Formula–1-es versenyzők számára, Juan Pablo Montoya és Jacques Villeneuve a NASCAR-ban, Nigel Mansell és Emerson Fittipaldi az IndyCar-ban folytatta a versenyzést. Pályafutásuk befejeztével néhányan Formula–1-es csapatot alapítottak, például Jackie Stewart és Alain Prost. (Graham Hill és Emerson Fittipaldi még aktív versenyzőként működtetett saját csapatot a Formula–1-ben.)
A volt brazil pilóták között pedig népszerű a Stock Car Brasil, a helyi túraautó-bajnokság is. Jelenleg itt versenyez Rubens Barrichello, Antônio Pizzonia, Lucas di Grassi, Nelson Piquet Jr., és alkalmanként, szabadkártyásként Felipe Massa és Felipe Nasr is.
Egyre népszerűbb a WEC is, innen érkezett Brendon Hartley, korábban versenyzett a sorozatban például Mark Webber, Alexander Wurz és Nick Heidfeld, jelenleg pedig tagja a mezőnynek Nakadzsima Kazuki, Pastor Maldonado, Giancarlo Fisichella, Sebastien Buemi és Giedo van der Garde is. Alkalmi indulóként Nico Hülkenberg és Fernando Alonso futamot is nyertek az LMP1-es kategóriában.

### Rajtszámok
A versenyzők azonosítását elsődlegesen rajtszámok segítik. 2014-től a versenyzők maguk által választott állandó rajtszámokkal versenyeznek (csak akik a futamon is részt vesznek) 2-től 99-ig, és a 13-as rajtszám is választható lett (Pastor Maldonado ezzel a rajtszámmal versenyzett karrierje utolsó két évében). Egy versenyző akkor veszíti el a jogosultságát a rajtszámára, ha két egymást követő évadban egyetlen nagydíjon sem vesz részt. A 17-es rajtszámot visszavonták, a 2015-ben elhunyt Jules Bianchi iránti tiszteletből. A tesztpilóták, a csak pénteki első szabadedzéseken résztvevők pilóták, valamint az egy-két futamra helyettesítőként beugró versenyzők ideiglenes rajtszámot kapnak, aminek használati joga a csapatot illeti meg.
Kivételt képez a világbajnoki címvédő, akit hagyományosan megillet az 1-es rajtszám, ám nem kötelező ezt használnia. Ha azonban él a jogával, akkor is kell, hogy legyen választott rajtszáma, amit a címe elvesztése után újra használ. Utoljára 2014-ben volt használatban az 1-es rajtszám, miután a 2016-os szezon világbajnoka, Nico Rosberg év végén bejelentette visszavonulását, a 2014-es, 2015-ös, 2017-es és 2018-as világbajnok Lewis Hamilton pedig nem élt a jogával, ragaszkodott a 44-es rajtszámához (csupán a 2018-as abu-dzabi nagydíj első szabadedzésén vett részt 1-es rajtszámmal, amit elsősorban a csapat szorgalmazott, promóciós célokból). 2021-ben Max Verstappen lett a világbajnok, a 33-as rajtszámát lecserélte, és azóta 1-es rajtszámmal versenyez

#### Érvényes rajtszámok
A 2025-ös világbajnokság szerint:

| #  |     | Pilóta Név            | Mettől meddig        |
| -- | --- | --------------------- | -------------------- |
| 1  | GER | Sebastian Vettel      | 2011–2014            |
| 1  | NED | Max Verstappen        | 2022–                |
| 2  | BEL | Stoffel Vandoorne     | 2017–2018            |
| 2  | USA | Logan Sargeant        | 2023–2024            |
| 3  | AUS | Daniel Ricciardo      | 2014–2024            |
| 4  | GBR | Max Chilton           | 2014                 |
| 4  | GBR | Lando Norris          | 2019–                |
| 5  | GER | Sebastian Vettel      | 2010, 2015–2022      |
| 5  | BRA | Gabriel Bortoleto     | 2025–                |
| 6  | GER | Nico Rosberg          | 2014–2016            |
| 6  | CAN | Nicholas Latifi       | 2020–2022            |
| 6  | FRA | Isack Hadjar          | 2025–                |
| 7  | FIN | Kimi Räikkönen        | 2013–2021            |
| 7  | AUS | Jack Doohan           | 2025                 |
| 8  | FRA | Romain Grosjean       | 2009, 2013–2020      |
| 9  | SWE | Marcus Ericsson       | 2014–2018            |
| 9  | RUS | Nyikita Mazepin       | 2021                 |
| 10 | JPN | Kobajasi Kamui        | 2009, 2014           |
| 10 | FRA | Pierre Gasly          | 2017–                |
| 11 | MEX | Sergio Pérez          | 2014–2024            |
| 12 | BRA | Felipe Nasr           | 2015–2016            |
| 12 | ITA | Andrea Kimi Antonelli | 2025–                |
| 13 | VEN | Pastor Maldonado      | 2014–2015            |
| 14 | ESP | Fernando Alonso       | 2014–2018, 2021–     |
| 16 | MON | Charles Leclerc       | 2018–                |
| 18 | CAN | Lance Stroll          | 2017–                |
| 19 | BRA | Felipe Massa          | 2014–2017            |
| 20 | DEN | Kevin Magnussen       | 2014–2020, 2022–2024 |
| 21 | MEX | Esteban Gutiérrez     | 2014–2016            |
| 21 | NED | Nyck de Vries         | 2023                 |
| 22 | GBR | Jenson Button         | 2009, 2014–2017      |
| 22 | JPN | Cunoda Júki           | 2021–                |
| 23 | THA | Alexander Albon       | 2019–2020, 2022–     |
| 24 | CHN | Csou Kuan-jü          | 2022–2024            |
| 25 | FRA | Jean-Éric Vergne      | 2014                 |
| 26 | RUS | Danyiil Kvjat         | 2014–2017, 2019–2020 |
| 27 | GER | Nico Hülkenberg       | 2014–2020, 2022–     |
| 28 | GBR | Will Stevens          | 2015                 |
| 28 | NZL | Brendon Hartley       | 2017–2018            |
| 30 | GBR | Jolyon Palmer         | 2016–2017            |
| 30 | NZL | Liam Lawson           | 2024–                |
| 31 | FRA | Esteban Ocon          | 2016–2018, 2020–     |
| 33 | NED | Max Verstappen        | 2015–2021            |
| 34 | NED | Nyck de Vries         | 2022                 |
| 35 | RUS | Szergej Szirotkin     | 2018                 |
| 36 | ITA | Antonio Giovinazzi    | 2017                 |
| 38 | GBR | Oliver Bearman        | 2024                 |
| 39 | NZL | Brendon Hartley       | 2017                 |
| 40 | GBR | Paul di Resta         | 2017                 |
| 40 | NZL | Liam Lawson           | 2023                 |
| 43 | ARG | Franco Colapinto      | 2024–                |
| 44 | GBR | Lewis Hamilton        | 2014–                |
| 45 | BEL | André Lotterer        | 2014                 |
| 45 | NED | Nyck de Vries         | 2022                 |
| 46 | GBR | Will Stevens          | 2014                 |
| 47 | BEL | Stoffel Vandoorne     | 2016                 |
| 47 | GER | Mick Schumacher       | 2021–2022            |
| 50 | GBR | Oliver Bearman        | 2024                 |
| 51 | BRA | Pietro Fittipaldi     | 2020                 |
| 53 | USA | Alexander Rossi       | 2015                 |
| 55 | ESP | Carlos Sainz Jr.      | 2015–                |
| 61 | AUS | Jack Doohan           | 2024                 |
| 63 | GBR | George Russell        | 2019–                |
| 77 | FIN | Valtteri Bottas       | 2014–2024            |
| 81 | AUS | Oscar Piastri         | 2023–                |
| 87 | GBR | Oliver Bearman        | 2025–                |
| 88 | INA | Rio Haryanto          | 2016                 |
| 88 | POL | Robert Kubica         | 2019, 2021           |
| 89 | GBR | Jack Aitken           | 2020                 |
| 94 | GER | Pascal Wehrlein       | 2016–2017            |
| 98 | ESP | Roberto Merhi         | 2015                 |
| 99 | GER | Adrian Sutil          | 2014                 |
| 99 | ITA | Antonio Giovinazzi    | 2019–2021            |

#### Visszavonultatott rajtszám
| #  |     | Pilóta Név    | Mettől meddig |
| -- | --- | ------------- | ------------- |
| 17 | FRA | Jules Bianchi | 2014–2025     |

#### Korábbi rajtszámozási rendszerek
A kezdeti években a számok szabadon választhatóak voltak, futamról futamra is változhattak. A rajtszámok nagyon különböztek, a legnagyobb kiadott szám a 132 volt.
Először az 1973-as szezon második felére állandósították a rajtszámokat, majd 1974-től vezették be teljes évre az állandó rajtszámokat, az 1973-as konstruktőri sorrend alapján. A csapatok kettesével kapták a számokat, amennyiben indítottak harmadik versenyzőt is, a sor végéről kapott számot. Mivel az 1973-as világbajnok Jackie Stewart visszavonult, az 1-es és 2-es rajtszámot a Team Lotus versenyzői kapták meg, a következő évtől viszont az 1-est a világbajnoki címvédő kapta, a 2-est a csapattársa. Ha az előző évi bajnok nem indult, nem adták ki az 1-es rajtszámot, emiatt 1993-ban és 1994-ben Damon Hill rajtszáma 0 volt. (Azóta egyszer fordult elő, hogy nem a világbajnoki címvédő viselte az 1-est: az 1985-ös európai nagydíjon John Watson helyettesítette a sérült Niki Laudát.)
A többi csapat megtartotta az előző évi számait, csak az 1-es és 2-es cserélt szükség esetén a korábbi viselőjével. Évente tehát legfeljebb két csapat rajtszámai változtak. Kivételt jelentett ez alól, ha üresedés esetén kiosztották a megszűnt csapat rajtszámait. 2002-ben felvetődött az állandó rajtszámok visszaállítása, a 2001-es állapotok alapján, de ezt a csapatok ellenkezése miatt visszavonták.
1996-ban átalakították a rajtszámozás rendszerét: a számokat évente újraosztották az előző évi konstruktőr világbajnokság alapján. Kivételt jelentett ez alól az egyéni címvédő és csapattársa, ők továbbra is 1-es és 2-es számmal versenyezhettek akkor is, ha nem a konstruktőri címvédő csapat színeiben indultak (ez történt 1996-ban Michael Schumacherrel és a Ferrarival, 1997-ben Damon Hill-lel és az Arrows-szal, 2000-ben Mika Häkkinennel és a McLarennel, 2007-ben Fernando Alonsóval és a McLarennel, 2009-ben Lewis Hamiltonnal és a McLarennel, 2010-ben Jenson Buttonnal és a McLarennel). Arra, hogy a többi csapaton belül melyik versenyző melyik számot kapja, nem volt szabály, a csapatvezetés döntésétől függött. Általában a kisebb rajtszámú pilótát részesítették előnyben. Ha nem volt deklarált megkülönböztetés, szempont lehetett az előző évi bajnokságban elért helyezés, az összességében eredményesebb pályafutás, a nagyobb rutin, a csapatnál eltöltött hosszabb idő, életkor.
Az újonnan induló csapatok a legmagasabb számokat kapták. Ha egy csapat egy korábbinak a felvásárlásával és átnevezésével szállt be, akkor a rajtszámai általában a jogelőd helyezését tükrözték.
A balszerencsésnek tartott 13-ast hagyományosan nem adta ki az FIA (két kivétellel: 1963-ban és 1976-ban). Emiatt az utolsó rajtszám általában eggyel nagyobb volt, mint a mezőny létszáma. 2014-ben és 2015-ben viszont volt 13-as rajtszám, miután Pastor Maldonado ezt választotta állandó számának.
2009-ben a 18-as és a 19-es szám is kimaradt. Ezek a számok az előző évi világbajnokság alapján eredetileg a Hondát illették, de ők bejelentették visszalépésüket, így a Force India örökölte volna. Nekik azonban több promóciós termékük elkészült már 20-assal és 21-essel, ezért kérték annak megtartását. A később benevező Brawn GP, bár a Honda jogutódjaként indult, a 22-es és 23-as számot kapta. 2002-ben szintén a 18-as és 19-es maradt ki, akkor a Prost Grand Prix visszalépése miatt.
2015-ben a Jules Bianchi által használt 17-es számot visszavonultatták, ezzel tisztelegve az elhunyt pilóta előtt.

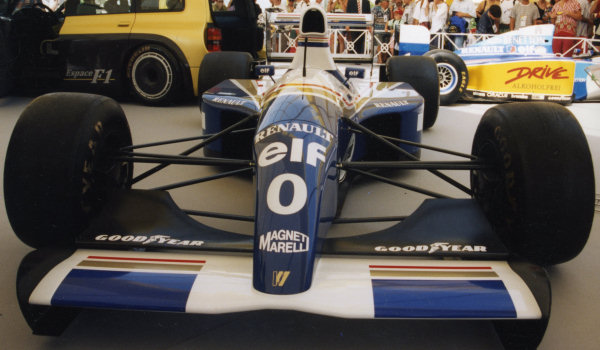
Hill 1994-es, 0-s rajtszámú autója

A csapattárs versenyzők megkülönböztetését a számokon túl segíteni kell szembetűnően eltérő sisakfestéssel, valamint azzal, hogy az autó bukócsöve feletti, a tv-kamerát magába foglaló kis szárnyat az egyik versenyzőnél sárgára festik (2013-ig ez kötelezően a nagyobb rajtszámú pilótát jelentette, de a választott rajtszámok bevezetése óta már nincs ez a megkötés. 2012-ig a kisebb rajtszámú pilótánál a piros szín volt kötelező, de 2013-ban ezt már nem írták elő).
Mivel a választott rajtszámok bevezetésével a csapattársak már nem feltétlenül egymást követő számot viselnek, a csapatok 2014-től a tévéközvetítésben jelölőszínt kaptak.

## Csapatok

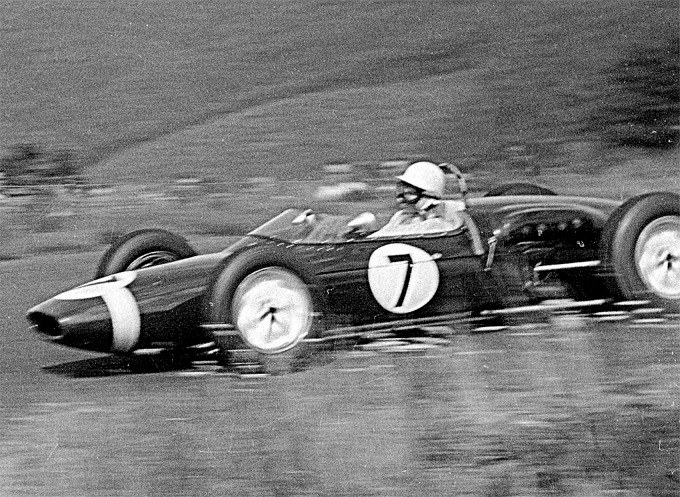
Stirling Moss 1961-ben a Nürburgringen

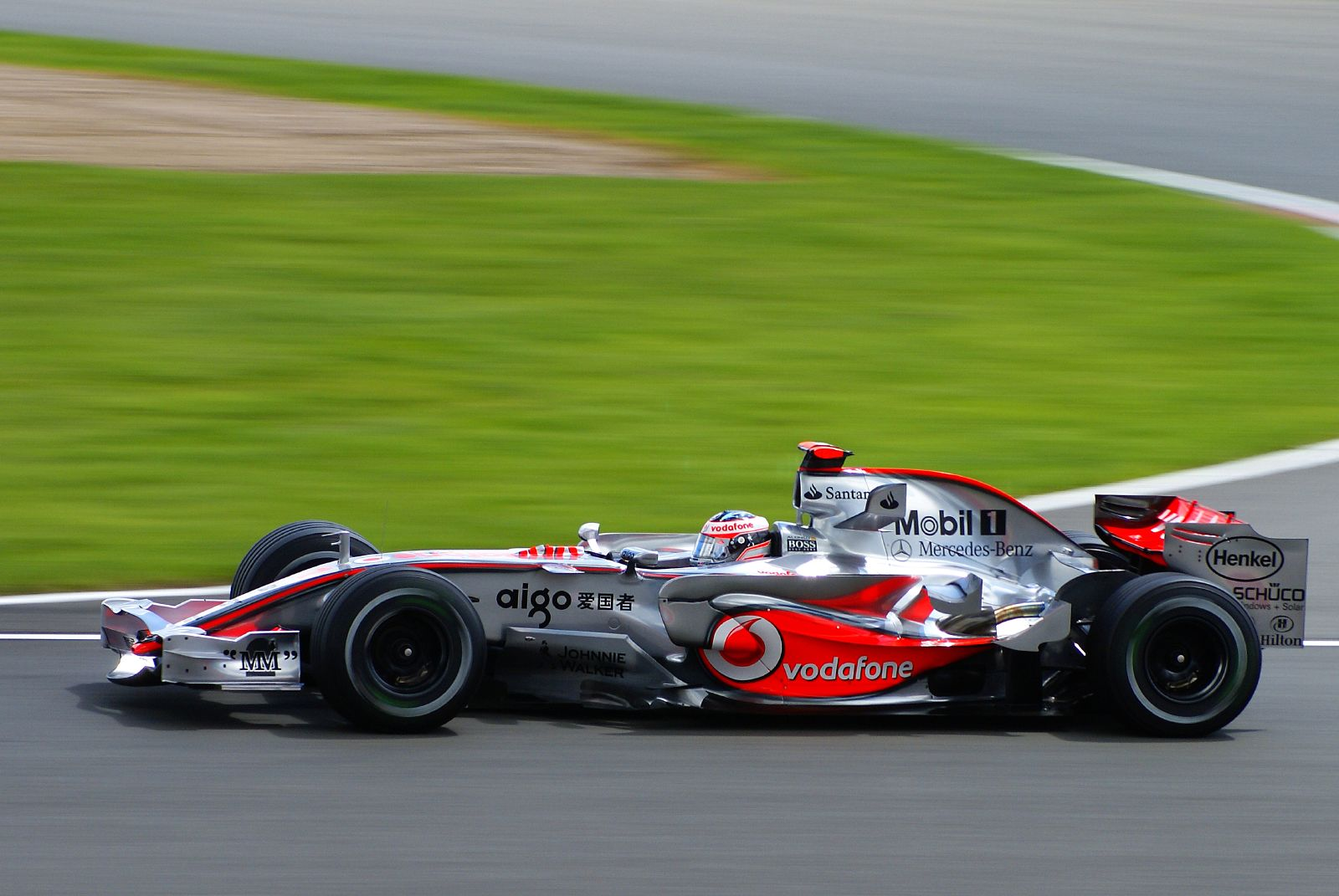
Fernando Alonso a brit nagydíjon, 2007-ben

A Formula–1-ben eddig több mint 300 különböző csapat vett részt. Közülük tizenhat indult 250-nél is több versenyen, ezek a következők: a Ferrari, a McLaren, a Williams, a Lotus, a Tyrrell, a Brabham, az Arrows, a Minardi, a Ligier, a Benetton, a Jordan,  a Renault, a Sauber, a Red Bull, a Toro Rosso, és a Mercedes.
A Ferrari a legrégibb (már az első évben, 1950-ben is rajthoz álltak, és azóta minden évben szerepelnek), és tizenhat konstruktőri világbajnoki címével az eddigi legeredményesebb Formula–1-es csapat. Az olasz istálló az 1960-as évek elején, majd az 1970-es évek második felében, a '80-as évek elején és 1999-től 2004-ig volt kiemelkedően sikeres. Ezen kívül a Ferrari versenyzői a Formula–1 első éveiben, amikor még nem volt konstruktőri világbajnokság, 1951 és 1956 között is három egyéni világbajnoki címet szereztek. Összesen 15 egyéni világbajnoki győzelmet értek el, és 11 évben fordult elő, hogy mind az egyéni, mind a konstruktőri világbajnoki címet megszerezték.
A Williams a '80-as és a '90-es években volt sikeres, eddig összesen kilenc világbajnoki címet gyűjtött. A McLaren az 1980-as és a '90-es években érte el legkiemelkedőbb eredményeit, az első, 1974-es sikere óta nyolc világbajnoki címet szerzett ezidáig, bár az utolsót viszonylag régen, 1998-ban érte el, viszont 2008-ban Lewis Hamilton egyéni címe kárpótolta a csapatot. A Lotus 1963 és 1978 között összesen hét világbajnoki címet ért el.
Két világbajnoki címet szerzett a Cooper az 1950-es években, a Brabham a '60-as évek végén, a Tyrrell a '70-es évek elején, és a Renault 2005-ben és 2006-ban. Rajtuk kívül a Vanwall, a BRM, a Matra, a Benetton és legutóbb a Brawn Grand Prix tudott egy-egy alkalommal világbajnoki címet szerezni.
A Formula–1 történetének nagy részében a gyári támogatás nélküli, magáncsapatok voltak többségben. 1967-től 1983-ig a Ford Cosworth DFV motorokat bármelyik csapat megvásárolhatta, elkerülve a motorfejlesztés és előállítás magas költségeit. Így számos, addig csak alacsonyabb kategóriákban induló csapat juthatott be a Formula–1-be. Az 1980-as évektől vált gyakorlattá, hogy a nagy autógyárak szoros együttműködésbe fogtak egy-két konstruktőrrel, kizárólagos motorszállítást és teljes technikai segítséget biztosítva a fejlesztések terén. A McLaren a Hondával, majd a Mercedesszel, a Williams a Renault-val együttműködve ért el komoly sikereket. A folyamat a kisebb csapatok leszakadásához vezetett, 1990-ben még 19-en, 1996-ban azonban már csak 11-en neveztek a világbajnokságra. A megmaradt konstruktőrök közül többet felvásároltak: a BAR-t a Honda, a Benettont a Renault, a Saubert a BMW vette meg. Más gyárak, például a Toyota, saját csapatot indítottak.
 Ez a folyamat a világgazdasági válság hatására azonban megfordult, több gyár kivonult a Formula–1-ből: 2008 végén a Honda, 2009 végén a Toyota és a BMW. A Renault maradt, de a csapatát eladta, 2012-től csak motorgyártóként van jelen. Egyedül a Mercedes fokozta szerepvállalását a Brawn GP felvásárlásával.
A konstruktőrök közötti esélyegyenlőség fenntartására több intézkedést is tett a közelmúltban az FIA. 2008-ra a gyártók nem készíthettek új motort, hanem a 2007-es fejlesztésű modelljeiket kellett használniuk, valamint megtiltották a tartalékautók használatát. 2010-től pedig meg kívánták határozni a csapatok költségvetésének felső határát.
2010-ben több új csapat is érkezett az F1-be. A spanyol Hispania Racing Team, a brit (2011-től orosz licenccel induló) Virgin Racing és a malajziai Lotus F1 (2011-től Team Lotus). A 2009-es világbajnok csapat, a Brawn GP 2010-től Mercedes GP néven szerepel. A 2009-es világbajnokság résztvevői közül a Toyota és a BMW kivonult, utóbbi helyett visszatért a Sauber, amely egy évig még használta nevében a BMW előtagot. 2011-re a Renault F1 csapata felvette a Lotus Renault GP nevet. 2012-ben névváltoztatások történtek. A Lotus Renault GP 2012-től egyszerűen Lotus, a Virgin Racing teljesen orosz licenccel indul Marussia F1 Team néven. A 2011-ben még Team Lotus néven futó malajziai csapat 2012-től a Caterham F1 Team néven szerepel.
Utoljára 2016-ban érkezett új csapat a Haas F1 Team személyében.

## A Formula–1 története

### Kialakulása

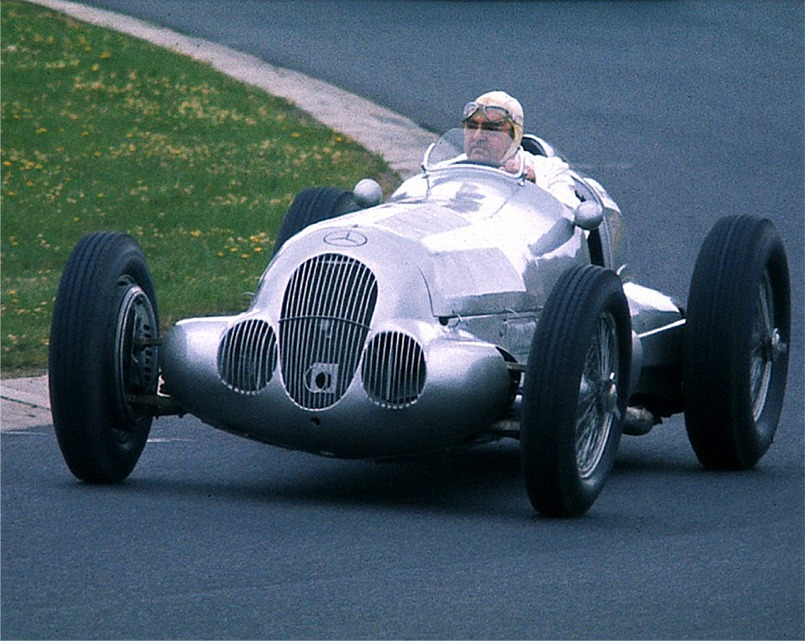
Az 1937-es szezonra készített Mercedes W125

A professzionális gyorsasági autóversenyzés előzményének az 1906 óta megrendezett Grand Prix futamok tekinthetők. Miután megszülettek az új technikai csodák, az autók, az emberek hamar felfedezték az velük folytatott versenyzés örömeit. Az első futam után nem sokkal, 1906-ban, az első nagydíjat is megrendezték. Nyertese a Renault gyár alkalmazottja, a magyar származású Szisz Ferenc volt. Egy évvel később megnyílt az első versenypálya, a Brooklands. 1911-ben a másik földrészen először rendezték meg a legendás Indy 500-at. Az autóversenyzési láz az I. világháború miatt egy darabig szünetelt. 1919-ben újraéledtek a versenypályák, majd 1925-ben megnyílt Belgiumban Spa-Francorchamps. Ebben az évben született az első kísérlet arra, hogy a versenyeket egy kerek sorozattá fűzzék össze, amely autógyártóknak szólt, s ezt végül az Alfa Romeo nyerte meg. 1934-ben a német Mercedes és Auto Union beszállásával új fejezet vette kezdetét. A Mercedes versenyzője, Rudolf Caracciola nyerte meg az első Európa-bajnokságot, 1935-ben. A legyőzhetetlen német autók uralmát csak egy másik rendkívüli képességekkel megáldott versenyző, az Alfa Romeós Tazio Nuvolari volt képes megállítani. A budapesti Népligetben megrendezett 1936-os magyar nagydíjat is ő nyerte. Az autóversenyzés második aranykora a második világháború kitörésével ért véget. 1946-ban megalakult a Nemzetközi Automobil Szövetség. (rövidítve: FIA) A szervezet új keretbe foglalta az autóversenyzést, rögzítették az alapvető szabályokat, a formulának az 1-es számot adták. Eleinte csupán egymástól független Grand Prix-k kerültek megrendezésre, majd 1950-ben elindult a világ legnagyobb, legismertebb szériája, a Formula–1. Az 1950-es Formula–1 világbajnokságtól datálható a jelenkori versenyek evolúciója. Az első futamnak egy második világháborús repülőtér, Silverstone adott otthont.

### Az 1950-es évek

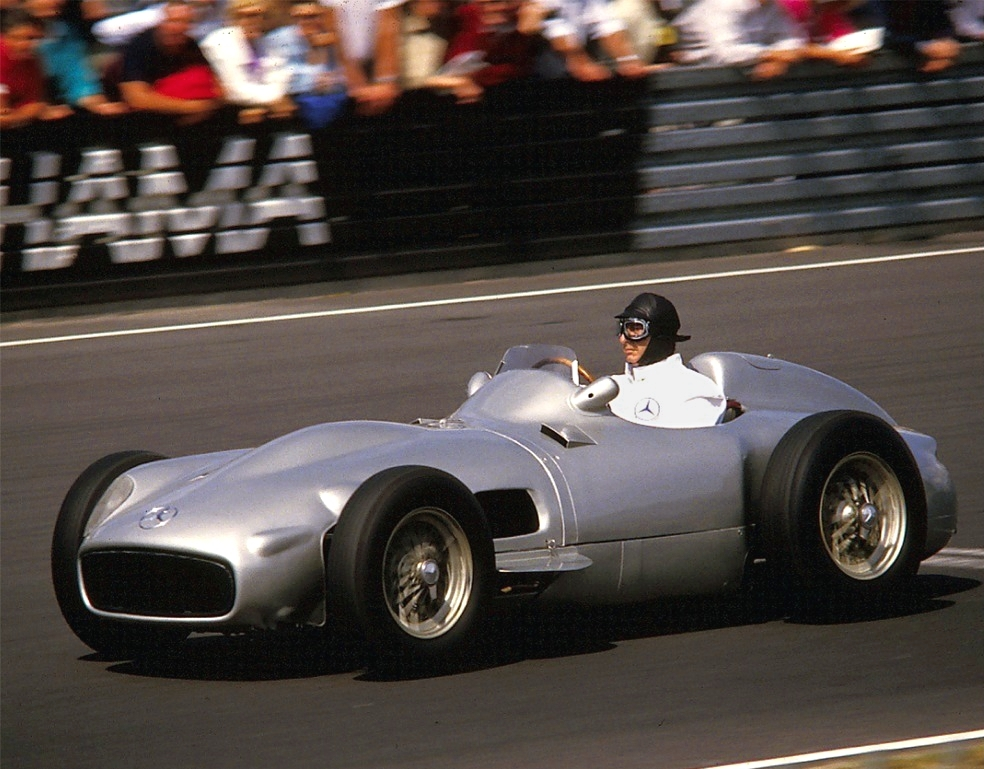
Juan Manuel Fangio egy 1950-es évekbeli Mercedesszel, pályafutása befejezése után, 1986-ban (Mercedes-Benz W196R)

Az 1950-es Formula–1 világbajnokságot az olasz Giuseppe Farina nyerte meg az Alfa Romeóval, míg argentin csapattársa, Juan Manuel Fangio második lett. Fangio nyerte meg a világbajnoki címet 1951-ben, 1954-ben, 1955-ben, 1956-ban és 1957-ben. Bár az angol Stirling Moss egyszer sem lett világbajnok, mégis az egyik legjobb Formula–1-es versenyzőnek tartják a nem világbajnokok közül. Fangio uralta a Formula–1 első évtizedét, és öt világbajnoki címével hosszú időig a sportág legsikeresebb versenyzője volt. Eredményes versenyző volt még mellette Alberto Ascari, aki a Ferrarival megnyerte az 1952. és az 1953. évi bajnokságot. Az utolsó kettő szezonban az angol Mike Hawthorn, majd az ausztrál Jack Brabham nyert.
Az évtizedet a gyári csapatok uralták, mint az Alfa Romeo, a Ferrari, a Mercedes és a Maserati, ugyanazok, akik már a háború előtt is versenyeztek. 1958-ban írták ki először a konstruktőri világbajnokságot, amit a Vanwall nyert meg. Az első években a háború előtt épített autókat használták. Az autók keskeny, mintázott gumiabroncsokkal voltak felszerelve. Az 1950-es években a Formula–1-es naptár néhány európai nagydíjból és az amerikai 500 mérföldes versenyből állt, amelyet az Indianapolis Motor Speedwayen rendeztek meg. Az Alfa Romeo visszavonulása után a világbajnokságot a 2 literes, sűrítő nélküli motorral felszerelt kocsiknak rendezték. Ezután bevezették a 2,5 literes, sűrítő nélküli autókat, ami miatt visszatért a Mercedes. A több újításának köszönhetően a Mercedes autóival két éven keresztül nyertek bajnokságot versenyzői, ám a csapat a Le Mans-i tragédia miatt kiszállt a motorsportból.

### Az 1960-as évek

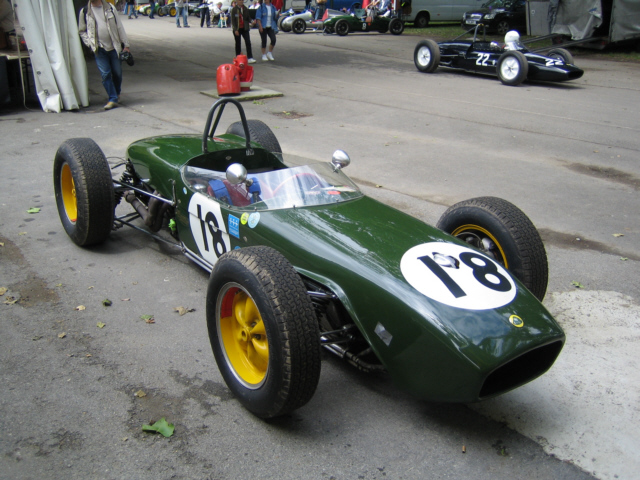
Lotus 18

Az 1960-as évek elején jelentek meg az első kisebb, elsősorban brit magáncsapatok, mint a Vanwall, a Cooper, a Lotus és a BRM. Ezeknek a csapatoknak nem volt saját motorjuk, így másik motorgyártótól kellett venniük az erőforrásokat. Elterjedtek voltak azok a privát csapatok is, amelyek saját autót sem építettek, hanem másoktól vásároltak. Az 1960-as évek elején voltak elterjedtek a karcsú, „szivar” alakú karosszériák. Az akkori versenyautók teljesítménye 220 lóerő körül volt. A megengedett legnagyobb hengerűrtartalom a szívómotoroknál 3000 cm³, a turbófeltöltőseknél 1500 cm³ volt. A '60-as évek végén jelentek meg a reklámok a Formula–1-ben.
Az évtized első világbajnokságát az ausztrál Jack Brabham nyerte, utána az amerikai Phil Hill, majd az angol Graham Hill szerzett világbajnoki címet. 1963-ban, majd 1965-ben is a skót Jim Clark nyert. 1964-ben John Surtees lett világbajnok. Az évtized második felében egyszer tudott nyerni Jack Brabham (1966), Denny Hulme (1967), Graham Hill (1968), és Jackie Stewart (1969). Az évtized során három alkalommal lett a Lotus a konstruktőri bajnok (1963, 1965, 1968), kétszer a Brabham (1966, 1967) és a Ferrari (1961, 1964), valamint egyszer a Cooper (1960), a BRM (1962) és a Matra (1969).

### Az 1970-es évek

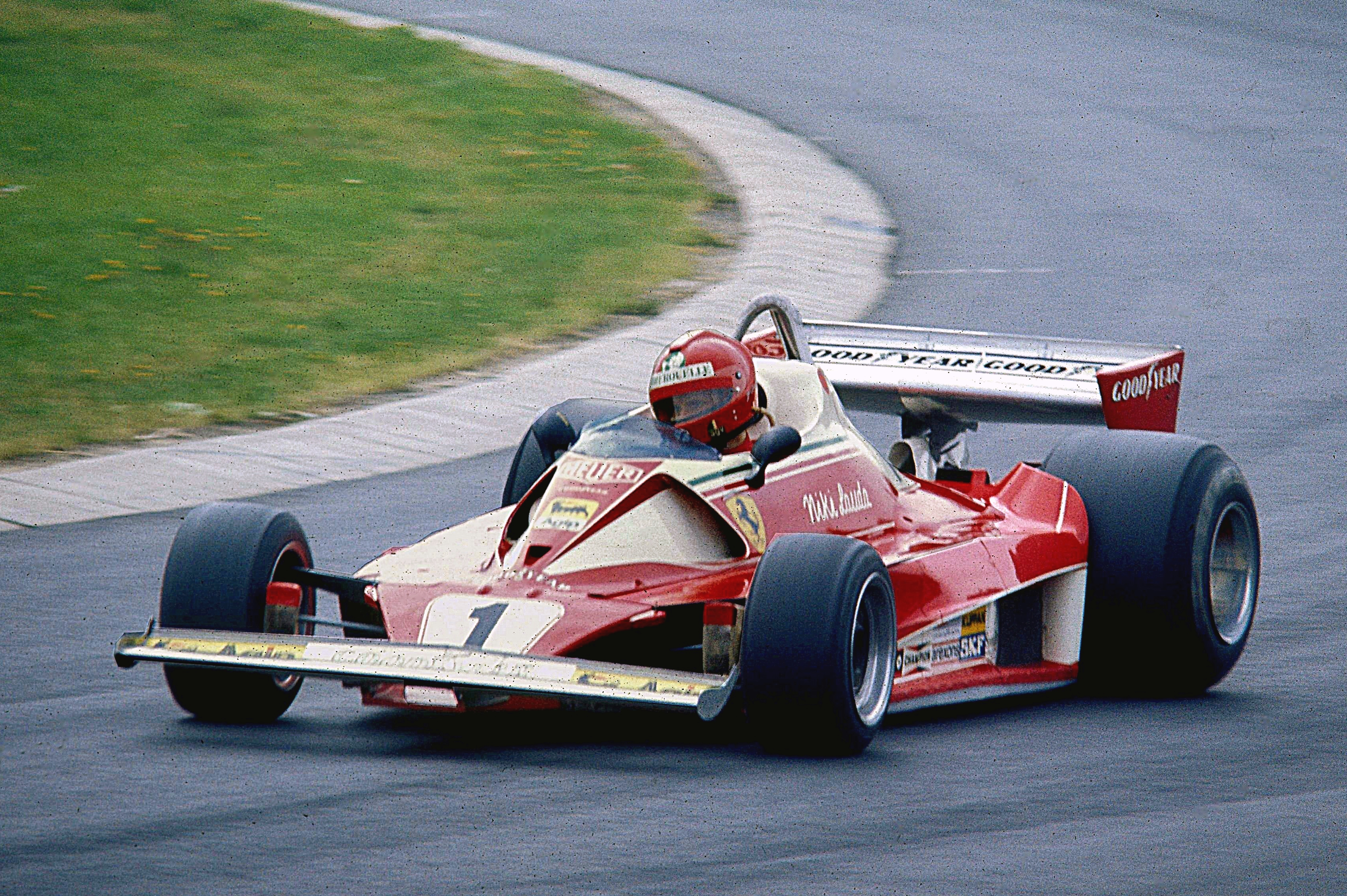
Niki Lauda az 1976-os német nagydíjon

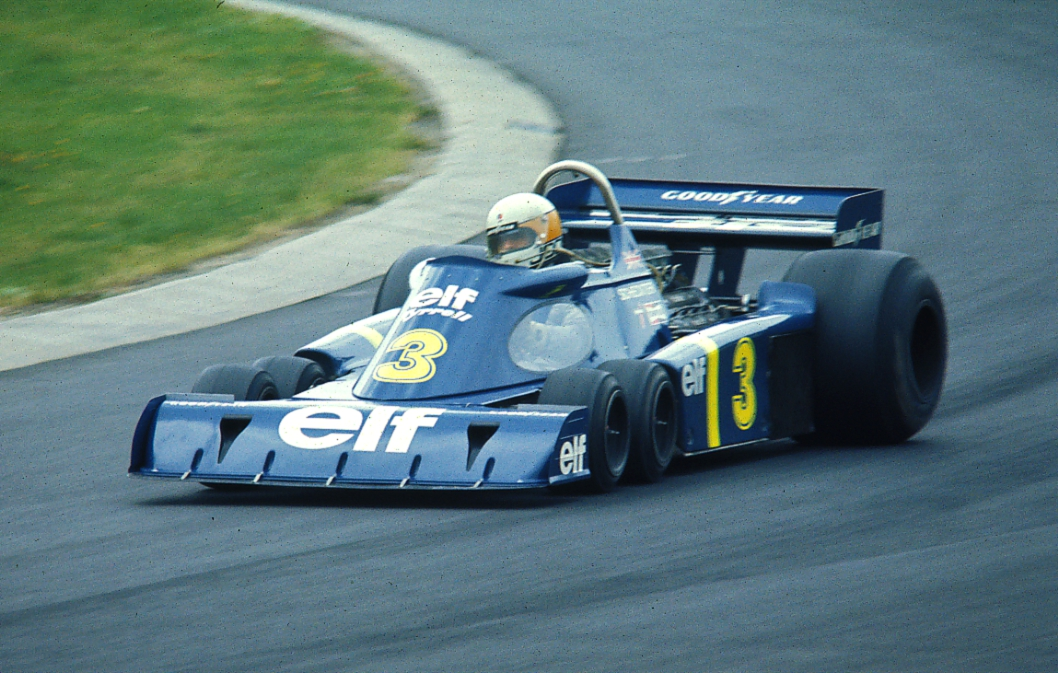
A hatkerekű Tyrrell P34 1976-ban

1970-től 1982-ig az igen megbízható Ford–Cosworth motor dominált, amellyel összesen 155 versenyt, valamint 12 egyéni világbajnoki címet szereztek. Egyedül a Ferrari tudott vele versenyképes motort gyártani, amivel három világbajnoki címet értek el. A Maserati, a Weslake, a Honda, a BRM, és a Brabham–Alfa Romeo V12-es motorjaikkal mindössze néhány győzelmet tudott aratni.
Az 1970-es évek első világbajnoki címét Jochen Rindt posztumusz nyerte meg, miután az 1970-es olasz nagydíj időmérő edzésén halálos balesetet szenvedett. A következő években, 1971-től 1974-ig a skót Jackie Stewart és a brazil Emerson Fittipaldi felváltva nyerték a világbajnoki címeket. Az évtized második felében a Ferrari dominált. 1975-ben, 1976-ban, 1977-ben és 1979-ben megnyerte a konstruktőri világbajnokságot. 1975-ben és 1977-ben az osztrák Niki Lauda nyert világbajnoki címet. 1976-ban a brit James Hunt, 1978-ban az amerikai Mario Andretti, 1979-ben a dél-afrikai Jody Scheckter lett világbajnok.
Az 1970-es években kezdték átépíteni azokat a hosszú, történelmi pályákat, mint a 23 km hosszú Nürburgring (Nordschleife), vagy a 14 kilométeres Spa-Franchochamps. Ezek a versenypályák nem voltak biztonságosak, mivel sok helyen hiányoztak a bukóterek, és keskeny volt az aszfaltcsík. Emellett sokáig tartott az is, mire kiértek a mentők egy baleset helyszínére. Több versenyző is meghalt ezeken a hosszú pályákon. Niki Lauda 1976-os súlyos balesete miatt helyezték át később a német nagydíjat a Hockenheimringre. Az 1970-es évek végén, az 1980-as évek elején sok technikai újítás került a Formula–1-be. Mario Andretti világbajnoki címe után kerültek előtérbe a szívóhatású („Ground Effect”) autók, amelyek speciális alvázkiképzésükkel hatalmas leszorítóerőt generáltak, így sokkal nagyobb sebességet tudtak elérni a kanyarokban. Különleges konstrukciók is készültek ekkor, mint a Brabham BT46, amely alváza alatt negatív légpárnát létesítettek azáltal, hogy egy ventilátorral kiszívták alóla a levegőt. Így még erősebb leszorítóerőt értek el. Említésre méltó a hatkerekű Tyrrell P34, Jody Scheckter és Patrick Depailler autója az 1976-os és 1977-es szezonban, vagy az ikerkasznis Lotus 1981-ben. Ezeket a túlzásba vitt ötleteket hamar betiltották a Formula–1-ben. 1977-től vezette be a Renault a turbómotorokat. Az első "turbós" győzelem 1979-ben született.

### Az 1980-as évek

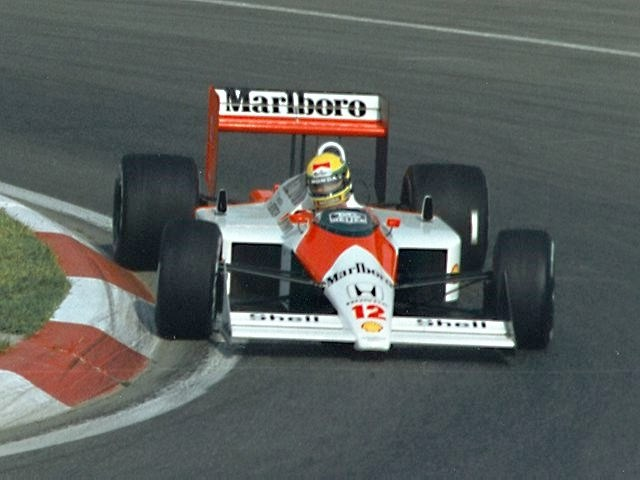
Senna és 1988-as McLarene, az MP4-4, az utolsó turbófeltöltős autók egyike

1983-tól domináltak végérvényesen a turbómotorok, melyek 1000 lóerő körüli teljesítményükkel kiszorították a szívómotoros autókat az élmezőnyből. A csúcsteljesítményüket később korlátozták az autók nagy fogyasztása miatt. A bevált 500 lóerős Cosworth motorokat a Formula–3000-ben használták tovább. A Formula–1 legerősebb motorját a BMW készítette el 1984-ben, amelynek teljesítményét 1400 lóerőre becsülték. Óriási fogyasztása és megbízhatatlansága miatt mégsem lett sikeres a motor. Mivel az autók nem bírták sokáig a turbó használatát, ezért időnként ki kellett kapcsolni, már a fogyasztás csökkentésének érdekében is. 1989-ben betiltották a turbófeltöltők használatát, két átmeneti év után, amikor egy párhuzamos bajnokságot (Jim Clark-kupa) írtak ki a turbó nélküli autók részére. Ezután mindegyik csapatnak ismét szívómotort kellett alkalmaznia, melynek megengedett maximális hengerűrtartalma 3500 cm³ lehetett. A motorokat V8, V10, V12, vagy W12 elrendezésben használták. A Renault nagynyomású léghűtésének köszönhetően az autók motorjainak fordulatszáma megnőtt, elérte a 12 000 fordulat/percet.
Az 1980-as évek két legsikeresebb versenyzője a három világbajnoki címet (1981, 1983, 1987) nyert brazil Nelson Piquet és a francia Alain Prost, 1985, 1986, 1989 és 1993 világbajnoka volt. Mindketten három világbajnoki címet szereztek az évtizedben. Egy címet szerzett az ausztrál Alan Jones, a finn Keke Rosberg, az osztrák Niki Lauda és a brazil Ayrton Senna. A Williams (1980, 1981, 1986, 1987) és a McLaren (1984, 1985, 1988, 1989) is szintén négy világbajnoki címet ért el, a Ferrari kettőt (1982, 1983).

### Az 1990-es évek

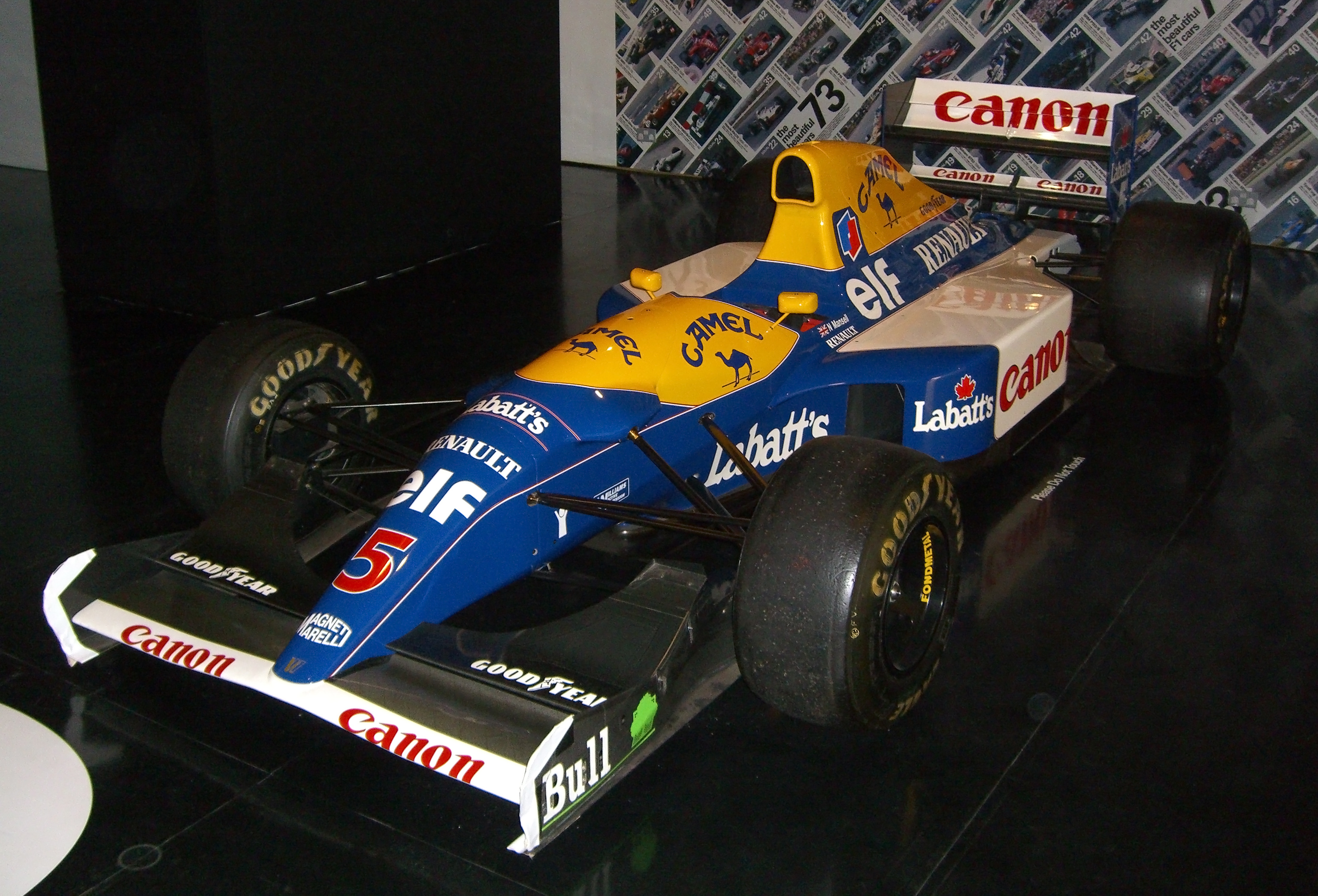
Williams FW14B 1992-ből

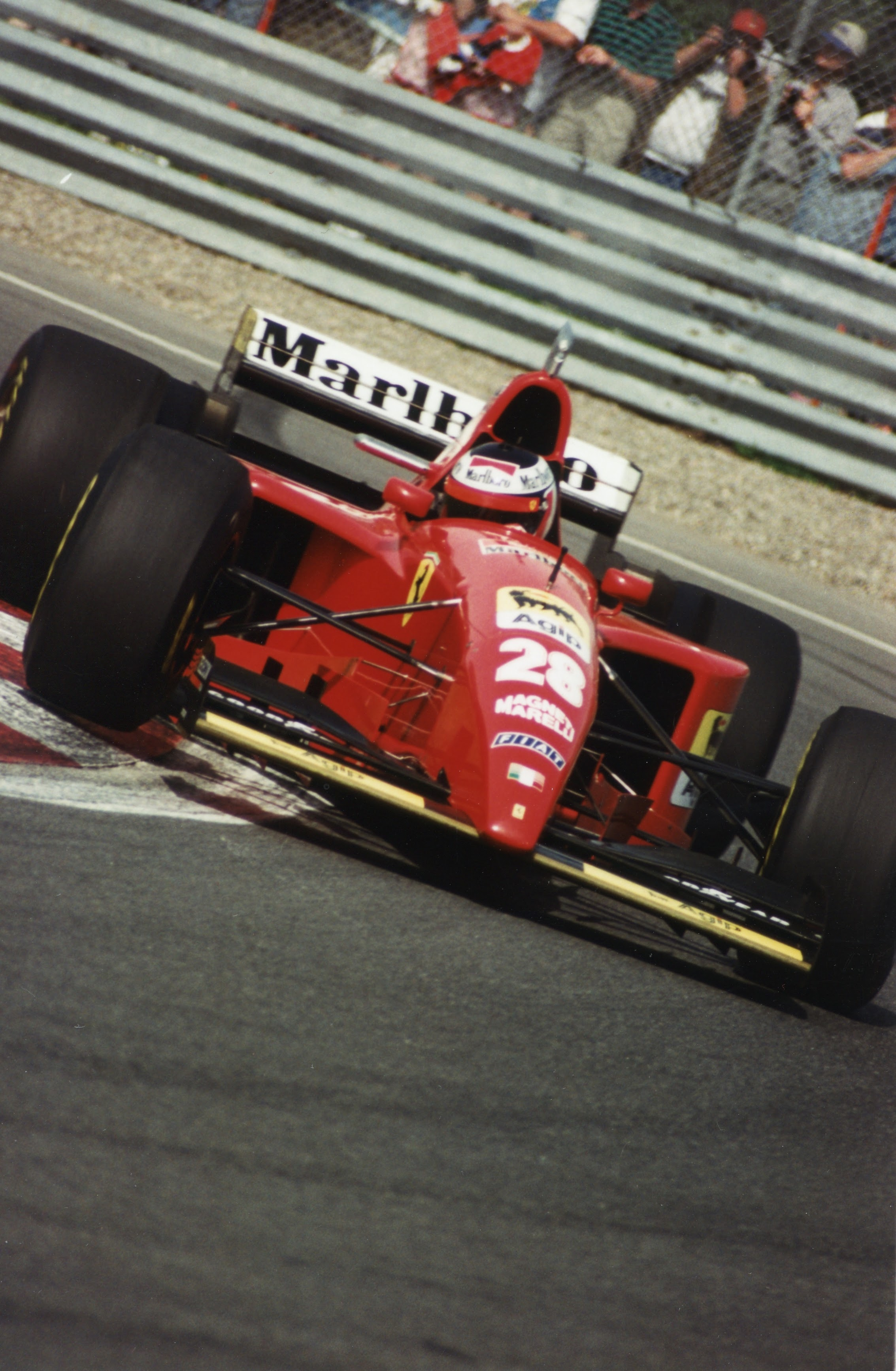
Gerhard Berger Ferrarijával 1995-ben

Az 1990-es évek elején megengedettek voltak az elektronikus segédeszközök, mint a kipörgésgátló és az ABS, valamit az aktív felfüggesztés, amelyben a Williamsnek volt a legkifinomultabb technikája. Ezeket a segédeszközöket az 1994-re betiltották. 1994-ben, a San Marinó-i nagydíjon történt két halálos baleset (Roland Ratzenberger, Ayrton Senna), amik után előtérbe került a biztonság növelése. 1995-re a motorok maximális hengerűrtartalmát lecsökkentették 3000 cm³-re. Ezzel az autók teljesítménye a 750 lóerőről körülbelül 650-re csökkent. 1996-ra a Ferrari hagyományos, de nehéz és sokat fogyasztó V12-es motorját V10-esre cserélte. Ezzel és új versenyzőjével, Michael Schumacherrel három versenyt nyert meg 1996-ban. 1997-re elérték az autók a korábbi 750 lóerős teljesítményt. A fordulatszám ekkorra elérte a 17 000 1/percet.
Az évtized első két bajnokságában a McLaren és Ayrton Senna végzett az élen. 1992-ben és 1993-ban Nigel Mansell és Alain Prost nyert fölényesen a Williamssel. Prost a 4. világbajnok címe után visszavonult. 1994-ben szintén a Williams lett a konstruktőri bajnok, az egyéni címet azonban a fiatal német Michael Schumacher szerezte meg. Ő a sportág történetének első német világbajnoka. 1995-ben ismét Schumacher és csapata, a Benetton nyert, ezúttal meggyőző fölénnyel. 1996-ban Schumacher a hosszú idő óta sikertelen Ferrarihoz szerződött, az évben ismét a Williams csapat lett a bajnok Damon Hill-lel, aki a sportág első második generációs világbajnoka lett. (Apja, Graham Hill 1962-ben és 1968-ban volt világbajnok.) 1997-ben ismét a Williams nyert, ezúttal a kanadai Jacques Villeneuve-vel. 1998-ban, a szabályváltozásokhoz legjobban alkalmazkodó McLaren és a finn Mika Häkkinen szerzett bajnoki címet. 1999-ben bár ismét Häkkinen lett a bajnok, a konstruktőri cím hosszú szünet után a Ferrarié lett, amit 2004-ig nem is engedett ki a kezéből.

### A 2000-es évek

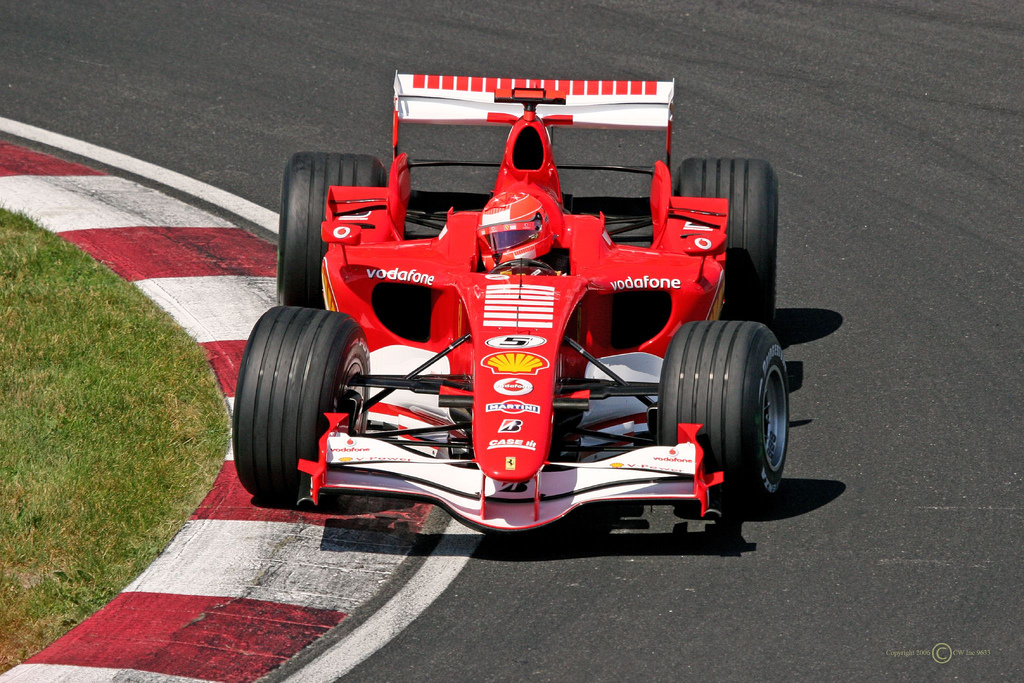
Michael Schumacher 2006-ban

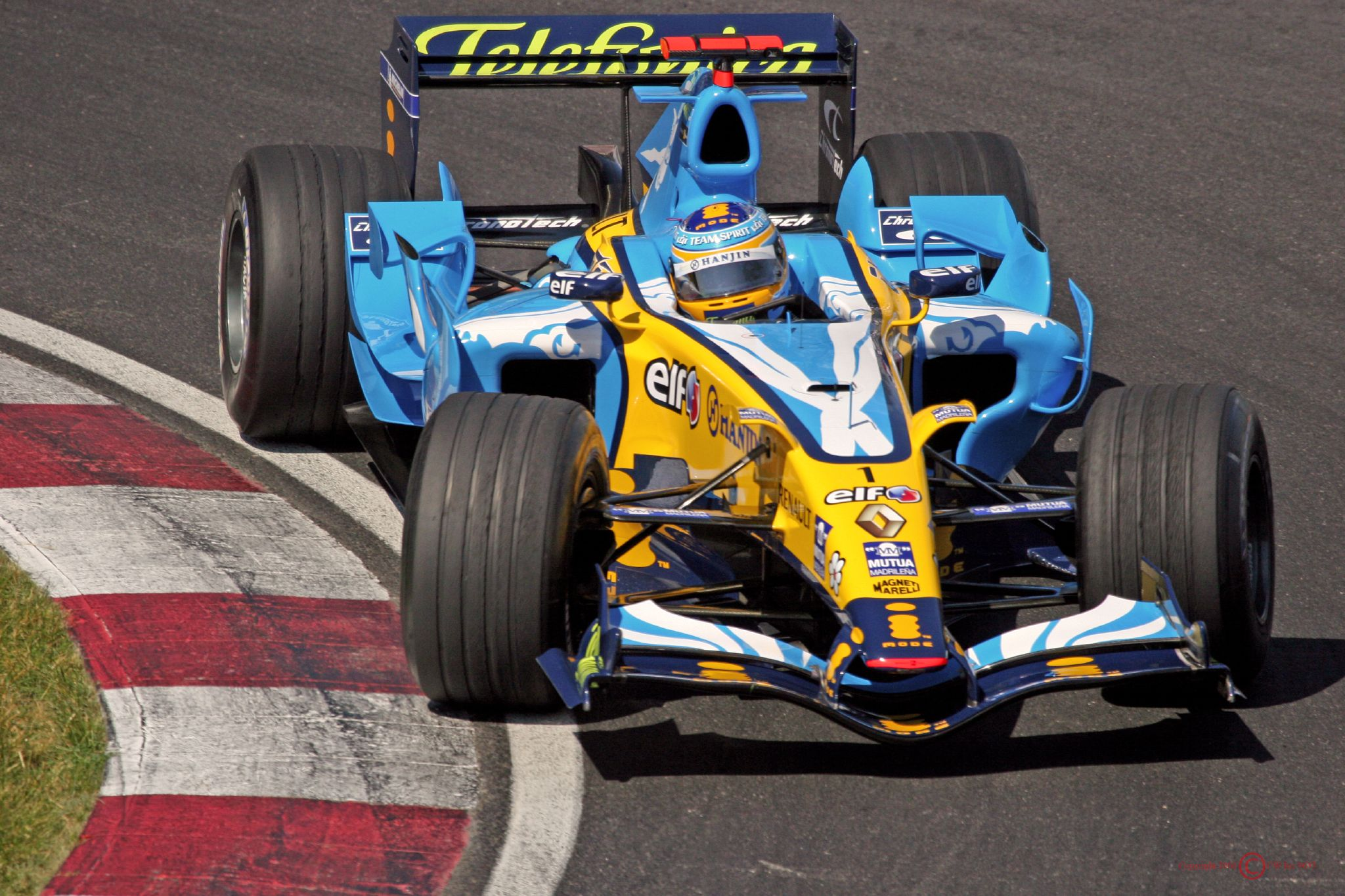
Fernando Alonso, a 2005-ös és 2006-os év bajnoka

Ebben az évtizedben Michael Schumacher és a Ferrari addig példátlan módon, öt egymást követő évben győzött (2000–2004). Ez idő alatt a csapat és német versenyzője több új rekordot állított fel. Schumacher 2002-ben minden versenyen dobogós helyen ért célba, és pályafutása során 91 nagydíjat nyert meg. Ezalatt az FIA többször megváltoztatta a szabályokat, például a csapatutasítást is betiltotta a 2002-es osztrák nagydíjon történt incidens miatt. Schumacher bajnoki sorozata 2005. szeptember 25-én ért véget, amikor a spanyol Fernando Alonso, a Renault versenyzője, a Formula–1 legfiatalabb világbajnoka lett. 2006-ban ismét a Renault és Alonso lett a bajnok. Schumacher ez év végén vonult vissza. A 2007-es szezon legnagyobb botránya a McLaren Ferraritól illegálisan szerzett adatai és emiatti kizárása volt. Ebben az évben a finn Kimi Räikkönen egy pont előnnyel nyerte az egyéni világbajnoki címet, a Ferrari konstruktőri bajnok lett.
2003-ban a pontrendszert változtatták meg, később több műszaki szabályt. A 2005-ös „csonka” amerikai nagydíj után – amelyen csak a Bridgestone gumit használó három csapat (Ferrari, Jordan, Minardi) indult el a tízből – 2007-re csak egy gumibeszállító maradt a Formula–1-ben. 2006-tól V8-as motorokat kellett használni, 2008-tól betiltották a kipörgésgátlókat, ami jobban előtérbe helyezi versenyzők képességeit. Ebben az évben a brit Lewis Hamilton győzedelmeskedett, csapatok pontversenyét a Ferrari nyerte.
A 2009-es évadra radikális szabálymódosításokat vezetett be az FIA. Mintegy felére csökkentették az autók légterelő elemei által biztosított leszorító erőt. A kieső tapadás kompenzálására újra lehetővé tették a slick, azaz teljesen sima felületű gumik használatát. Az egyéni címet Jenson Button, a konstruktőrit csapata, a Honda-utód Brawn-Mercedes szerezte meg.
1983 óta a Formula–1-et azok a versenycsapatok uralták, amelyeknek nem volt gyári támogatása. Ilyen volt a Williams, a McLaren és a Benetton, miközben másoktól vásároltak motorokat. 2000 óta a gyári csapatok uralták a bajnokságot, mint a Renault, a BMW Sauber, a Toyota, a Honda és a Ferrari. Az évtized végén azonban Honda, majd a BMW és a Toyota is kivonult a sportágból.

### A 2010-es évek
Ebben az évtizedben Sebastian Vettel és a Red Bull Racing 2010 és 2013 között mindent megnyertek, amit csak lehetett. Fernando Alonso 2010-ben a Ferrari-hoz szerződött, de sose tudtak együtt világbajnokságot nyerni, így Alonso 2014 végén elhagyta az olaszokat, és 2015-ben visszatért a Hondával fuzionáló McLarenhez. A 2010-ben csatlakozó csapatok közül (Team Lotus/Caterham F1 Team, Virgin Racing/Manor F1 Team, Hispania Racing) csak a Marussia maradt életben, de 2014-ben ők is becsődöltek, és eladták a jogokat a brit Manor F1 Team-nek.
2015-ben a Lotus F1 Team szintén anyagi problémákkal küzdött, de végül sikerült eladni egy nagy visszatérő gyári csapatnak, a Renault F1-nek. Ebben az évtizedben versenykörülmények között (2014-es Formula–1 japán nagydíj) életét vesztette a francia Jules Bianchi.
2014-ben a Formula–1 átváltott V8-as erőforrásról V6-os erőforrásra (Hibrid korszak). Jelenleg a Mercedes AMG F1 uralja a F1-et. Lewis Hamilton 2013-ban csatlakozott a németekhez, és együtt bezsebelték a 2014-es és 2015-ös világbajnoki trófeákat. Jelenállás szerint a Mercedesé a legjobb erőforrás, de folyamatosan zárkózik fel mögé a Ferrari, addig a Renault és főleg a Honda rettentően szenvednek a hibrid erőforrásukkal.
Hamarosan az Nemzetközi Automobil Szövetség eldönti, hogy 2017-től, vagy 2018-tól kapjuk meg az új Formula–1-et. Az eredeti elképzelés szerint 2017-től egy merőben más Formula–1-et fogunk látni. A jelenlegi V6-os turbófeltöltéses, fékenergia visszatáplálásos, a turbófeltöltő többletenergiáját is visszatápláló, hibrides motorformula érintetlen marad, amiről már korábban megállapodtak a felek (ezen felül a Ferrari és a Mercedes HCCI gyújtástechnológiát, öngyulladás és szikragyújtás keverékét használja, a ciklusonként engedélyezett 5 szikragyújtás mellett), de az aerodinamika, a szabályok és a gumik is egy totális átalakuláson mennek keresztül. És akkor még nem volt szó a pilótafülkék extra védelméről, az úgynevezett bumerángmegoldásról, vagy a zárt pilótafülkéről. Igaz, a jelenlegi állás szerint ezt a kérdést külön kezeli az FIA.
2018-ban a következő változások léptek életbe: bevezették a fejvédő "glóriát", ill. hálot, megszűntek a cápauszonyok és a hátsó T szárnyak az autókon, illetve a kipufogó fölötti köralakú terelőelem. A versenyzők 3 motort használhatnak egy szezonban, megjelent a hiperlágy, angolul:"hypersoft" és a szuper kemény " superhard" gumikeverék. Megszűnt az első kerékfelfüggesztés olyan beállítási lehetősége, ami lehetővé tette a kocsimagasság változását, és ezzel befolyásolta a légellenállást. Továbbá a rajtrács lányok, vagy "gridgirl"-ök szerepét fiatal, a Formula–1 felé vezető út elején járó autóversenyző gyerekek vették át.
2019-től csak 5 gumikeverék érhető el, 3-3 különböző minden versenyhétvégén. Ezeket keménységük alapján egy C1-C5ig terjedő skálán rangsorolják.

## A Formula–1 szabályai

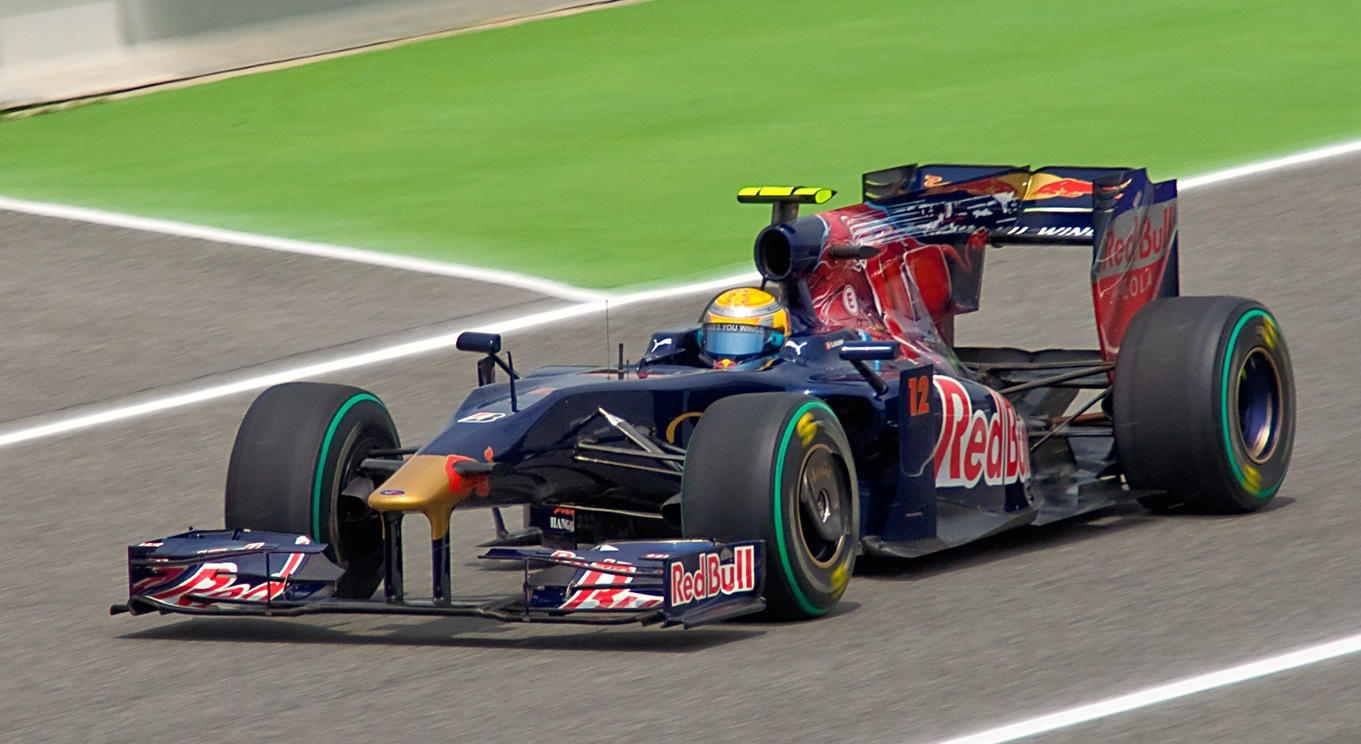
2009-es Toro Rosso

A Formula–1 szabályait az 1904-ben alakult FIA, közelebbről annak egyik alszervezete, a World Motor Sport Council határozza meg. Az első formulát 1946-ban egyeztették. Eleinte csupán a hengerűrtartalom képezte szabályozás tárgyát: az első világbajnokságot legfeljebb 1,5 literes kompresszoros, vagy 4,5 literes atmoszferikus motorral hajtott autók számára írták ki, nem volt korlátozás sem a tömeg, sem a leadott teljesítmény tekintetében. Mára a szabályok kiterjedtek az autó felépítésének minden részletére, meghatározzák a versenyek lebonyolításának menetét és szabályozzák a teszteléseket. A lehetséges szankciók széles skálán mozognak, a szabályok megsértéséért kiszabhatnak pénzbüntetést, pontlevonást, súlyos esetben versenyző és csapat ellen is alkalmazhatnak kizárást.

A Formula–1 története során, a technikai fejlődés előrehaladtával számos szabályalkalmazási vitára került sor. Az 1968-ban megjelent légterelő elemek biztonságosságáról és ezáltal létjogosultságáról sokáig megoszlottak a vélemények, 1982-ben például első terelőszárnyak nélkül kellett megépíteni az autókat. 1998-ban a McLaren új fékrendszerét nyilvánították utólag szabályellenesnek, mert a kanyarokban a belső kerekeket jobban fékezte, ami kimeríti a tiltott négykerék-kormányzás fogalmát. Versenyzőt utoljára 1997-ben zártak ki a teljes világbajnokságból, Michael Schumachert, sportszerűtlen vezetés miatt. A McLaren csapatot a 2007-es világbajnokságból diszkvalifikálták, miután kiderült, hogy jogosulatlanul használt fel a Ferrari tulajdonát képező adatokat.

### Technikai szabályok
A modern Formula–1-es autók hátsókerékhajtásúak, nyitott pilótafülkével rendelkeznek, együlésesek, a motort a versenyző mögött helyezik el. A karosszériák nagyrészt szénszálas anyagokból épülnek fel, amelyek könnyűek és erősek. Minden konstrukción kötelező töréstesztet végezni, csak ezután kaphat engedélyt a versenyzésre. Egy autó tömegének a motorral, a különböző folyadékokkal és a versenyzővel együtt minimum 691 kilogrammnak kell lennie.
Az autók akár 370 km/h körüli sebességgel is haladhatnak, elsősorban a gyors pályákon, például Monzában. A Formula–1-es autóval valaha elért legnagyobb sebesség rekordját a Honda tartja, 417 km/h-val, amit a Mojave-sivatagban, 2005-ben értek el, minimális leszorító erő mellett. A nagysebességű kanyarokban a versenyzőkre 5 g erő is hathat, szemben például egy utcai sportautóéval, melynél ez az érték legfeljebb 1 g körül mozoghat. 5 g erőnél a versenyző testét súlyának ötszöröse húzza az adott irányba.
Egy 2005-ös Formula–1-es autó gyorsulása (Renault R25, V10-es motorral):
0 → 100 km/h: 1,9 másodperc,

0 → 200 km/h: 3,9 másodperc,

0 → 300 km/h: 8,4 másodperc (optimális beállítással).
Egy Mai Formula–1-es autó gyorsulása (2016 Mercedes W07, V6-os motorral)
0 → 100 km/h : 2,4 másodperc,

0 → 200 km/h : 4,4 másodperc,

0 → 300 km/h : 8,4 másodperc

#### Kormánykerék

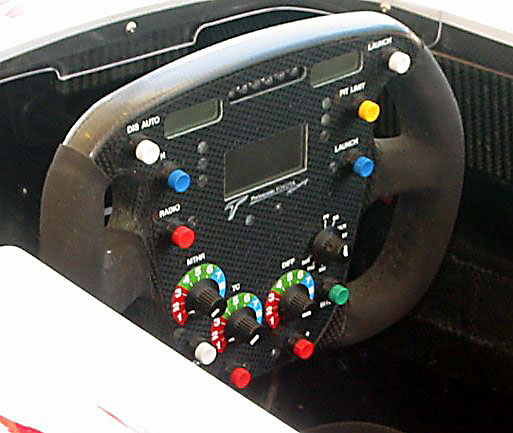
A Toyota modern Formula–1-es kormánya

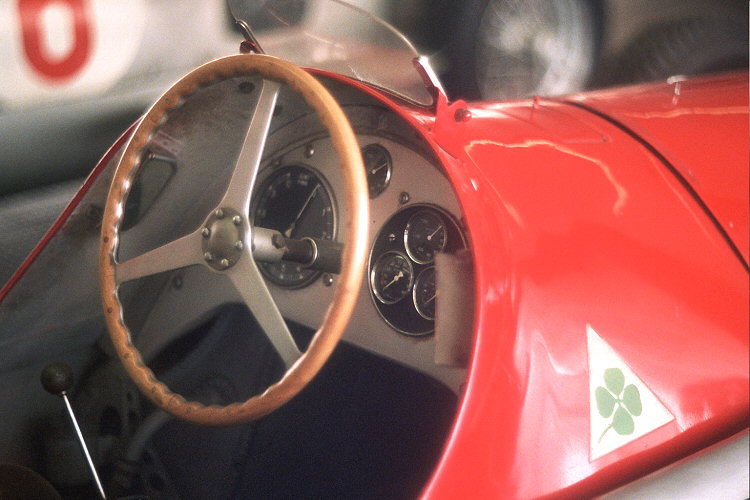
Az Alfa Romeo 1951-es autójának hagyományos kormánya

A mai autókban szervórendszer segíti a kormányzást, a multifunkciós kormányon több minden állítható, például a fékerőeloszlás vagy a benzin–levegő keverék aránya. Ezen keresztül tudnak versenyzők kommunikálni a csapat többi tagjával, és a kormányon lévő kijelzőről különböző információkat tudhatnak meg. 2007-től a pálya aktuális részén érvényben lévő zászló színe is megjelenik a kormány kijelzőin. A korai időkben, amikor még nem volt szervókormány az autókban, a kormánykerekeket minél nagyobb átmérőjűre próbálták készíteni, a könnyebb kormányzás érdekében. A versenyzők manapság a kormánykeréken található két füllel tudnak sebességfokozatot fel- és leváltani. Korábban minden váltásnál egyik kezükkel el kellett engedniük kormányt, hogy váltani tudjanak. Még a ’90-es évek elején is kerek kormányt alkalmaztak, a mai kormányok azonban már egészen eltérnek a korábbiaktól, és jóval kisebbek is azoknál. Az FIA biztonsági előírásai szerint egy versenyzőnek 5 másodperc alatt el kell tudnia hagyni a pilótafülkét, úgy hogy a kormánykereket eltávolítja.

#### Aerodinamika

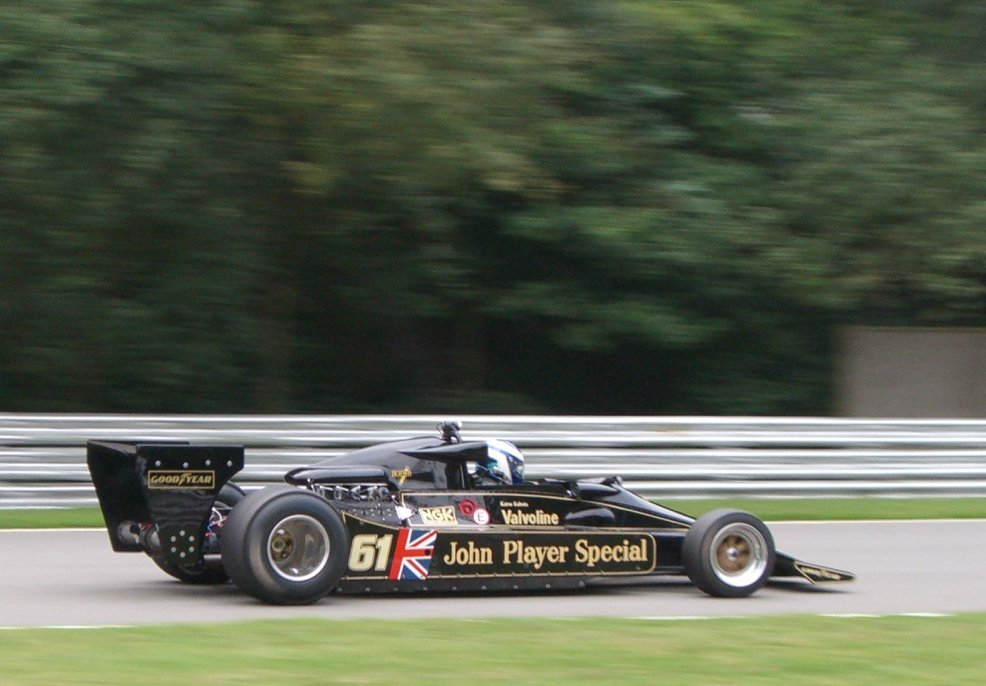
Wing-car (Lotus 78)

A Formula–1-es autók formája úgy van kialakítva, hogy minél kisebb légellenállást hozzanak létre, növelve ezzel a sebességet. Ehhez hozzátartoznak még a különböző légterelő elemek (hátsó és első 'szárnyak'), amik nagy leszorító erőt biztosítanak, a nagyobb kanyarsebesség elérése érdekében. Az autók alja szinte teljesen sík, és közel fekszik a pályához, ezzel is növelve a leszorító erőt. 160 km/h sebesség körül az autók akkora leszorító erőt termelnek, amennyi a súlyuk. A legnagyobb sebességüknél ez az autók súlyának a két és félszerese is lehet.

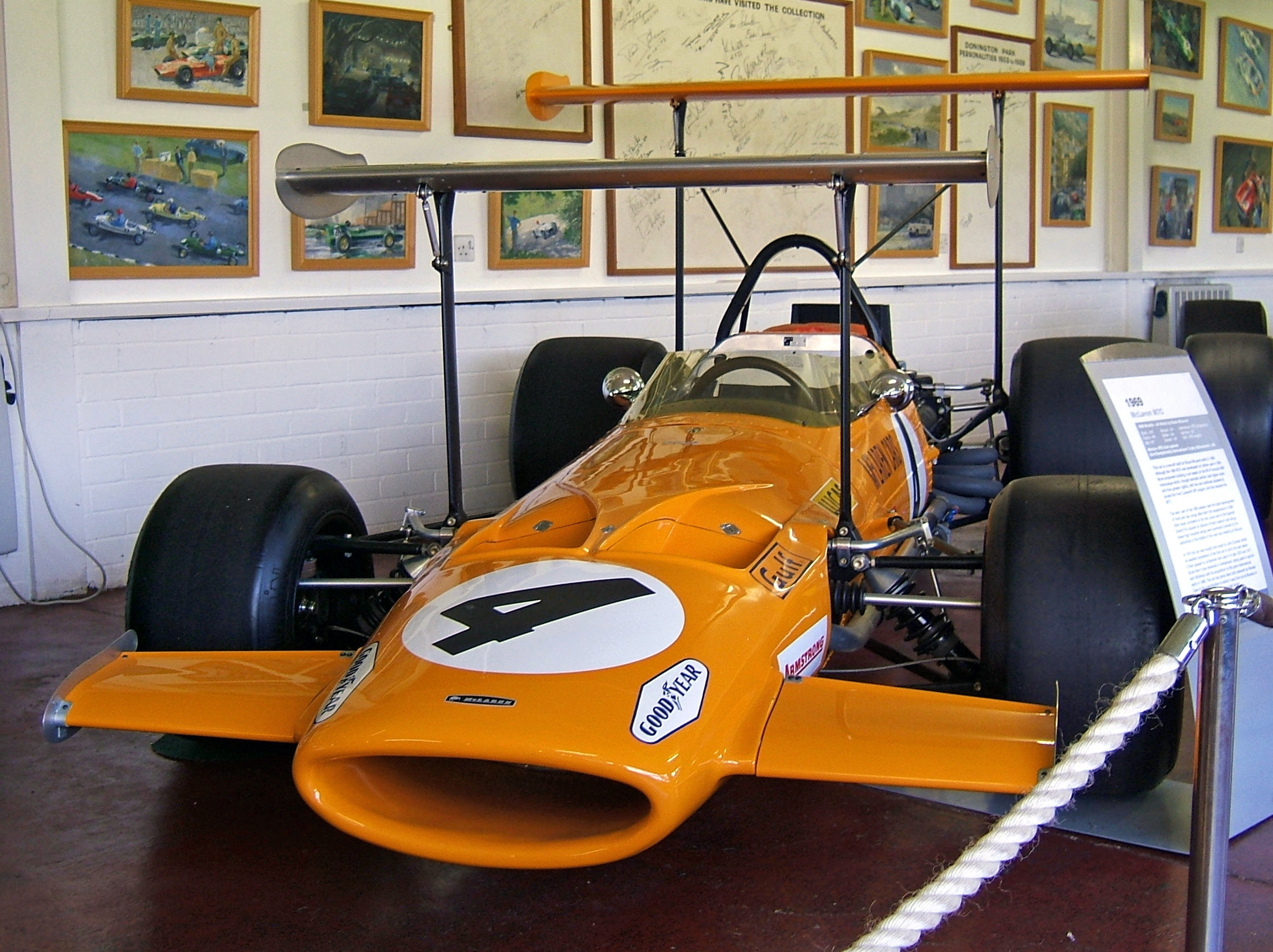
A McLaren 1969-es autója magasan elhelyezett szárnyakkal

Az aerodinamikával komolyabban először az ’50-es években kezdtek el foglalkozni. A Mercedes egy kinyitható, nagy légellenállású szárnyat épített autójába, amivel a fékezést tudta segíteni. Az első szárnyakat a Ferrari alkalmazta az 1960-as években. A spoilerek idővel olyan magasra emelkedtek, hogy balesetveszélyesek lettek, és később szabályozták méreteiket. A wing-cart a Lotus fejlesztette ki, és 1978-ban világbajnok is lett. Az ötlet lényege, hogy míg a levegő a szárny felső felületén viszonylag rövid utat tesz meg, addig az alsó felületén hosszabbat, így lefelé ható vákuum keletkezik, amely a kocsit az út felé szorítja. Ezt a hatást „szoknyákkal” fokozták tovább, amelyek még kisebb légnyomást hoztak létre az autók alatt, még nagyobb leszorítóerőt elérve. A megoldást az 1983-as szezontól betiltották. Ezután már nem történt jelentős változás az aerodinamikában. Napjainkban a csapatok az autókat azoknak méretarányosan lekicsinyített (a szabályok szerint legfeljebb 60%-os) modellekkel szélcsatornában tesztelik.
2009-re jelentős szabályváltozásokat hoztak, minek hatására az autók első terelőszárnya alacsonyabb és szélesebb, míg a hátsó magasabb és keskenyebb lett. A karosszéria különböző pontjain elhelyezett kiegészítő aerodinamikai elemeket betiltották.
2011-ben új elemként jelent meg az állítható hátsó szárny (röviden DRS – az angol drag reduction system kifejezésből), amelynek elsődleges funkciója az előzések megkönnyítése. A szerkezet időmérő edzésen a pálya bármely részén használható, versenyen viszont szigorúbbak a feltételek: az erre kijelölt pályaszakaszon, az úgynevezett DRS-zónában aktiválhatja a versenyző, de csak akkor, ha a zónát megelőző ellenőrzési ponton legalább egy másodpercen belül megközelítette az előtte haladót. A szárny nyitásával csökken a leszorító erő, ezáltal nagyobb sebesség érhető el. Esős időjárás esetén a megoldás biztonsági okokból nem alkalmazható.

#### Motor
A sportág történetében 2, 4, 6, 8, 10, 12 és 16 hengeres, soros, fekvő, V, W és H elrendezésű, atmoszferikus nyomású vagy turbófeltöltős motorokat használtak. Az erőforrásokat négy csoportba lehet osztani:
- a gyári csapatok saját autóik hajtására épített motorjai (Ferrari, Mercedes, Renault),
- magáncsapatok számára készített motorok (például Jaguar–Cosworth, Williams–Toyota),
- egy gyári és egy kisebb motorgyártó cég közötti együttműködés, szövetség révén megalkotott motor (például Judd–Yamaha, Cosworth–Ford, Mecachrome–Renault, Mugen–Honda),
- magáncsapatoknál előforduló motorok, amelyeket gyári csapatok biztosítanak azok rendelkezésére, de átnevezik őket (például Petronas (Ferrari), Playlife (Renault), Acer (Ferrari), Megatron (BMW), European (Cosworth)).

Az 1970-es évek végén találták fel a Renault-nál a turbófeltöltős motort. A turbómotorok 1983-tól domináltak végérvényesen, amelyek 1000 lóerő körüli teljesítményükkel kiszorították a szívómotoros autókat az élmezőnyből. A csúcsteljesítményüket később korlátozták az autók nagy fogyasztása miatt. A Formula–1 legerősebb motorját a BMW készítette el 1984-ben, amelynek teljesítményét 1400 lóerőre becsülték. 1989-ben, két átmeneti év után tiltották be a turbófeltöltők használatát, amikor egy párhuzamos bajnokságot (Jim Clark-kupa a versenyzőknek és Colin Chapman-kupa a csapatoknak) írtak ki a turbó nélküli autók részére. Ezután mindegyik csapatnak ismét szívómotort kellett alkalmaznia, melynek megengedett maximális hengerűrtartalma 3500 cm³ lehetett. A belső égésű motoroknak a jelenlegi szabályok szerint 2,4 litereseknek kell lenniük, és csak V8 elrendezésben használhatják őket a csapatok. 2006 óta a csapatok nem fejleszthetik a motorokat. Az erőforrások fordulatszáma a 20 000 1/percet is elérhetik, és legnagyobb teljesítményük 780 lóerő (582 kW) körüli. 2007-től a motorok maximális fordulatszámát 19 000 fordulat/percre, 2009-ben 18 000-re korlátozták. 2006 előtt a csapatok 3 literes, V10-es motorokat használtak. A motorok 70 liter üzemanyagot is elfogyaszthatnak 100 kilométeren.
Az üzemanyagok nagyon hasonlítanak a nyilvánosan beszerezhető ólommentes benzinekhez.
Az olajok, amelyek kenik és védik a motorokat a túlmelegedéstől, nagyon hasonlítanak viszkozitásukban a vízhez.
A legsikeresebb motor a Formula–1-ben a Ferrari, több mint 240 futamgyőzelemmel, mögötte a Mercedes a második, több mint 210 győzelemmel.
|  |  |  |  |

#### Gumik

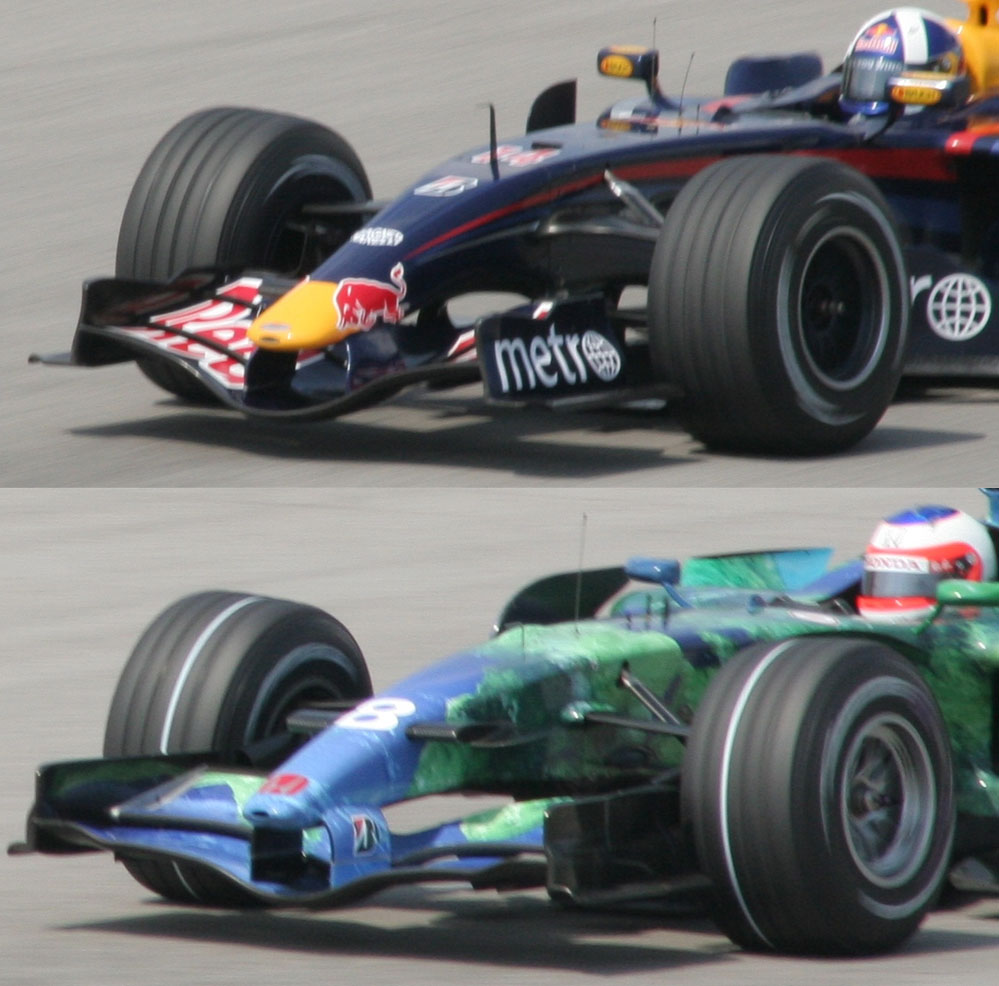
2007 óta a csapatok egy keményebb (sima) és egy lágyabb (fehér csíkkal jelölt) szett gumit kötelesek használni a versenyeken

Sokat számítanak a kanyarokban az aerodinamika mellett a gumik is. 1997 után 2009-től újra bevezették a 'slick' abroncsokat, azaz a teljesen sima felületű gumikat. 2007-től négyféle száraz időre való gumikeverék létezik, ezekből a gyártó döntése alapján minden futamra két-két fajtát bocsátanak a csapatok rendelkezésére, mindkettőből kötelesek legalább egy-egy készletet használni egy versenyen. 2011-től a Pirelli lett a kizárólagos beszállító. 2016-tól ötféle száraz időre való gumikeveréket használtak, amelyek közül futamonként hármat bocsátottak a csapatok rendelkezésére, ezek közül kétfélét kellett felhasználni a futam során. 2018-ban már összesen hétféle gumikeverék volt, bár ezek közül a szuperkemény gyakorlati használatára egyszer sem került sor. A jelenlegi (2018) gumifajták a következők :
| Gumifajták                   | Leírás |
| ---------------------------- | --- |
| Kemény (Hard)                | Színkód: Fehér (2017-ig narancssárga) Leginkább színkódban változott az elmúlt években. 2011-től ezüst csík az oldalán(a Bridgestone kivonulása után) 2013-tól Narancssárga 2018-tól Kék 2019-től fehér Időjárás: Száraz |
| Közepes (Medium)             | Színkód: Sárga Időjárás: Száraz |
| Lágy (Soft)                  | Színkód: Piros Időjárás: Száraz |
| Átmeneti gumi (Intermediate) | Színkód: Zöld Hasonlóan az esős gumihoz itt is megtalálhatók a barázdák csak valamivel másabb kialakításban. Mint ahogy a neve is mutatja az eső azon szakaszára lett kifejlesztve amikor már lehetetlen lenne a "slick" gumikkal való versenyzés, DE még az esőgumikkal se lehet normálisan vezetni a járművet. Időjárás: Gyenge eső, eső |
| Esőgumi (WET)                | Színkód: Kék A száraz "slick" gumikkal szemben mély barázdák találhatóak a gumik felületén. Az a célja, hogy a pályán lévő vizet elvezesse. Időjárás: Eső, zivatar |

2019-re a Liberty Media leegyszerűsítette a gumik jelzését illetve csökkentette a keverékek számát. A futamokon Piros – Sárga – Fehér oldalfalú gumik jelentek meg ezzel kikerültek a korábbi színek (lila, rózsaszín, narancssárga, kék(ami nem az esőgumit jelölte)). A gumik nevei minden futamon azonos: Kemény Közepes Lágy A lecsökkentett keverékek C jelölést kaptak (C1, C2, C3, C4, C5, a C1 a legkeményebb, míg a C5 a leglágyabb keverék)
A legsikeresebb gumibeszállító a Formula–1-ben az amerikai Goodyear cég, amely 1998-ban vonult ki a sportágból. Második a listán a 2010-ben visszavonuló Bridgestone. 2011-től visszatértek a Pirelli abroncsok.
|   | Gumi        | Szezonok                | Startok | Győzelmek | Egyéni cím | Konstruktőri cím |
| - | ----------- | ----------------------- | ------- | --------- | ---------- | ---------------- |
| 1 | Goodyear    | 1959 – 1998             | 494     | 368       | 24         | 26               |
| 2 | Bridgestone | 1976 – 2010             | 244     | 175       | 12         | 12               |
| 3 | Michelin    | 1977 – 1984 2001 – 2006 | 215     | 102       | 6          | 4                |
| 4 | Dunlop      | 1950 – 1977             | 175     | 83        | 8          | 9                |
| 5 | Firestone*  | 1950 – 1975             | 121     | 49        | 4          | 3                |
| 6 | Pirelli     | 1950 – 1991 2011 –      | 200     | 44        | 6          | 1                |
| 7 | Continental | 1954 – 1958             | 13      | 10        | 2          | 0                |
| 8 | Englebert   | 1950 – 1958             | 61      | 8         | 2          | 0                |
| 9 | Avon        | 1954 – 1982             | 29      | 0         | 0          | 0                |

* Az indianapolisi 500 futamaival együtt

### Versenyszabályok

#### Szabadedzések, időmérő edzés

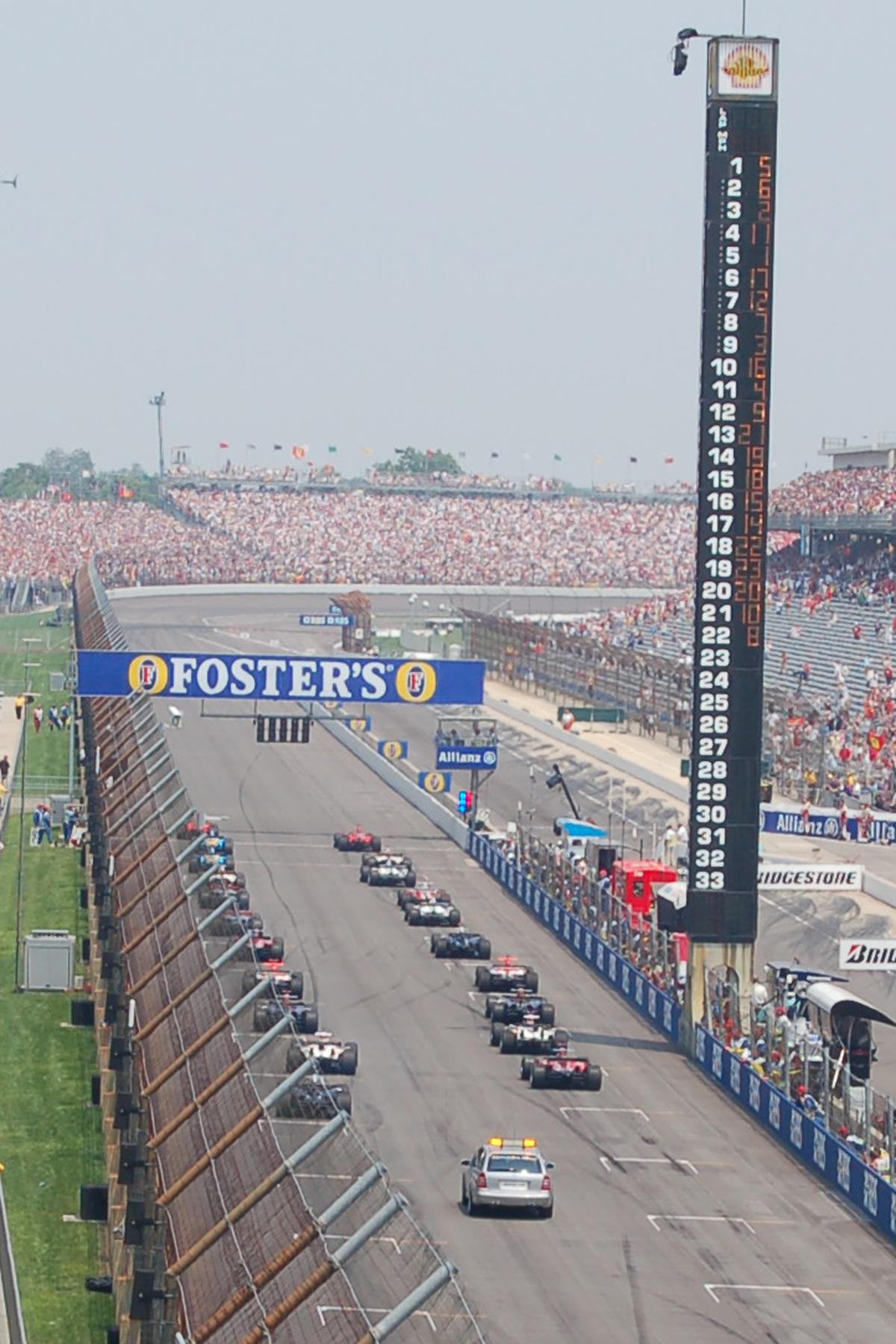
A 2006-os amerikai nagydíj startja, a mezőny mögött a biztonsági autó

Minden nagydíj pénteken, két szabadedzéssel kezdődik. 2007 óta mindkét szabadedzés 90 percig tart. (Az egyetlen kivétel a monacói nagydíj, ahol hagyományosan csütörtökön tartják a szabadedzéseket, pénteken szünnap van.) Az első szabadedzésen lehetőség van tesztpilóták részvételére is, de 2007 óta ez csak úgy lehetséges, ha a két versenyző valamelyike helyett ül autóba. Szombaton, a harmadik szabadedzés után kerül sor az időmérő edzésre.
Az időmérő edzésen a vasárnapi verseny rajthelyeit döntik el, a versenyzők leggyorsabb köre alapján. Az edzés szabályai 2003 óta folyamatosan változtak. A jelenlegi rendszer 2006 óta van érvényben. Utoljára 2010-ben módosították, az új csapatok beszállása miatt. Az egyórás időmérő három, egyenként 20, 15 és 10 perces szakaszra oszlik. Az első részben minden, a versenyre nevezett autó a pályára futhat, majd a szakasz végeztével a hét legrosszabb időeredményt elérő versenyző kiesik. 5 perces szünet után egy, az előbbihez hasonló rész következik, szintén hét kiesővel. Az utolsó szakasznak így már csak tíz autó vághat neki. Korábban a harmadik szakasz résztvevőinek autóját már a versenyre szánt üzemanyag-mennyiséggel kellett megtankolni, de ezt a szabályt 2010-ben eltörölték. 2011-ben visszahozták a 107%-os szabályt: aki az időmérő edzés első szakaszában a legjobb idő 107%-ánál rosszabb eredményt teljesít, nem vehet részt a versenyen. Kivételt tehetnek vele, ha korábban a szabadedzésen sikerült megfelelő időt futnia és az időmérőn valamilyen körülmény hátráltatta.

#### A verseny lebonyolítása
A verseny általában helyi idő szerint 14.00 órakor, a felvezető körrel kezdődik meg, melynek végén a pilóták elfoglalják az időmérőn elért rajtpozíciójukat. Jó ellenpélda azonban erre a 2008-as szingapúri nagydíj, melyet a nagy időeltolódás miatt este 20.00 órakor kezdtek meg. A rajt előtt öt perccel be kell fejezni az autók beállítását, a csapatok embereinek el kell hagyniuk a rajtrácsot. A zöld lámpák kigyulladása után a mezőny tesz egy felvezető kört, amelynek során tilos előzni. Ha egy versenyző ennek során kicsúszik vagy az autó problémája miatt késve tud indulni, csak akkor foglalhatja vissza a helyét a rajtrácson, ha még nem haladt el mellette a teljes mezőny. A kör végén a versenyzők visszaállnak a rajtrácsra. A start előtt egymás után felgyullad öt piros lámpa, majd mikor ezek egyszerre kialszanak, a mezőny elrajtolhat. Kivételes esetben (például nagy eső miatt) a versenyigazgatóság elrendelhet repülőrajtot, ilyenkor a mezőny felvezető kör nélkül, a biztonsági autó vezetésével rajtol el.

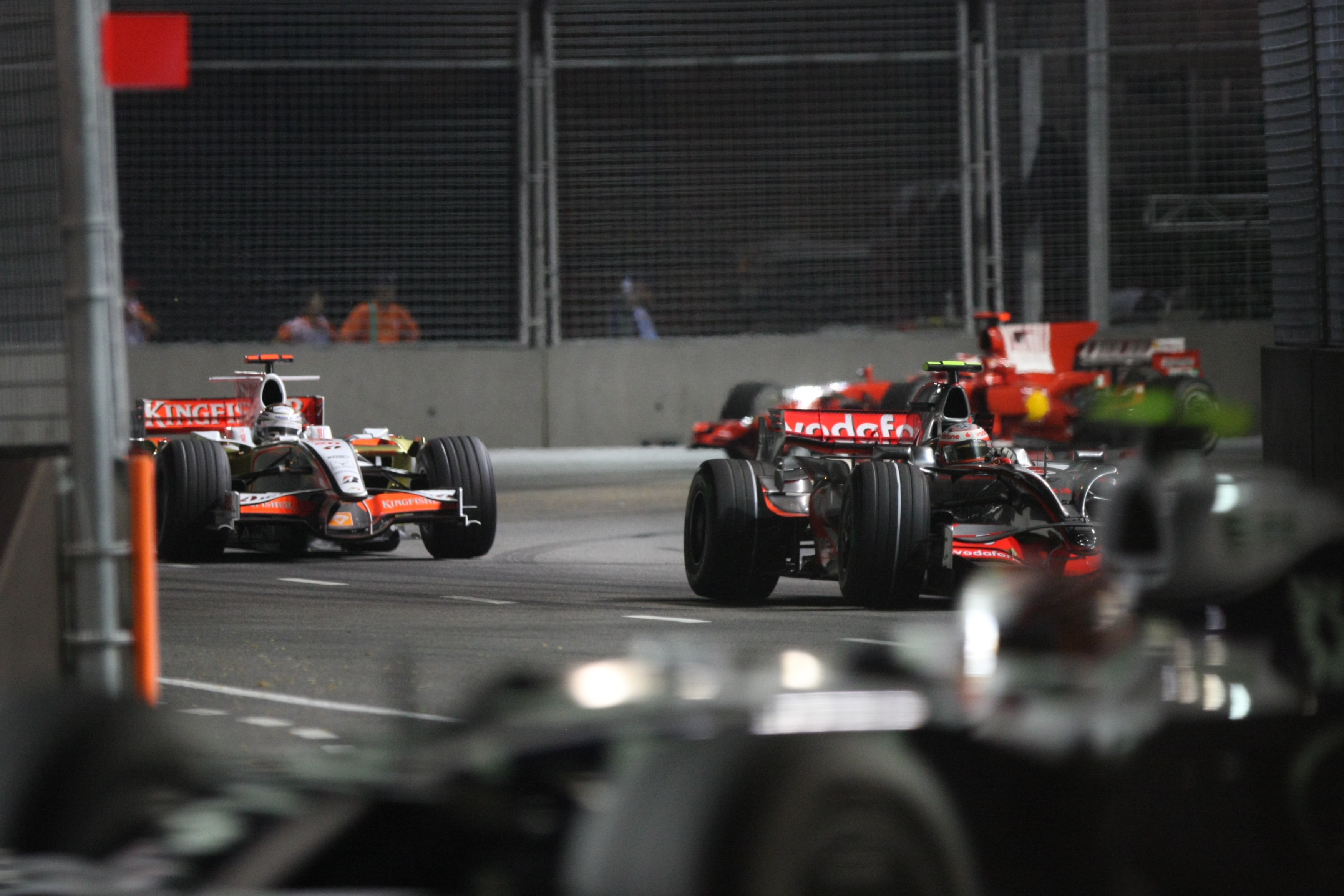
Az első éjszakai verseny

A futam alatt a versenyzőknek legalább egyszer ki kell állniuk a boxba. Itt gumit cserélhetnek és kisebb javításokat is végezhetnek az autón. A jelenlegi szabályozás szerint a futam során a kétféle gumikeverék mindegyikét használnia kell a versenyzőnek legalább egyszer (kivételt képeznek az idő előtt leállított és az esős versenyek). 2010 óta a verseny közbeni tankolás tilos. A csapatok az előző évi konstruktőr-vb sorrendjében helyezkednek el a bokszutcában. A rajtszámoktól eltérően azonban itt nem emelik ki az egyéni címvédő csapatát. Fontos a jó időpont megválasztása a boxkiállásra, ami kihathat a végeredményre is.

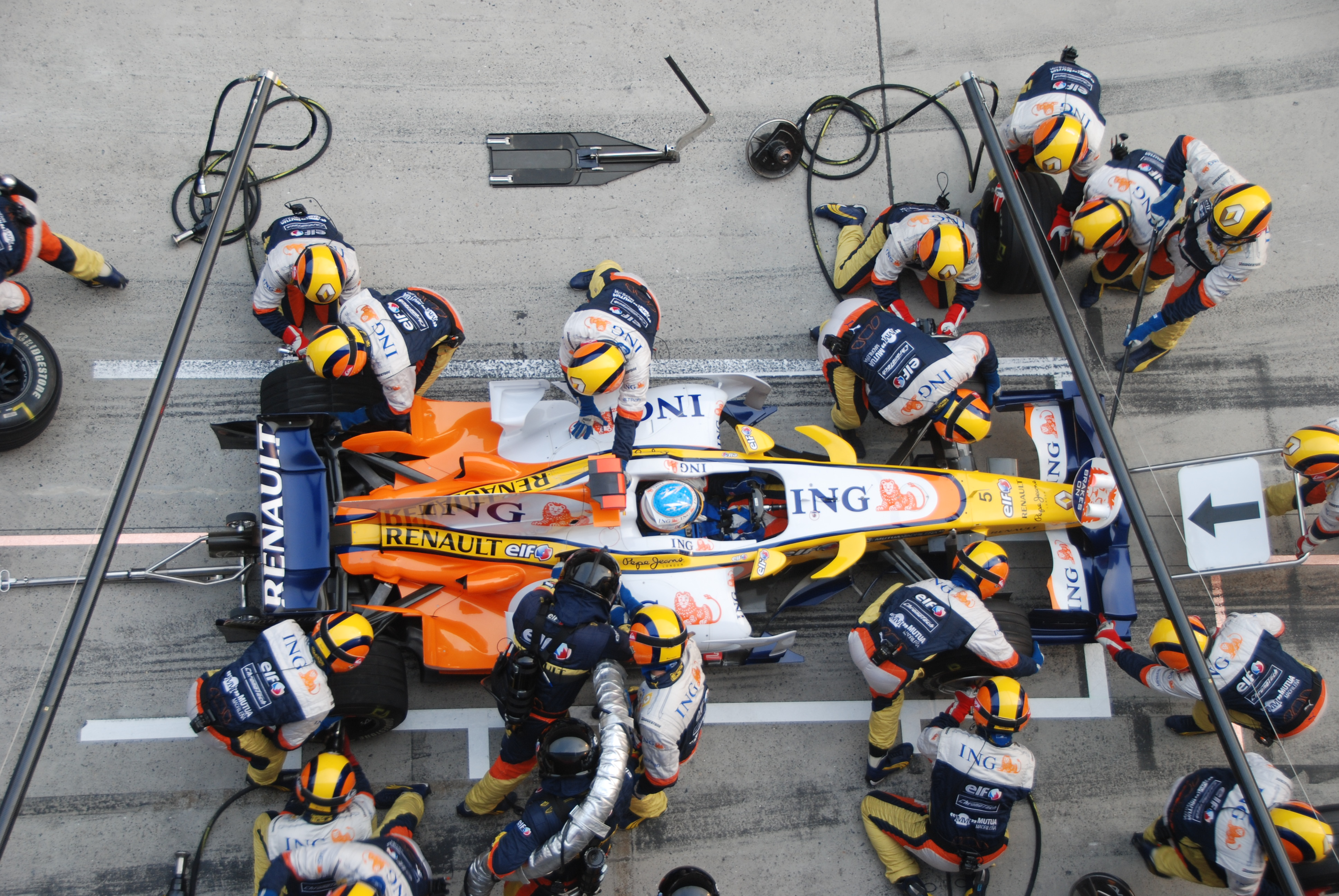
Boxkiállás a Renaultnál a 2008-as kínai nagydíjon

Emellett számít a kerekek állapota, a benzinmennyiség, ebből kifolyólag az autó tömege, ami alapvetően befolyásolja a versenyző köridejét. Esős futamnál a csapatnak el kell döntenie, milyen gumitípussal indul a versenyre. Egy szabályos boxkiállásnál 18 csapattag van jelen. Kettő az autó felemelését végzi, három ember jut egy-egy kerékre, szintén kettő a tisztításra és a boxkiállás végének jelzésére (utóbbit „nyalókás embernek” hívják a kezében tartott tábla alakja miatt).

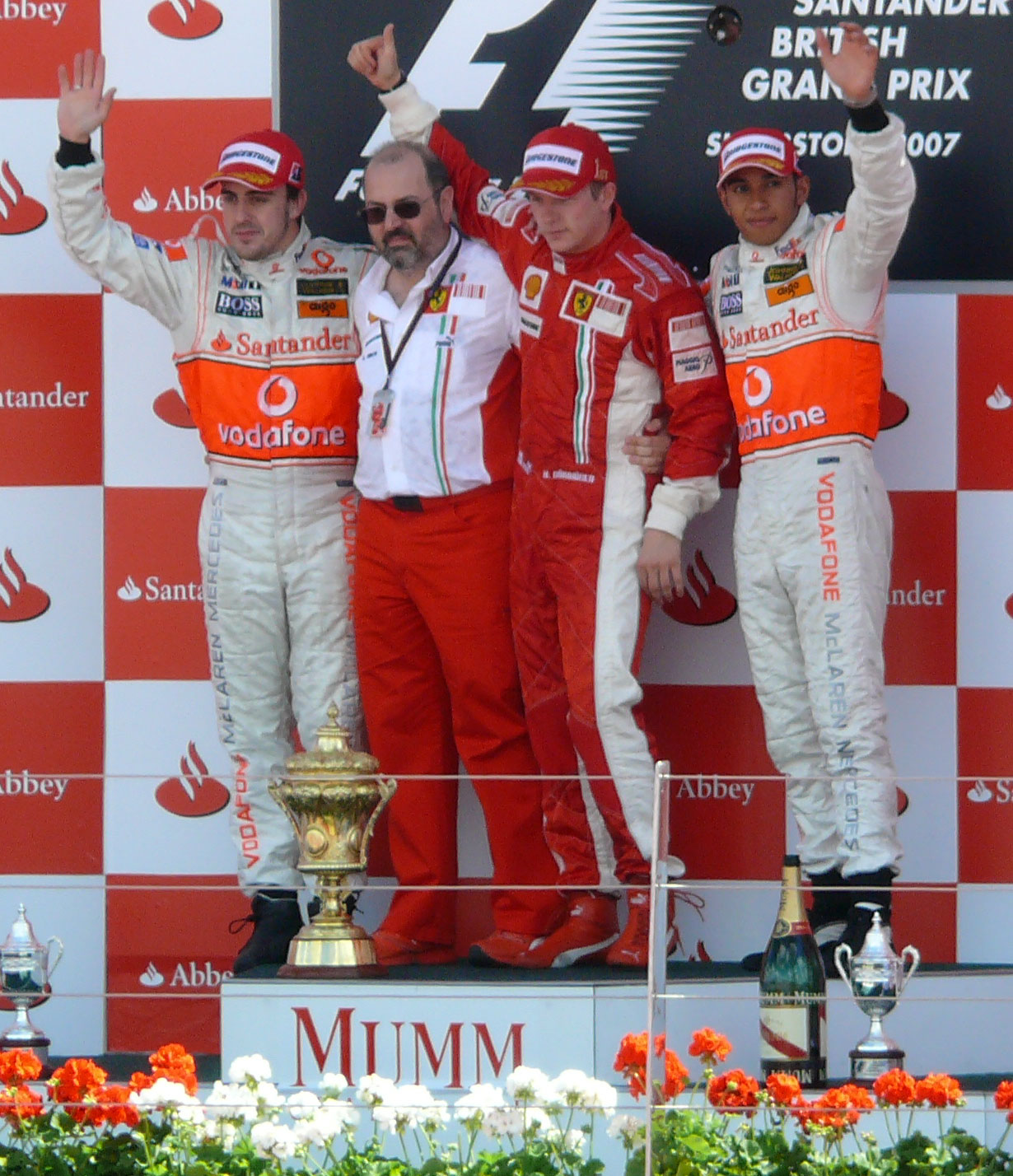
A 2007-es brit nagydíj dobogója
A háttérben megfigyelhetőek a főszponzor logói és a nagydíj hivatalos neve

A versenyt azután intik le, hogy az első helyen haladó teljesíti a kiszabott versenytávot. Kivétel, ha a futamidő túllépi a maximális két órát, ekkor az adott kör befejezésével vége a versenynek; illetve előfordul, hogy kényszerűségből félbeszakad a futam. Utóbbi esetben ha a tervezett táv 75%-át teljesítették, teljes pontszámok járnak a helyezésekért, ha ez nincs meg, csak a pontok fele adható. Azok a versenyzők számítanak helyezettnek, akik a győztes által megtett táv 90%-át teljesítették, függetlenül attól, hogy leintették-e őket vagy hamarabb kényszerültek kiállni.

#### Események a futam után
A leintés után a versenyzők mennek még egy tiszteletkört. Ennek végén tilos még egyszer célba futni, be kell állniuk a bokszutcába. Az egyetlen futam, ahol a tiszteletkörtől eltekintenek, a belga nagydíj Spában, a pálya hosszára való tekintettel, ahol rögtön megnyitják a boxutcát. A versenyzők saját csapatuk boxába térnek vissza autójukkal, kivétel az első három helyezett, akik egy külön elkerített részre, a parc fermébe állnak be.
A dobogóra a három legjobb helyezett versenyző állhat fel. Ilyenkor mindhárman a gumigyártót reklámozó sapkát viselik. A versenyzőkhöz csatlakozik a győztes pilóta csapatának valamely tagja is, de ő nem áll fel az emelvényre. Összesen így négy díjat adnak át. A trófeák minden versenyen különböző alakúak. A dobogó általában a bokszutca épületén, a versenypálya síkja felett helyezkedik el. A dobogó mögött a verseny hivatalos neve és a nagydíj főszponzorának logója látható. A szűk Monacóban egy kis lépcsőre állhat fel az első három helyezett. Mindig az első helyezett versenyző és csapatának a himnuszát játsszák el, miközben a három versenyző országának lobogóját felvonják. A rendezvény elengedhetetlen kelléke a pezsgőzés. Ennek elterjedésétől 1999-ig a Moët, 2000-2016 között a Mumm, 2016-17-ben a Chandon, 2017-től 2020-ig a Carbon Champagne, 2021-től pedig a Ferrari Trento cég pezsgőit bontják meg a versenyek után. Kivételt képeznek a muzulmán országok (Bahrein, Abu Dzabi), ahol pezsgő helyett alkoholmentes rózsavizet kapnak a versenyzők.
A 2012-es brit nagydíjtól kezdve megújult az eredményhirdetés formája. Két oldalt egységesen az addigi világbajnokok neve olvasható. A zászlókat már nem felvonják, hanem forgatható táblákon, digitálisan jelenítik meg (2014-től animációval imitálják a lobogást). Az eredményhirdetés után a versenyzők nem mennek az interjúszobába (csak a sapkájukat cserélik ki a csapat szponzorait reklámozóra a hostesslányok), hanem ott helyben tesz fel nekik kérdéseket egy ismert személyiség, aki lehet egykori versenyző is (mint Jackie Stewart vagy Niki Lauda), de a 2012-es magyar nagydíjon például Plácido Domingo készítette az interjúkat.

#### Interjúk
Egy versenyhétvége során négyszer rendeznek sajtótájékoztatót az interjúszobában. Csütörtökön és a pénteki szabadedzések után a szervezők döntik el, kiket hívnak meg a versenyzők és a csapatok emberei közül. Ekkor még kevésbé kötött a beszélgetés.
A szombati időmérő edzés és a vasárnapi futam után kötelezően az első három helyezett nyilatkozik. Először angol nyelven kérdezik őket, helyezési sorrendben, majd a visszatérnek a győzteshez, esetenként a két másik pilótát is kérdezik még. Végül a nem angol anyanyelvű versenyzők saját nyelvükön is szólnak országuk tévénézőihez.
A 2012-es brit nagydíj óta a futam végi interjúk rendje megváltozott: közvetlenül az eredményhirdetés után, a pódiumnál teszi fel a kérdéseket egy ismert személyiség. Az interjúszobában ettől kezdve csupán a nem angol anyanyelvű nyilatkozatokra kerül sor.
2003-ban két verseny után volt példa arra, hogy az első három helyezett közül nem mindegyik ment nyilatkozni: a brazil nagydíjon Fernando Alonso balesetet szenvedett, de a félbeszakadt versenyen 3. helyezettnek könyvelték el. Kórházba szállítása miatt nem vett részt sem az eredményhirdetésen, sem a sajtótájékoztatón. A San Marinó-i nagydíj végén pedig az édesanyja elvesztése után versenyt nyerő Michael Schumacher helyett csapatvezetője, Jean Todt nyilatkozott.
A többi versenyzőnek a bokszutcában kell a sajtó rendelkezésére állnia. 2009-től a versenyzők nemcsak a futam után kötelesek nyilatkozni a sajtónak, hanem az időmérő edzés egyes szakaszai lezárultával vagy kiesésük után is.

#### Balesetek és biztonság

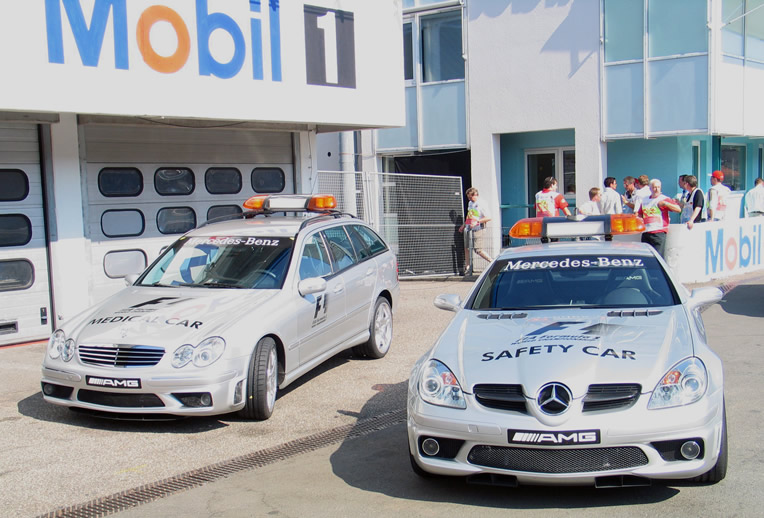
Az egészségügyi autó (balra), és a biztonsági autó (jobbra)

A HANS rendszer felépítése

A sportágban több versenyző halt már meg baleset következtében, elsősorban a kezdeti időkben, az 1950-es évek elejétől az 1970-es évek végéig. A meghalt versenyzők nagy része a mai biztonsági felszereltségű autókkal és pályákkal megmenthetők lettek volna. A sportág utolsó balesetben meghalt versenyzője a francia Jules Bianchi, aki a 2014-es Japán Nagydíjon szenvedett balesetet, majd kómába került, és többé nem ébredt fel. Az 1994-es Formula–1 San Marinó-i nagydíj volt a sportág utolsó Fekete hétvégéje, amikor az osztrák Roland Ratzenberger és a háromszoros világbajnok Ayrton Senna vesztették életüket. A Formula–1 másik legsötétebb hétvégéje az 1960-as belga nagydíj volt, amelyen szintén két pilóta halt meg.
Jackie Stewart háromszoros világbajnok az elsők között volt, akik a sportág biztonságosabbá tételéért kampányolt. Sid Watkins professzor 1978-ban lett a Formula–1 főorvosa, aki modernizálta a sportág biztonsági hátterét. 2004-ben Gary Hartstein lett az utódja. A tragikus San Marinó-i nagydíj is nagy lökést indított el a biztonsági berendezések fejlesztésében.

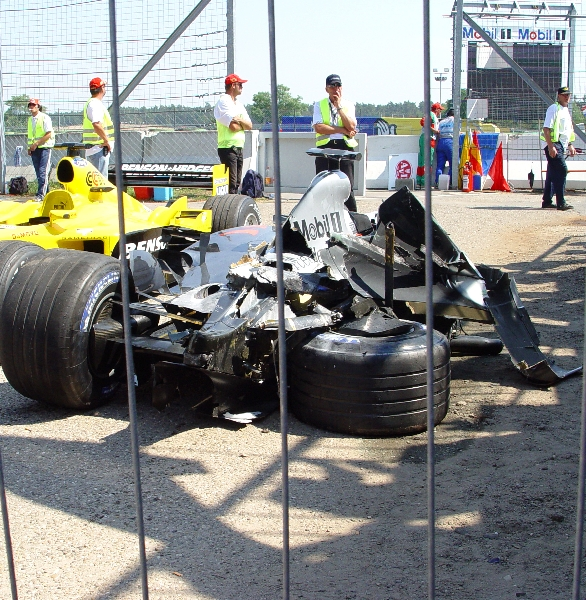
Kimi Räikkönen összetört McLarenje a 2003-as német nagydíjon. A modellek építésénél az egyik fő cél, hogy azok minél jobban elnyeljék a baleset következtében fellépő energiákat

Ma a versenypályák mindegyikében külön kórházak vannak, a versenyzők mentését a baleset után 15 másodpercen belül meg kell kezdeni. Az autók is sokkal biztonságosabbak lettek, az autók elemeinek nagy része szénszálas anyagokból készül, amelyek elnyelik az ütközésből keletkező energiákat.
Szintén fontos biztonsági felszerelés a Head And Neck Support rendszer (rövidítve HANS rendszer). Ez a szerkezet is szénszálas anyagból készül. A versenyző vállára támaszkodva, annak két oldalán rögzítő szalagokkal kapcsolódik a versenyző sisakjához. Célja, hogy megakadályozza a baleset során, hogy a versenyző feje túlságosan előrelendüljön, ennek következménye lehet nyakcsigolyák sérülése, és a pilóta be is ütheti a fejét a kormányba. Ütközéskor óriási erők hatnak a versenyzők testére. A valaha volt legnagyobb ilyen erő, amelyet az illető túl is élt, David Purley 1977-es balesete volt. Testét egy rövid ideig a normális gravitációs erő 179,8-szorosa húzta előrefelé.
A Formula–1 legveszélyesebb pályái közé tartozik a hosszú és kanyargós régi Nürburgring (Nordschleife) és a rendkívül gyors monzai pálya.
Súlyosabb balesetekhez vonul a pályára a Medical Car, magyarul egészségügyi autó. Ebben orvosok ülnek, akik azonnal ellátják a balesetet szenvedett versenyzőt, majd a pálya kórházába viszik.
Veszélyhelyzetekben, például erős esőben vagy baleset után beküldik a biztonsági autót. Ebben a fázisban a biztonsági autó a mezőny előtt halad a saját sebességével, ami jóval kisebb a Formula–1-es autók tempójánál. Ezalatt tilos az előzés (kivételt képeznek a lekörözöttek, akik körhátrányukat ledolgozhatják a mezőny mögé visszatérve, de az egymás közti sorrendjük nekik sem változhat, és meg kell várniuk, míg a versenybírók megadják az engedélyt). Az így megtett körök is beletartoznak a verseny köreibe. A biztonsági autót 2000 óta a német Bernd Mayländer vezeti. 2009-től a biztonsági időszak alatt az autók sebességét egy elektromos rendszer szabályozza. Ez lehetővé teszi, hogy a korábbi évekkel ellentétben ismét a boxba hajthassanak a versenyzők, míg a biztonsági autó a pályán van, mert így nem jutnak jogosulatlan előnyhöz.

#### Zászlószabályok
Mivel a rádiókommunikáció sokszor nem megbízható, a Formula–1-ben a pályabírók és a versenyzők közötti kommunikációt elsődlegesen zászlók és táblák szolgálják. Az adott színű zászlók lengetésével figyelmeztethetik különböző eseményekre a versenyzőket. 2007 óta a zászlójelzéseket a versenyzők a kormányon található kijelzőn is láthatják. A televíziós közvetítéseknél a képernyőn szintén megjelenik az adott színű jelzés.

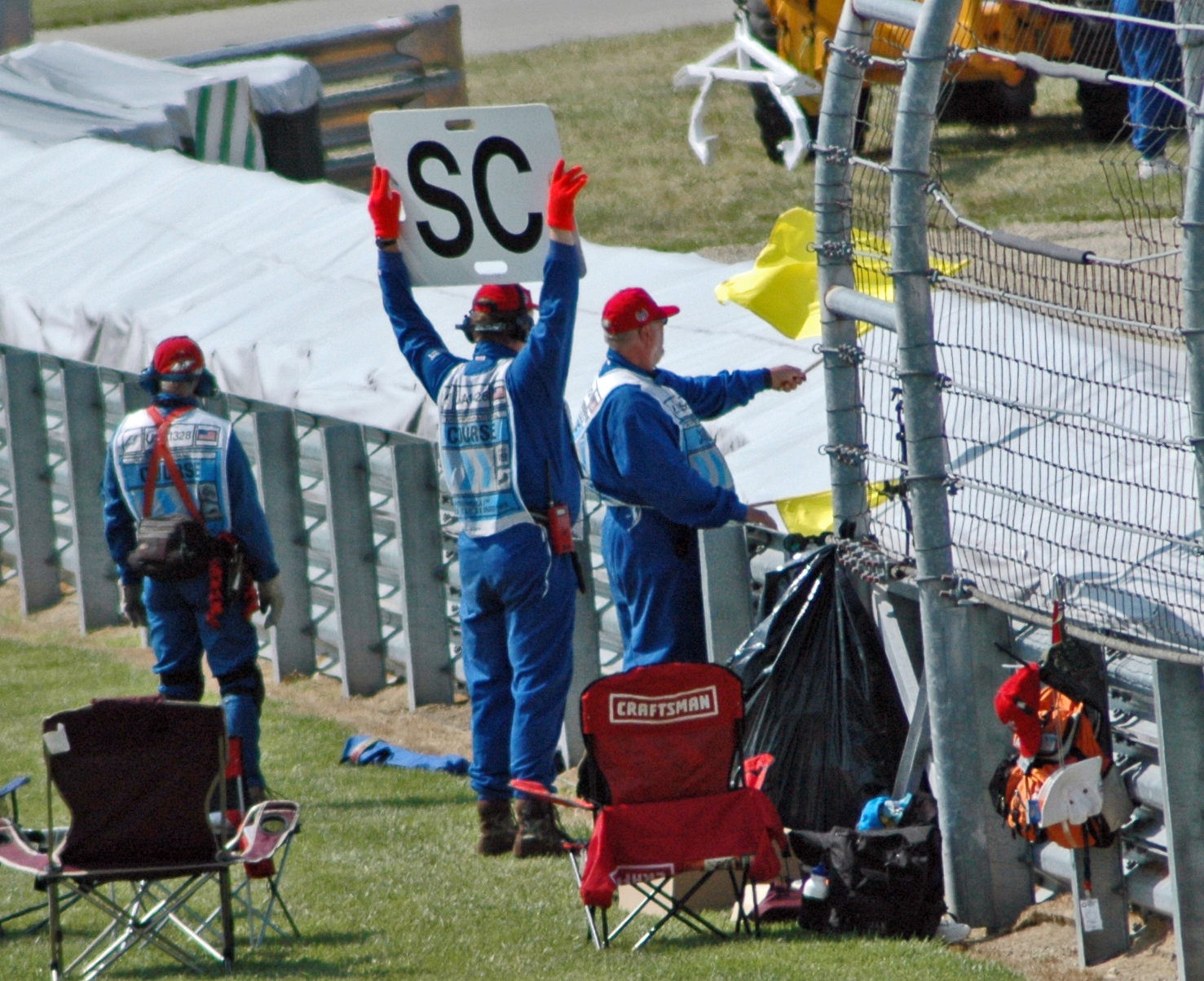
Sárga zászló és SC felirattal ellátott tábla: nem lehet előzni, és bejön a biztonsági autó is

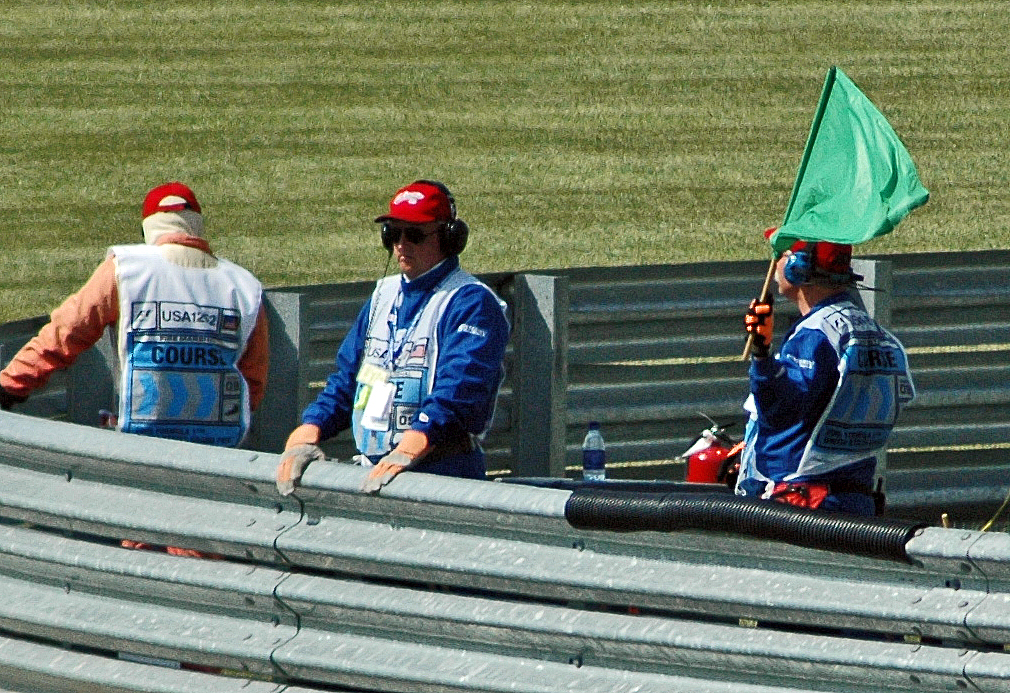
Zöld zászló: ismét lehet előzni, a biztonsági autó kiment

| Zászló | Jelentése |
| ------ | --- |
|        | A szabadedzésnek, az időmérő edzésnek, vagy a versenynek vége van. |
|        | A verseny, a szabadedzés, vagy az időmérő edzés félbeszakad. |
|        | Figyelmezteti a lassabb versenyzőt, hogy engedje el az őt lekörözni készülőt. Ha a pilóta háromszor nem veszi figyelembe figyelmeztetést, bokszutca-áthajtásos büntetést kap. A bokszutca kijáratában lengetve: forgalom van a pályaszakaszon, kihajtásnál legyen óvatos a versenyző. |
|        | Tilos az előzés, a pályán lévő valamilyen akadály miatt. Duplán lengetve fokozott veszélyre figyelmeztet. Ha a sárga zászló mellett az VSC vagy SC táblát is mutatjhatják. Ha az SC-t mutatják akkor bejön a biztonsági autó is.                                                      |
|        | Ismét szabad előzni. |
|        | Vigyázat! A pályán lassú jármű halad. |
|        | Csúszós a pálya (olaj, eső). A zászlót 3 körön át lengetik. |
|        | Egy versenyzőt figyelmeztetnek, hogy technikai problémája van és a következő körben ki kell mennie a boxba. A zászló a hibás autó rajtszámát is jelzi. |
|        | Egy versenyzőt a sportszerűtlen magatartásáért egyszeri alkalommal figyelmeztetnek. Ezen a zászlón is szerepel az érintett autó rajtszáma. |
|        | Egy autót kizárnak a versenyből és haladéktalanul ki kell állnia a boxba. A zászlón szerepel az érintett rajtszáma. |

#### Alkalmazható büntetések
- Bokszutcán való áthajtás (drive through penalty) : a versenyzőnek úgy kell áthaladnia a bokszutcán, hogy közben nem állhat ki a csapat bokszába. A büntetést a 2010-es szezontól a kiszabás után két körrel le kell tölteni.
- A Stop-and-go penalty az előbbi büntetés annyival súlyosbítva, hogy a csapat bokszában a versenyzőnek 10 másodpercig meg kell állnia, a csapat szerelői nem nyúlhatnak az autóhoz.
- Időbüntetés: A bokszutcai büntetések enyhébb formája. Van öt és tíz másodperces változata is. Ha futam közben szabják ki, a versenyző legközelebbi bokszkiállásakor a csapat embereinek a büntetés időtartamát meg kell várniuk, mielőtt hozzányúlnának az autóhoz. Ha a versenyzőnek már nincs több bokszkiállása vagy ha a leintés után állapítják meg a szabálytalanságot, a büntetés idejét utólag hozzáadják a versenyidejéhez. Súlyosabb időbüntetést szabnak ki, ha a pilóta a verseny vége felé követ el olyan szabálytalanságot, amiért áthajtásos vagy kiállásos büntetés járna, illetve ha utólag állapítják meg a szabálytalanságot. Ha áthajtásos büntetés járna, a 2010-es szezontól 20 másodpercet adnak a versenyző idejéhez, ha 10 másodperces stop-and-go járna, akkor 30 másodpercet.
- Futam közbeni kizárás: fekete zászlóval jelzik, ilyenkor versenyzőnek haladéktalanul ki kell állnia a bokszba, és jelentkeznie kell a versenyigazgatóságnál.
- Utólagos kizárás: a versenyzőt megfosztják helyezésétől, illetve az azért járó pontjaitól. Ilyenkor a mögötte végzők általában előbbre lépnek, bár volt példa ez alól kivételre is.
- Pénzbüntetés (többnyire edzéseken történő bokszutcai gyorshajtásért szabják ki).
- Hátrasorolás a rajtrácson (váltócsere öt, motorcsere tízhelyes hátrasorolást von maga után, de veszélyes manőver miatt is kiszabható). 2014-től kezdve ha a versenyző olyan eredményt ér el az edzésen, hogy csak kevesebb hellyel sorolható hátra, a maradékot át kell vinnie a következő futamra.
- Edzésidő törlése: enyhébb esetben a versenyzőnek a többi köridői közül a legjobbat veszik figyelembe; súlyosabb esetben az összes edzésidőt törlik, a versenyzőnek a rajtrács végéről kell indulnia.
- Megrovás: ha egy versenyző hármat összegyűjt az idény során, a következő futamon tíz rajthellyel hátrasorolják.
- Büntetőpont: 12 büntetőpont összegyűjtése egy futam eltiltást von maga után.
- Konstruktőri pontok levonása: csak a versenyző kapja meg a helyezésért járó pontokat. Akkor alkalmazzák, ha úgy látják, hogy technikai szabálytalanság miatt a felelősség nem terheli a versenyzőt. Erősen vitatott eljárás, miután a csapat és a versenyző szereplése nem választható külön. Ilyen büntetést kapott 1995-ben a brazil nagydíjon a Williams és a Benetton, a 2000-es osztrák nagydíjon a McLaren (csak az 1-es számú autójára, Mika Häkkinenre), illetve ugyancsak a McLaren 2007-ben előbb a magyar nagydíjon (a versenyzők közti incidens miatt az időmérőn), majd később az egész évadra (a kémbotrány miatt). 2018-ban a magyar nagydíj után a csődbe ment Force India konstruktőri pontjait vették el, a helyébe lépő Racing Point Force Indiának nulla pontról kellett indulnia a belga nagydíjtól.
- Eltiltás: ilyen büntetést kapott 1989-ben Nigel Mansell egy futamra (fekete zászló figyelmen kívül hagyásáért), 1994-ben Eddie Irvine három, Mika Häkkinen (mindketten baleset okozásáért) egy, Michael Schumacher két futamra (fekete zászló figyelmen kívül hagyásáért), 2005-ben a BAR csapat két futamra (az autó súlyával való trükközésért), 2012-ben Romain Grosjean egy futamra (baleset okozásáért).
- Világbajnoki helyezéstől való megfosztás: 1997-ben Michael Schumachert büntették így, mivel a zárófutamon szándékosan hajtott neki Jacques Villeneuve autójának. Versenyeredményeit azonban megtarthatta, azok beleszámítanak a statisztikáiba. 2007-ben a McLaren csapatot zárták ki a pontversenyből a Ferrari elleni kémkedésért (a versenyzők a pontjaikat megtarthatták).

### Tesztelési szabályok
A Formula–1-es autók fejlesztésének legfontosabb eszköze a tesztelés. A csapatok az autóik méretarányos (legfeljebb 60%-os) modelljeit szélcsatornákban, kész konstrukcióikat pedig versenypályákon tesztelik. 2008-tól jelentős korlátozás lépett életbe a tesztelésekre vonatkozóan. A csapatok egy naptári évben legfeljebb 30 000 km-t tesztelhetnek, az FIA által kijelölt helyszíneken és időpontokban. Ebbe nem számítanak bele a fiatal versenyzők felkészítését szolgáló tesztek és a promóciós célú rendezvények. 2009-ben a csapatok közti esélyegyenlőség megteremtése érdekében tovább szigorították a szabályokat: a csapatok az idény utolsó versenye és 2009. december 31. között háromszor egy napon keresztül gyakorolhatnak olyan versenyzővel, aki legfeljebb két futamon szerepelt vagy négy napot tesztelt a megelőző 24 hónapban.

## A Formula–1 gazdasági háttere

### Költségek

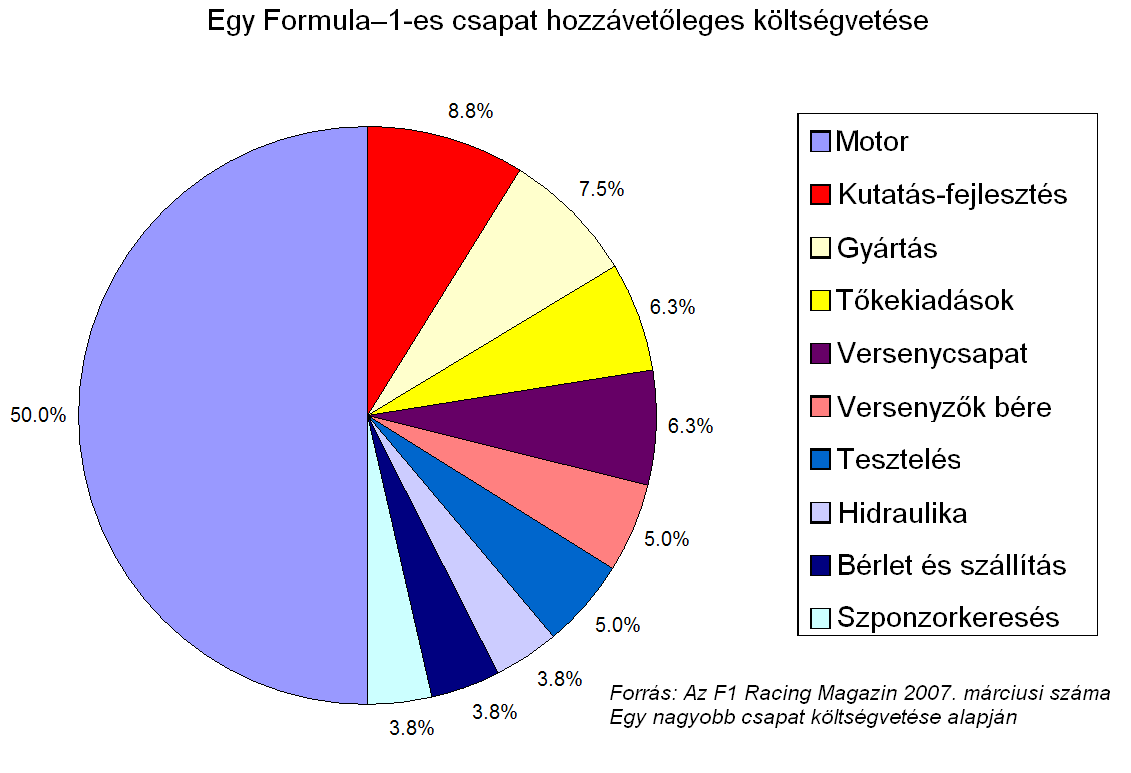
Egy átlagos csapat különböző területekre fordított kiadásainak aránya

A Formula–1 a világ egyik legdrágább sportága. Az F1 Racing magazin 2007 márciusában becslést készített a 2006-os Formula–1-es csapatok költségvetéséből. A 11 csapat évi összköltsége 2006-ban 2,9 milliárd dollár volt. Becsléseik szerint a Toyota 418,5, a Ferrari 406,5, a McLaren 402, a Honda 380,5, a BMW Sauber 355, a Renault 324, a Red Bull 252, a Williams 195,5, a Midland F1 120, a Toro Rosso 75, és a Super Aguri 57 millió dollárt költött el. A csapatok költségeinek különbségei igen nagyok, például a Toyota, a McLaren–Mercedes és a Ferrari kiadásaik felét, körülbelül 200 millió dollárt költöttek a motorokra, a Renault hozzávetőlegesen 125 milliót költött, míg a Cosworth 2006-os V8-as motorjának fejlesztése 15 millió dollárt költött.
A költségek csökkentése érdekében 2008-tól több intézkedés is életbe lépett: betiltották a motorfejlesztéseket, a csapatok csak a 2009-es évadra építhettek új motort. Az autók váltóblokkjának négy versenyt kell kibírnia, tartalékautót nem lehet használni. 2010-től maximálják a csapatok összes és egyes területekre fordítható költségeit. Az önkéntes költségvetési maximum betartói nagyobb mozgásteret kaphatnak a fejlesztések terén. Komoly kiadást jelent a csapatoknak a felszerelés és a személyzet szállítása versenyről versenyre. Annak a csapatnak, amelyik szerzett már legalább egy pontot az adott évben, a FOM átvállalja a szállítási költségeit.

### Bevételek

#### Szponzorok

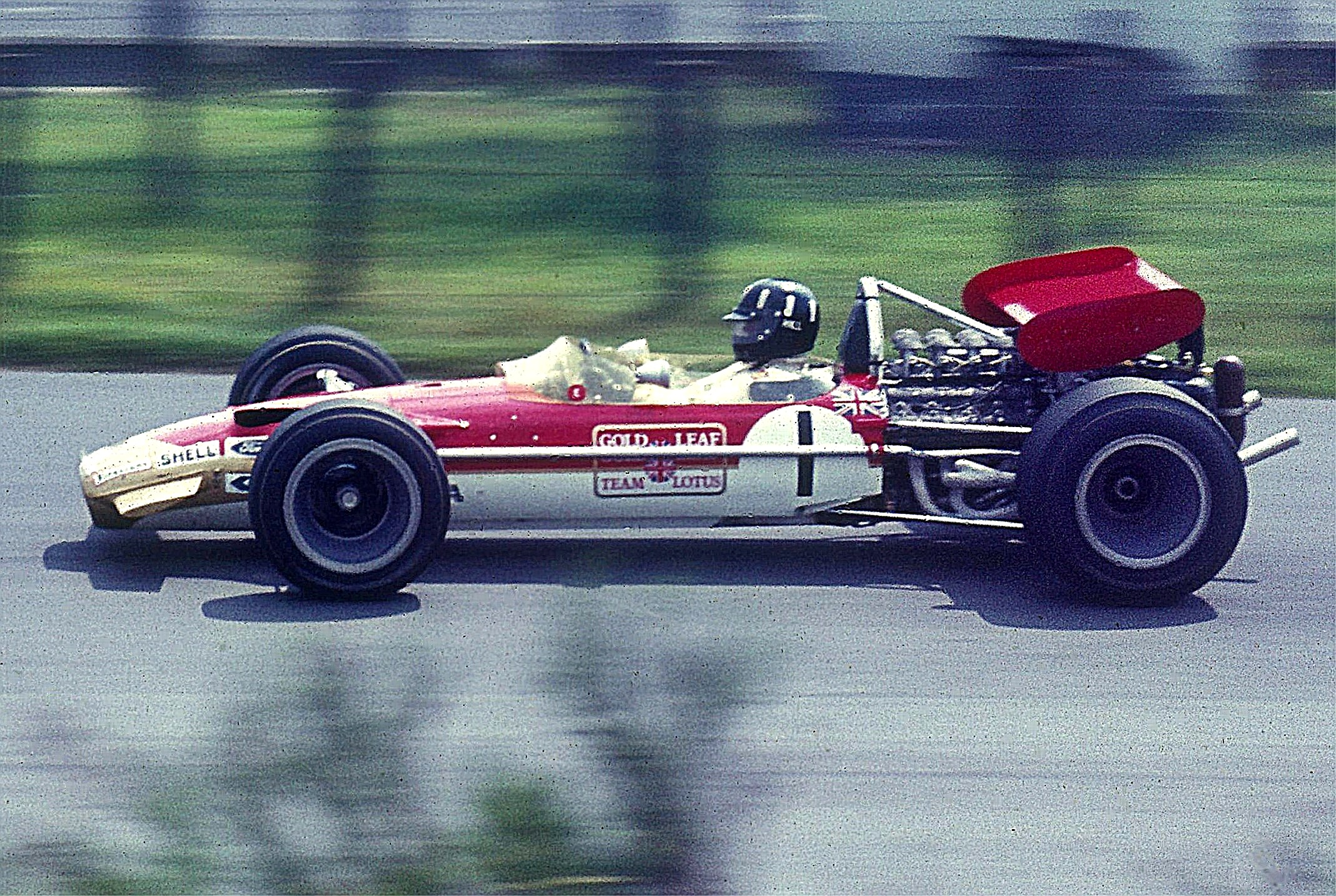
Graham Hill Lotusa szponzori feliratokkal 1969-ben

A mai Formula–1 elképzelhetetlen a szponzorok támogatása nélkül. Az első Formula–1-en kívüli szponzorfelirat, a Gold Leaf cigarettamárka, a Lotus autóin jelent meg, 1968-ban. Azelőtt a csapatok a nemzetiségüknek megadott színekben versenyeztek. Például az olasz csapatoké, a Ferrarié és az Alfa Romeóé a vörös, a briteké, mint a Lotus a zöld, a németeké az ezüst szín volt. A mai csapatok bevételeinek jelentős része szponzoroktól származik. A különböző cégek a logóikat festetik az adott csapat autóira, melyeket a televízió-közvetítésekben szerepelnek. Minél sikeresebb egy csapat, annál többet mutatják a közvetítésekben a verseny, az időmérő edzés során, így a szponzorát is. A sikeresebb csapatoknak ezért többet is fizetnek a szponzorok. A bevétel természetesen függ attól is, hogy a logók mekkora méretben és mennyiségben jelennek meg a csapatnál. A szponzorok logói nem csak az autókon, hanem a versenyzők ruházatán és bukósisakján, a csapat dolgozóinak ruháin és felszerelésein is helyet kapnak. Egy 2005-ben, a magyar nagydíjon végzett felmérés szerint a Marlboro, a Vodafone és a Red Bull volt a legismertebb szponzor a Formula–1-ben.

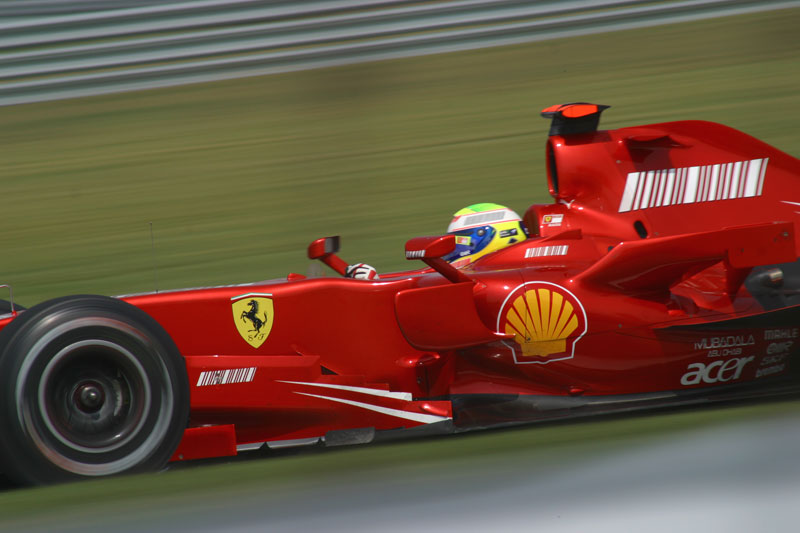
Fehér csíkok a dohányreklámok helyett a hagyományosan vörösre festett Ferrarin 2007-ben

A Formula–1 ellentmondásos szponzorai a cigarettahirdetések. 2003-ban, a dohányreklám-tilalom okozta politikai nézeteltérések miatt elmaradt a belga nagydíj. A 2000-es évek közepétől folyamatosan egyre kevesebb országban szerepelhetnek dohányreklámok a csapatoknál. A magyar nagydíjon 2006-tól nem lehet dohányt reklámozni. 2007-ben már csak a bahreini, a monacói és a kínai nagydíjon lehetett dohányterméket reklámozni, a csapatok többsége más területen keresett támogatót magának. A Renault főszponzora a Mild Seven helyett az ING, a McLarené a West helyett a Vodafone, a Williamsé a Rothmans helyett a HP, majd a Compaq lett.

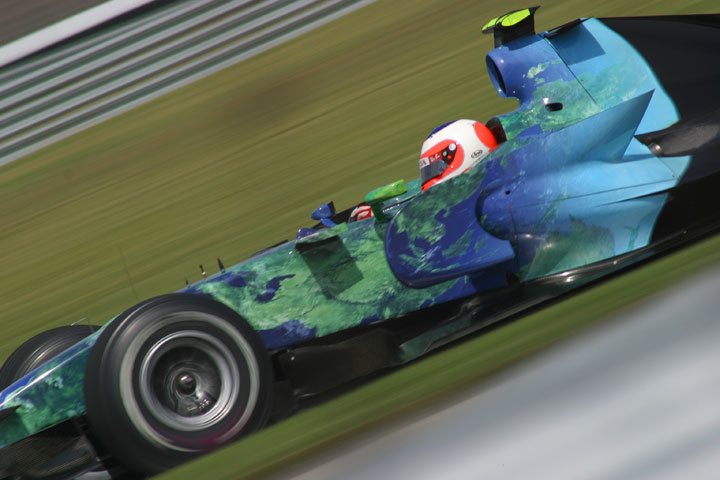
Barrichello a különleges festésű Hondával 2007-ben

2007-től a Marlboro maradt az egyedüli cigarettamárka a Formula–1-ben, amely egyedül a Ferrari autóin jelenik meg, 2007-től a feliratok helyett már csak fehér csíkok maradtak. 2007-ben és 2008-ban a Honda a globális felmelegedésre akarta felhívni a Formula–1-es tv-nézők figyelmét azzal, hogy a Föld műholdképét jelenítette meg autóin, egyetlen reklám nélkül (kivéve a gumiszállító és csapat logóját). Szponzora nem csak a csapatoknak, hanem a nagydíjaknak is van. Az adott nagydíjon a legnagyobb mértékben reklámozott cég a főszponzor. Ennek a neve gyakran szerepel a nagydíj hivatalos nevében is (például 2008-as Formula–1 ING magyar nagydíj). Előfordul, hogy a cégek kanyart vesznek a versenypályákon, és ettől kezdve a kanyar a cég nevét viseli (például a Renault-kanyar Barcelonában).
A 2008 őszén kiteljesedő gazdasági válság következtében több cég is visszalépett a sportág támogatásától. A Honda autógyár eladta csapatát, az ING biztosítótársaság pedig 2009 végére beszüntette a Renault csapat és több nagydíj szponzorálását.
2009-től az LG Electronics a Formula One™ új nemzetközi partnere. A január 1-jén életbe lépett hosszú távú Formula One™ együttműködési megállapodás értelmében az LG – mint a szórakoztatóelektronikai termékek egyik vezető gyártója – a ’A Global Partner of Formula 1™’ és a ’A Technology Partner of Formula 1™’ címek tulajdonosa lett. Az együttműködés részeként a dél-koreai gyártó kizárólagos megjelenési felületeket és exkluzív marketingjogokat kapott a versenysorozattal kapcsolatosan. Az ’A Global Partner of Formula 1™’ és az ’A Technology Partner of Formula 1™’ címek mellett az LG magáénak tudhatja az ‘Official Consumer Electronics, Mobile Phone and Data Processor of Formula 1™ címeket is, melyeknek köszönhetően a televíziós közvetítésekor az időmérésnél, az adatok kijelzésénél láthatók az LG logója. Az LG Electronics a 2010-es versenyszezonban két új megállapodást kötött. A Cosworth hivatalos szórakoztatóelektronikai partnereként saját termékeivel látja el a motorgyártót, például digitális vevőegységgel felszerelt LCD HDTV készülékekkel, HD/DVD-felvevőkkel, digitális műsorok vételére alkalmas HD projektorokkal és laptopokkal, amelyeket a Formula–1-es futamokon, illetve a vállalat Angliában található Formula–1-es központjában fognak használni. A Cosworth a 2010-es világbajnokságon négy csapatnak – köztük idén először versenyzőnek – is szállít motort. Az LG Electronics a másik együttműködés értelmében pedig a Lotus Racing hivatalos technikai beszállítója, és mind a versenypályán, mind a fejlesztőüzemben támogatja termékeivel a csapatot.

#### Tévéközvetítések
A televíziós közvetítésekből befolyó jogdíjak a sportág másik fő bevételi forrását képezik. A jogokkal a FOM rendelkezik, a befolyt összeget a Concorde-egyezmény alapján, az első tíz helyezett csapat között, nem nyilvános arányban osztja szét.
Formula–1-es versenyeket élőben vagy felvételről a Föld majdnem minden országában sugározzák televízión. A közvetítések a világ legnagyobb nézettségű műsorai közé tartoznak. A 2006-os brazil nagydíj élő adását 83 millió TV-néző kísérte figyelemmel, további 71 millióan pedig ha rövid időre is, de bekapcsolódtak a közvetítésbe. Az FOM (Formula One Management) hivatalos adatai szerint 2005-ben 580 millió háztartásban nézték televízión a Formula–1-es versenyeket, 1995 és 1999 között pedig összesen 50 milliárdnyian. Óriási televíziós eseményről van szó, a halmozott nézettség 2001-ben 5,4 milliárd volt, a közvetítések 200 országba jutottak el. 2005-ben a kanadai nagydíj tartott számot a legnagyobb érdeklődésre a versenyek közül, és a harmadik legnézettebb sportesemény volt az évben.
A 2000-es évek elején A FOM hivatalos logót és weboldalt, valamint számos védjegyet készített a sportágnak, hogy jól megkülönböztethető vállalkozásnak tűnjön. 30 évvel az első színesben sugárzott verseny, az 1967-es német nagydíj után, a német DF1 televíziós társasággal együttműködve Bernie Ecclestone kísérleti jelleggel bevezetett egy digitális televíziós csomagot. Az először az 1996-os német nagydíjon elérhető szolgáltatás több lehetőséget biztosított a tv-nézőnek a hagyományos közvetítésekkel szemben: számos párhuzamos adásból lehetett választani (fedélzeti kamerák, boxutca, eredménylisták), jobb kép-és hangminőségben. Az adást az egyébként is jelen lévőtől teljesen különböző stáb készítette, saját kamerákkal, felszereléssel és személyzettel. Az évek során több országban is bevezetett szolgáltatást a 2002-es szezon után, pénzügyi okokból megszüntették.
Az egyes televízióállomások az ún. „világadást” veszik át, akár a FOM, akár egy helyi társaság állítja elő. Csak a német Premiere csatorna készít mindig saját műsort és közvetít minden eseményt, beleértve az edzéseket és a betétfutamokat is, élőben, interaktív szolgáltatásokkal. 2002 előtt szélesebb körben elérhető volt, de visszaszorult a digitális interaktív adás magas előállítási költségei miatt. A tv-nézők többségének elegendő a hagyományos, ingyenesen fogható közvetítés.
Bernie Ecclestone 2007 végére tervezte, hogy a Formula–1-es közvetítések HD formátumban is elérhetőek lesznek, egyes szolgáltatók már átálltak a versenyek digitális sugárzására.
Magyarországon 1976-tól 2001-ig a Magyar Televízió sugározta a Formula–1-es futamokat. Ismertebb kommentátorok voltak: Dávid Sándor, Palik László, Frankl András, Knézy Jenő, Mezei Dániel. 2002-től a jogokat az RTL Klub vásárolta meg. Élőben az időmérő edzést és a futamot közvetítették, a leggyakoribb kommentátorok Czollner Gyula és Palik László voltak, utóbbi helyét 2011-ben Walter Csaba vette át. A stúdióban rendszeres szakértő vendég volt Wéber Gábor és Szabó Róbert. Az állandó helyszíni riporter Szujó Zoltán volt. A nagydíjak közti hétvégéken sugárzott Formula–1 magazinban helyszíni riportok és stúdióbeszélgetések voltak láthatók. 2008-tól a Sportklub csatorna vasárnap esti időpontban felvételről levetítette az aznapi futamot. 2012-től ismét a Magyar Televízió közvetíti a Formula–1-et, immár HD minőségben. Az élő közvetítések az M1-en, az ismétlések az M2-n láthatók. A stúdióban továbbra is Szabó Róbert maradt az állandó szakértő, és a Formula–1 magazin is továbbra is jelentkezik a versenyhétvégék szombati napján, Boxutca néven. A kommentátorok az első szezonban Mezei Dániel és Wéber Gábor voltak, majd 2013-tól Mezei helyét Szujó Zoltán vette át, aki helyett Bobák Róbert lett a helyszíni riporter. Szujó vezette a futamok előtti felvezető műsort is. A szakértői csapatot pedig hazánk három kiváló autóversenyzője, Michelisz Norbert, Kiss Pál Tamás és Kiss Norbert alkotják. A 2013-as szezon újításaként péntek esténként felvételről leadják a második szabadedzést, némileg kötetlenebb kommentárral, amelynek keretében nézői kérdésekre is válaszolnak. A vasárnapi műsor után pedig egy óráig még online adásban fogadják a kérdéseket a stúdióban. A 2013-as magyar nagydíjról első ízben a hétvége teljes Formula–1-es programját élőben közvetítették. 2015-ben a Dunára került a Formula–1-es futamok közvetítése, miután az M1-ből hírcsatorna lett. A csapat összetétele is változott: új szakértőként Talmácsi Gábor motoros világbajnok ült be néhány futamon, míg Bobák Róbert váltótársa az eddig szerkesztőként dolgozó Ujvári Máté lett. A Boxutca Online pedig ezentúl csütörtök délután jelentkezik. A 2015 júliusában indult M4 Sport közvetíti a futamokat, az időmérő edzéseket és a szabadedzéseket is élőben.
2020-ban a koronavírus-járvány miatt az elmaradó/elhalasztott versenyek helyett az M4 Sporton korábbi futamok kerülnek képernyőre, mai kommentárral: sorrendben az 1993-as doningtoni Európa Nagydíj, a 2007-es Kínai nagydíj, az 1996-os Spanyol Nagydíj, az 1996-os Monacói Nagydíj, a 2017-es Azeri Nagydíj, a 2011-es Kanadai Nagydíj, és végül az 1999-es Francia Nagydíj volt műsoron. Emellett a csatorna közvetítette a hivatalos Formula–1 Esport széria versenyeit is, ahol aktív verseny- és tesztpilóták, már visszavonult versenyzők, és egyéb sztárok álltak rajthoz. Ezzel párhuzamosan a Formula–1 hivatalos YouTube csatornáján is láthatók voltak régebbi versenyek, és a hivatalos esport sorozat futamai is.

## A Formula–1 jövője
Jövőbeli lehetséges nagydíjak
| Ország                  | Pálya helye  | Forrás          |
| ----------------------- | ------------ | --------------- |
| Argentína               | Buenos Aires | [ 168 ]         |
| Dánia                   | Koppenhága   | [ 169 ]         |
| Dél-afrikai Köztársaság | Kyalami      | [ 170 ]         |
| Indonézia               | Lombok       | [ 171 ] [ 172 ] |
| Ruanda                  | Kigali       | [ 173 ]         |

A Formula–1 nehéz időket élt át a 2000-es évek első felében, amikor öt évig Michael Schumacher és a Ferrari dominált, és a nézettség lecsökkent. A sok szabályváltoztatásnak köszönhetően ez megváltozott. 2005-ben és 2006-ban Fernando Alonso és a Renault, 2007-ben Kimi Räikkönen 2008-ban Lewis Hamilton nyert. A tervek szerint 2009-re ismét lett volna tizenegyedik csapat, Prodrive néven, melyet David Richards alapított meg, ám kis híján tovább fogyatkozott a csapatok száma, mert a gazdasági válság miatt a Honda kivonult a sportágból, és csapatát csak néhány héttel az idénynyitó előtt tudta eladni. A korábbi Honda csapat Brawn GP néven indult el 2009-ben.
Az FIA előtérbe helyezi a csapatok minél kisebb költségvetését. (Például a motorfejlesztések, tartalék autó betiltása, egy motornak három, a váltóblokknak öt versenyt kell kibírnia.) Ezzel a kisebb költségvetésű csapatok számára akar kedvezni, szemben a gyári csapatokkal. Mára egyetlen gumiszállító maradt a Pirelli személyében, a „gumiháborúk” elkerülése végett, amely azonban kétféle gumikeveréket bocsát a csapatok számára egy versenyhétvégére, egy lágyat és egy kemény keveréket. 2008-tól betiltották a kipörgésgátlókat, ami jobban előtérbe helyezi a versenyzők képességeit.
A 2009-es évadra radikális szabálymódosításokat vezetett be az FIA. Mintegy felére csökkentették az autók légterelő elemei által termelt leszorító erőt. A kieső tapadás kompenzálására újra lehet használni slick, azaz teljesen sima felületű gumikat. (A bordázott abroncsokat 1998-ban vezették be.) A tervek között szerepelt a gumimelegítő paplanok használatának megtiltása, ami azt jelentette volna, hogy a versenyzőknek az első körökben nagyon óvatosan kell hajtaniuk, míg az abroncsok elérik az üzemi hőfokot. A csapatok és a gumigyártók nyomására azonban ezt a szabálymódosítást 2008 júniusában elvetették. Fakultatív módon, az arra kész csapatok 2009-től KERS-t (Kinetic Energy Recycle System – mozgási energia-visszanyerő rendszert) építhetnek az autóikba.
2014-től 1600 cm³ hengerűrtartalmú, V6-os turbómotorokat használnak. A jövőben több új nagydíjat kívánnak rendezni, bekerült a versenynaptárba a koreai, majd az indiai nagydíj, visszakerült az amerikai nagydíj, austini helyszínnel. A szingapúri nagydíj után újabb versenyeket rendeznek éjszaka, vagy legalábbis késő délután. Erre az Európához képest nagy időeltolódás miatt van szükség, mivel a Formula–1-es tv-nézők nagy része Európában él. Közben egyre inkább visszaszorulnak az európai futamok: 2008-tól 2018-ig nem rendeztek francia nagydíjat. Eredetileg arra gondoltak, hogy a belga nagydíjjal kétévente váltanák egymást, de a belga rendezők ragaszkodnak az állandó versenyhez. Németországban már 2007 óta ebben a rendszerben tartanak futamot Hockenheimben és a Nürburgringen, de már csak Hockenheimben rendeznek futamot, a tartományi kormányzat nem kívánja a veszteséges futamot támogatni. Spanyolországban nem rendezik meg az európai nagydíjat, helyette Barcelona és Valencia szintén felváltva lennének a spanyol nagydíj házigazdái. 2021-ben újra visszatér a holland nagydíj. Még abban az évben már Szaúd-Arábiába is ellátogat a mezőny, majd 2022-től már Miamiban is versenyeznek a pilóták. 2023-ban visszatér a Las Vegas-i, valamint 1 év kihagyás után (2022-es labdarúgó-világbajnokság miatt) Katarban is versengeni fognak a pilóták.